# Personaggi di Gotham
Questa voce contiene un elenco dei personaggi presenti nella serie televisiva Gotham.

## Personaggi principali
| Personaggio                             | Interprete            | Stagione              | Stagione              | Stagione              | Stagione              | Stagione              |
| Personaggio                             | Interprete            | 1                     | 2                     | 3                     | 4                     | 5                     |
| Personaggi principali                   | Personaggi principali | Personaggi principali | Personaggi principali | Personaggi principali | Personaggi principali | Personaggi principali |
| --------------------------------------- | --------------------- | --------------------- | --------------------- | --------------------- | --------------------- | --------------------- |
| James "Jim" Gordon                      | Benjamin McKenzie     |                       |                       |                       |                       |                       |
| Harvey Bullock                          | Donal Logue           |                       |                       |                       |                       |                       |
| Oswald Cobblepot/Pinguino               | Robin Lord Taylor     |                       |                       |                       |                       |                       |
| Bruce Wayne/Batman                      | David Mazouz          |                       |                       |                       |                       |                       |
| Sarah Essen                             | Zabryna Guevara       |                       |                       |                       |                       |                       |
| Alfred Pennyworth                       | Sean Pertwee          |                       |                       |                       |                       |                       |
| Barbara Kean                            | Erin Richards         |                       |                       |                       |                       |                       |
| Selina Kyle/Catwoman                    | Camren Bicondova      |                       |                       |                       |                       |                       |
| Edward Nygma/Enigmista                  | Cory Michael Smith    |                       |                       |                       |                       |                       |
| Renee Montoya                           | Victoria Cartagena    |                       |                       |                       |                       |                       |
| Crispus Allen                           | Andrew Stewart Jones  |                       |                       |                       |                       |                       |
| Carmine Falcone                         | John Doman            |                       |                       |                       |                       |                       |
| Fish Mooney                             | Jada Pinkett Smith    |                       |                       |                       |                       |                       |
| Butch Gilzean/Cyrus Gold/Solomon Grundy | Drew Powell           |                       |                       |                       |                       |                       |
| Ivy Pepper/Poison Ivy                   | Clare Foley           |                       |                       |                       |                       |                       |
| Ivy Pepper/Poison Ivy                   | Maggie Geha           |                       |                       |                       |                       |                       |
| Ivy Pepper/Poison Ivy                   | Peyton List           |                       |                       |                       |                       |                       |
| Harvey Dent                             | Nicholas D'Agosto     |                       |                       |                       |                       |                       |
| Leslie Thompkins                        | Morena Baccarin       |                       |                       |                       |                       |                       |
| Lucius Fox                              | Chris Chalk           |                       |                       |                       |                       |                       |
| Theo Galavan/Azrael                     | James Frain           |                       |                       |                       |                       |                       |
| Tabitha Galavan/Tigress                 | Jessica Lucas         |                       |                       |                       |                       |                       |
| Nathaniel Barnes/Esecutore              | Michael Chiklis       |                       |                       |                       |                       |                       |
| Jervis Tetch                            | Benedict Samuel       |                       |                       |                       |                       |                       |
| Ra's al Ghul                            | Alexander Siddig      |                       |                       |                       |                       |                       |
| Sofia Falcone                           | Crystal Reed          |                       |                       |                       |                       |                       |
| Personaggi Ricorrenti                   |                       |                       |                       |                       |                       |                       |
| Aubrey James                            | Richard Kind          |                       |                       |                       |                       |                       |
| Gertrude Kapelput                       | Carol Kane            |                       |                       |                       |                       |                       |
| Sal Maroni                              | David Zayas           |                       |                       |                       |                       |                       |
| Alvarez                                 | J. W. Cortes          |                       |                       |                       |                       |                       |
| Liza                                    | Makenzie Leigh        |                       |                       |                       |                       |                       |
| Kristen Kringle                         | Chelsea Spack         |                       |                       |                       |                       |                       |
| Gabe                                    | Alex Corrado          |                       |                       |                       |                       |                       |
| Victor Zsasz                            | Anthony Carrigan      |                       |                       |                       |                       |                       |
| Commissario Loeb                        | Peter Scolari         |                       |                       |                       |                       |                       |
| Jonathan Crane/Spaventapasseri          | Charlie Tahan         |                       |                       |                       |                       |                       |
| Jonathan Crane/Spaventapasseri          | David W. Thompson     |                       |                       |                       |                       |                       |
| Jerome Valeska, Jeremiah Valeska        | Cameron Monaghan      |                       |                       |                       |                       |                       |
| Aaron Helzinger                         | Stink Fihser          |                       |                       |                       |                       |                       |
| Sal Martinez                            | Lucas Salvagno        |                       |                       |                       |                       |                       |
| Carl Pinkney                            | Ian Quinlan           |                       |                       |                       |                       |                       |
| Silver St. Cloud                        | Natalie Alyn Lind     |                       |                       |                       |                       |                       |
| Padre Creel                             | Ron Rifkin            |                       |                       |                       |                       |                       |
| Bridgit Pike/Firefly                    | Michelle Veintimilla  |                       |                       |                       |                       |                       |
| Bridgit Pike/Firefly                    | Camila Perez          |                       |                       |                       |                       |                       |
| Ethel Peabody                           | Tonya Pinkins         |                       |                       |                       |                       |                       |
| Victor Fries/ Mr. Freeze                | Nathan Darrow         |                       |                       |                       |                       |                       |
| Hugo Strange                            | BD Wong               |                       |                       |                       |                       |                       |
| Soggetto 514a, "Cinque"                 | David Mazouz          |                       |                       |                       |                       |                       |
| Kathryn Monroe                          | Kit Flanagan          |                       |                       |                       |                       |                       |
| Kathryn Monroe                          | Leslie Hendrix        |                       |                       |                       |                       |                       |
| Mario Falcone                           | James Carpinello      |                       |                       |                       |                       |                       |
| Valerie Vale                            | Jamie Chung           |                       |                       |                       |                       |                       |
| Isabella                                | Chelsea Spack         |                       |                       |                       |                       |                       |
| Campos                                  | Flora Diaz            |                       |                       |                       |                       |                       |
| Sciamano/Sensei                         | Raymond J. Barry      |                       |                       |                       |                       |                       |
| Mr. Penn                                | Andrew Sellon         |                       |                       |                       |                       |                       |
| Vanessa Harper                          | Kelcy Griffin         |                       |                       |                       |                       |                       |
| Cherry                                  | Marina Benedict       |                       |                       |                       |                       |                       |
| Lazlo Valentin/Professor Pyg            | Michael Cerveris      |                       |                       |                       |                       |                       |
| Martin                                  | Christopher Convery   |                       |                       |                       |                       |                       |
| Leila                                   | Shiva Kalaiselvan     |                       |                       |                       |                       |                       |
| Eduardo Dorrance/Bane                   | Shane West            |                       |                       |                       |                       |                       |

Legenda:
     Cast principale
     Cast ricorrente
     Guest star
     Non presente nel cast

### James "Jim" Gordon

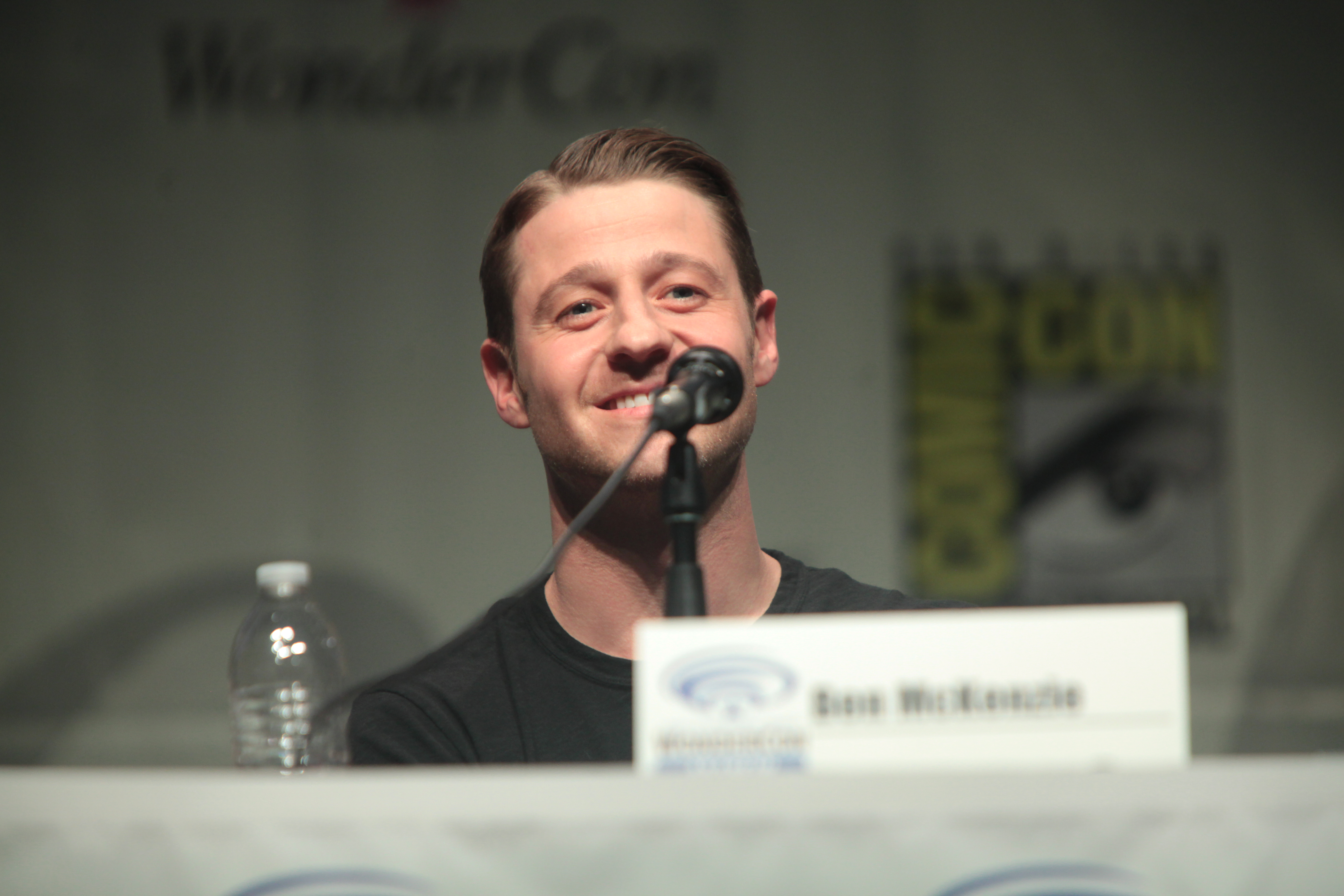
Ben McKenzie, interprete di Jim Gordon

James Gordon James Gordon è un veterano di guerra e nuovo detective presso il dipartimento di polizia di Gotham (GCPD), che nel suo primo caso lavora per trovare l'assassino di Thomas e Martha Wayne. Suo padre era un procuratore distrettuale della città di Gotham, quando morì per un incidente d'auto di fronte agli occhi dello stesso Jim all'epoca tredicenne. Inizialmente fidanzato con Barbara Kean, inizierà successivamente una relazione con la dottoressa Leslie Thompkins, la quale resterà anche incinta; tuttavia, perderà il bambino e lascerà Gotham mentre Gordon è in carcere a scontare una pena ingiusta perché incastrato da Edward Nygma. Dopo il conflitto con Hugo Strange all'Arkham Asylum, Jim andrà a cercare Leslie, ma scoprendo che ha ora una nuova relazione con Mario Calvi (figlio del boss mafioso Carmine Falcone), deciderà di lasciare perdere. Sei mesi dopo, diventa un cacciatore di taglie depresso e alcolizzato che si occupa di ricatturare i mostri evasi da Indian Hill; formerà un'alleanza temporanea con la giornalista Valerie Vale e, dopo aver avuto un incontro allucinato con suo padre per una droga, deciderà di tornare al GCPD. Dopo essere stato infettato dal sangue di Alice Tetch, Mario Calvi manipolerà Gordon per mettere Leslie contro di lui; in seguito, completamente reso folle dal virus, Mario cercherà di uccidere Lee, ma Gordon lo ucciderà in tempo: la cosa distrugge il rapporto tra la donna e Jim. Mentre la sua carriera continua, Jim scopre che suo padre e suo zio Frank facevano parte della Corte dei Gufi. Dopo aver ammesso di aver fatto uccidere Peter Gordon perché stava rischiando di far trapelare informazioni sulla Corte, Frank si suicida, non prima di aver detto a Jim di entrare come spia nella Corte. Gordon si prende la colpa per la morte dello zio, e la Corte lo invita a un incontro. Nella quarta stagione, dopo la scomparsa di Barnes e le dimissioni di Bullock diventa il nuovo capitano della polizia di Gotham.
Dieci anni dopo aver sconfitto Bane e Nyssa al Ghul ed essere diventato commissario, Jim si è sposato con Lee accudendo assieme a lei sua figlia Barbara Lee (dividendone la custodia con Barbara); pensa di dimettersi, finché non entra in scena un nuovo vigilante misterioso che lo salva con Barbara Lee da Jeremiah Valeska.

### Harvey Bullock

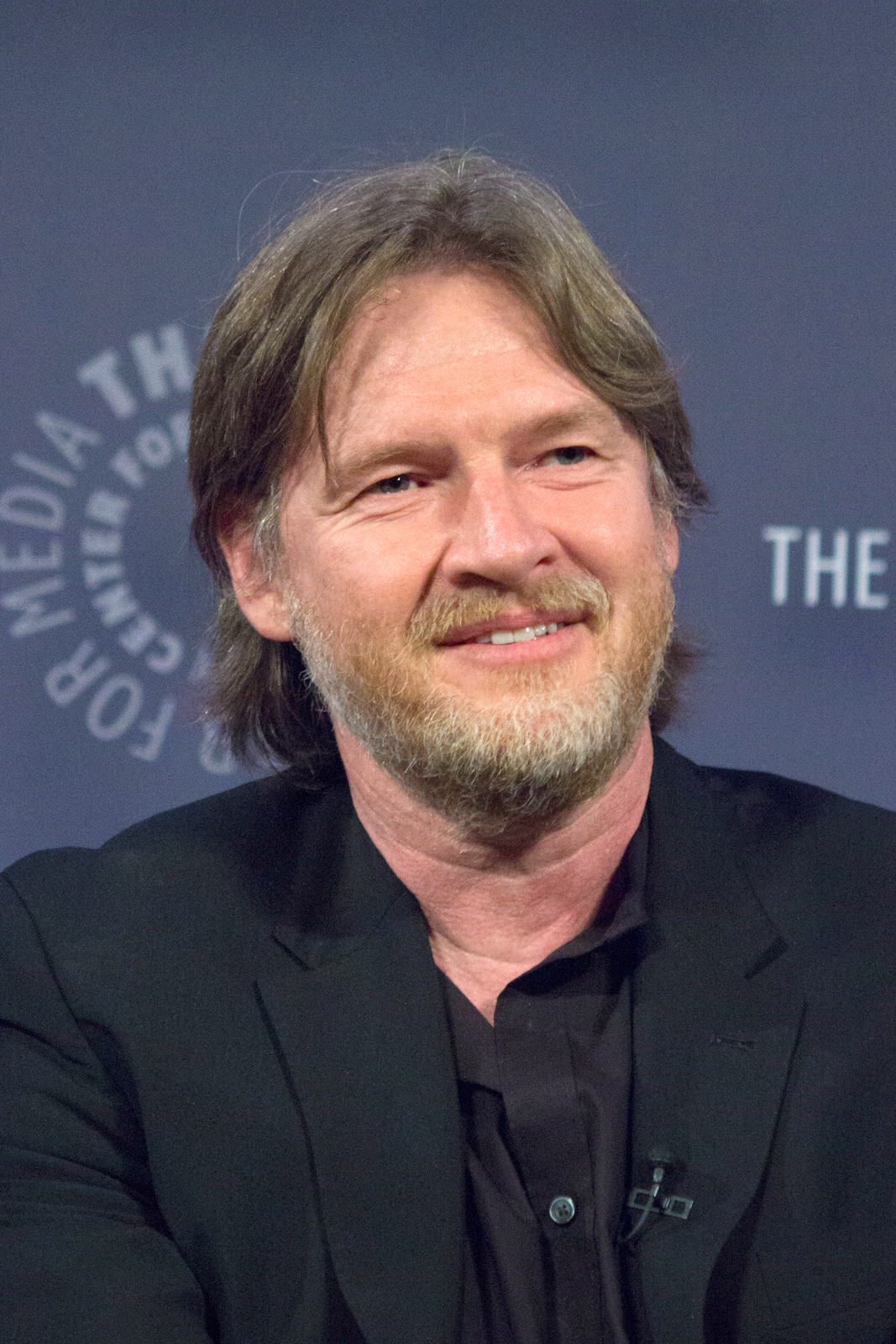
Donal Logue, interprete di Harvey Bullock

Harvey Bullock è un detective del dipartimento di polizia di Gotham e partner di Gordon. Bullock è tutto l'opposto del protagonista: poliziotto violento, rozzo e dai metodi spicci, ormai rassegnato alla corruzione di Gotham ma, nonostante ciò, i due colleghi finiranno per stringere una profonda amicizia che muterà lo stesso Bullock, rendendolo disposto a combattere per la giustizia, pur mantenendo i suoi modi. Nella seconda stagione ha lasciato la polizia e si è fidanzato, tuttavia tornerà in seguito al massacro compiuto dai Maniax alla GCPD. Quando Gordon viene incastrato per l'omicidio di un poliziotto collaborerà persino con Falcone per farlo evadere e dimostrare la sua innocenza. Prende il posto di Barnes come capitano della polizia, temporaneamente quando resta gravemente ferito da Azrael e permanentemente quando impazzisce per il virus di Tetch. Dopo che ha condotto diversi poliziotti in una trappola del criminale Professor Pyg, viene dimesso dall'incarico e sostituito da Gordon. Ciò provocherà una rottura tra i due, ma si riconcilieranno quando Bullock tornerà al GCPD per contribuire alla cattura di Ivy Pepper. In seguito, riconquisterà il rispetto dei colleghi poliziotti quando disinnescherà le bombe di Jeremiah; dopo che Gotham diventa Terra di Nessuno, Harvey è tra i pochi a decidere di rimanere a combattere.
Dieci anni dopo, Harvey è ancora in polizia; viene incastrato per un omicidio da Jeremiah, ma alla fine si proverà la sua innocenza. Assiste con Jim e Alfred alla comparsa del nuovo vigilante misterioso in città.

### Oswald "Pinguino" Cobblepot

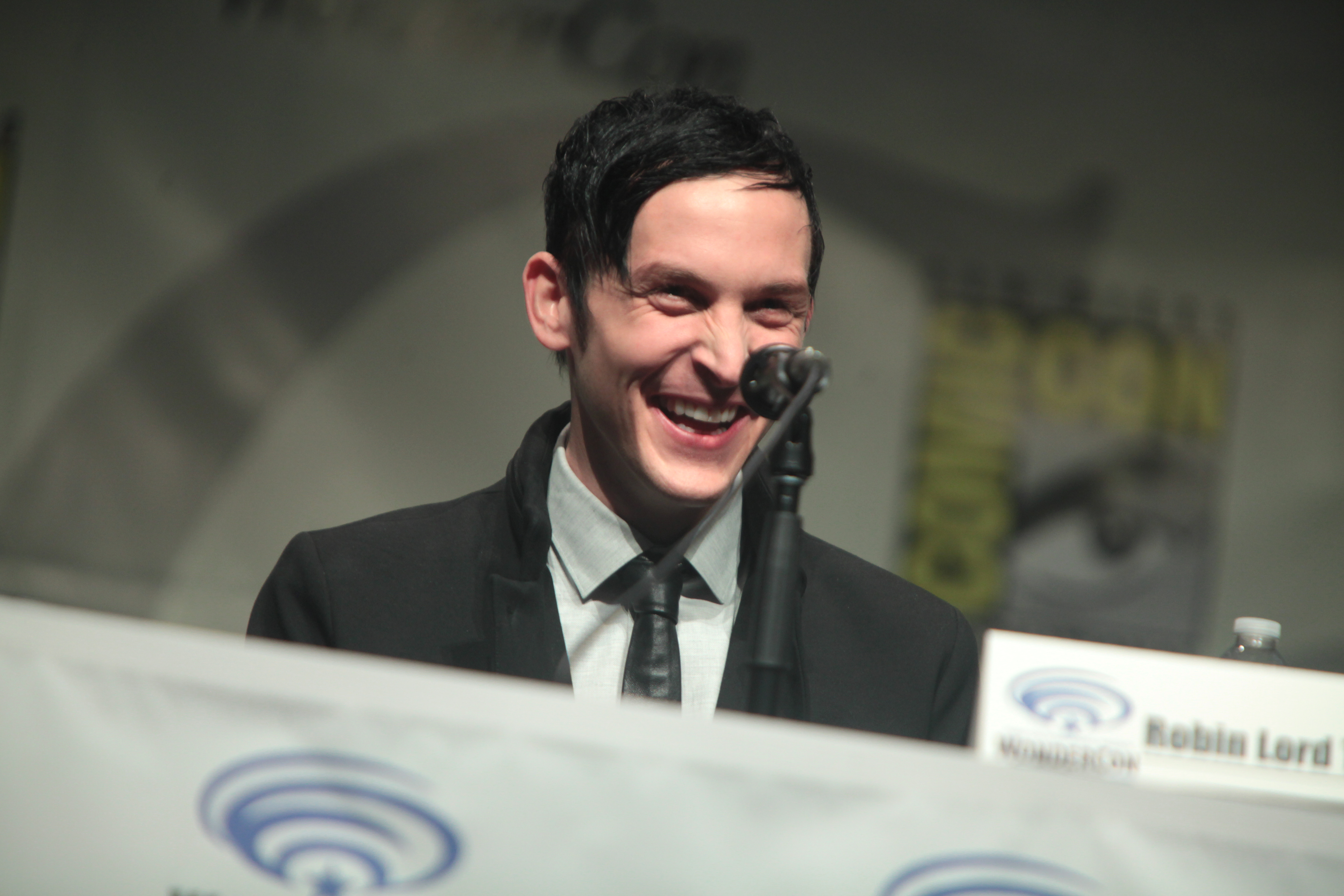
Robin Lord Taylor, interprete di Oswald Cobblepot

Oswald Cobblepot è inizialmente, un tirapiedi di Fish Mooney (per precisione l'addetto a reggerle l'ombrello) ma che di nascosto passava informazioni ai detective Renee Montoya e Crispus Allen della GCPD. Viene tuttavia scoperto dalla stessa Mooney che lo picchia lasciandogli un modo zoppicante di camminare, che gli promuove il soprannome da lui odiato “Pinguino”, per poi iniziare ad apprezzarlo. È innamorato di Edward Nygma, conosciuto anche come l'Enigmista, e ha uno strano rapporto d'amicizia con Jim Gordon. Scampa a un rischio di uccisione grazie a Gordon e collaborando con Don Carmine Falcone; poi inizia a lavorare per il boss rivale di quest'ultimo, Sal Maroni, convincendolo della sua lealtà e diventando manager del suo ristorante ma, in realtà, facendo il doppio gioco per conto di Falcone. In seguito assume il ruolo di Fish Mooney nella famiglia criminale Falcone dopo aver smascherato il suo tradimento. Alla fine della prima stagione, dopo la morte di Mooney e Maroni e il ritiro di Falcone, Oswald diventa il capo della criminalità organizzata di Gotham.
In seguito, sua madre Gertude viene rapita da Theo e Tabitha Galavan che lo obbligano a svolgere dei lavori per loro. Tuttavia, quando i criminali uccidono comunque la donna di fronte ai suoi occhi, cerca di attaccare Theo, restando ferito gravemente. Dopo essere stato salvato e curato da Edward Nygma, si allea con Gordon e, dopo aver salvato Bruce Wayne dal criminale, convince il poliziotto a ucciderlo per impedire possa fare altri danni. Nonostante sia Gordon a commettere l'assassino, Oswald si addossa la colpa e, dopo essersi definito “pazzo” (probabilmente per evitare il Blackgate) viene mandato ad Arkham. Qui viene sottoposto alla tortura mentale del dottor Hugo Strange, che gli fa il lavaggio del cervello. Dopo essere stato rilasciato si incontra con il suo padre biologico, Elija Van Dahl, che lo accoglie a braccia aperte. Nonostante ciò, la nuova moglie di Elija e i suoi figli avvelenano Elija nel tentativo di uccidere Oswald (per appropriarsi dell'eredità familiare) e, quando il giovane lo scopre, si risveglia dal condizionamento e li uccide. Dopodiché, scoprendo che Galavan è tornato in vita con l'identità di Azrael, si allea con Butch Gilzean e, assieme, lo uccidono con un bazooka poco prima che assassini Gordon, Bruce Wayne e Alfred Pennyworth. In seguito intercetta un autobus contenente esperimenti evasi di Indian Hill, credendo di trovare Strange. Invece resta scioccato nel trovarsi davanti una rediviva Fish Mooney, la quale lo fa svenire con i suoi nuovi poteri.
Nella terza stagione, diventa sindaco di Gotham, conquistando l'approvazione dei cittadini per la sua campagna contro i mostri evasi da Indian Hill. Dopo essere stato tradito da Edward (di cui si era innamorato) e dai suoi alleati, verrà curato da Ivy Pepper e stringe un'alleanza con lei, vendicandosi da chi gli aveva voltato le spalle. Successivamente, indirà delle speciali "licenze" per criminali, abbassando così il livello della criminalità in città. Finirà per fare una guerra con Sofia Falcone, figlia di Carmine Falcone, poi si riappacificherà con Edward dopo che si sono salvati a vicenda. Contribuirà più volte alla salvezza della città, prima tradendo Jerome Valeska e la Lega degli Orribili e impedendo lo spargimento della tossina a Gotham, poi salvando Bruce Wayne da Ra's Al Ghul e Jeremiah Valeska assieme ad Alfred, Barbara e Tabitha. Dopo che Gotham diventa Terra di Nessuno, uccide Butch davanti a Tabitha per vendicarsi dell'uccisione della madre. Successivamente chiede a Hugo Strange di salvare le vite di Edward e Leslie Thompkins, accoltellatasi a vicenda e si impossessa di una parte dei territori. Prende anche un bulldog che chiama Edward, come l'amico che non ha mai smesso di amare.
Dieci anni dopo aver sconfitto Bane e Nyssa al Ghul ed aver perso un occhio, Oswald viene rilasciato dal penitenziario di Blackgate, dove ha iniziato ad ingrassare e ad usare un monocolo per vedere meglio col nuovo occhio. Tenta di sparare a Jim nel molo dove quest'ultimo aveva finto di ucciderlo per vendicarsi del tradimento, ma Gordon riesce a scappare. Successivamente salva Edward dal GCPD, ma entrambi vengono catturati da Batman. In seguito, riescono a liberarsi e dopo aver visto il loro nemico svolazzare per i tetti, decidono di rimanere assieme per vendicarsi.

### Bruce Wayne

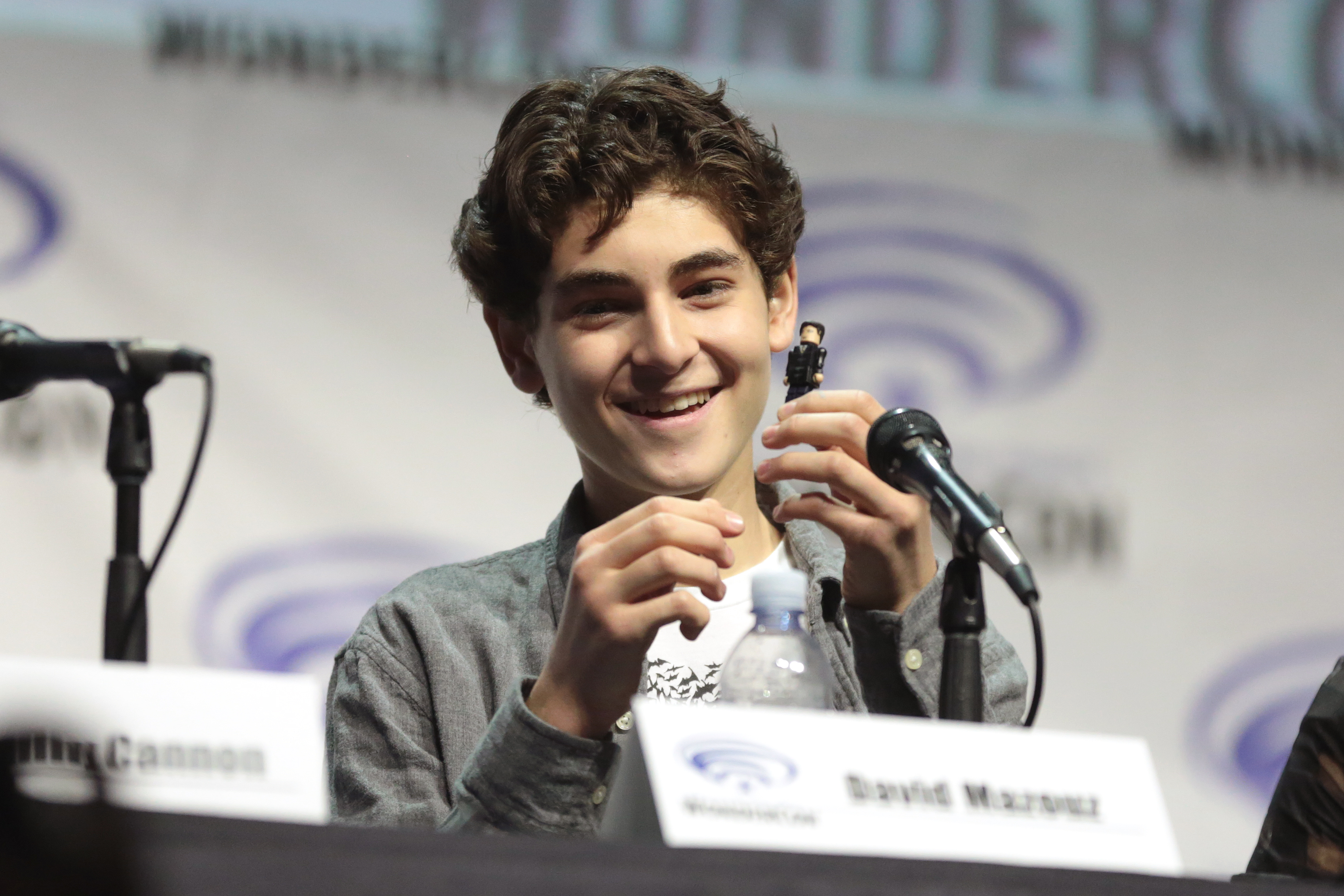
David Mazouz, interprete di Bruce Wayne

Bruce Wayne è l'unico figlio di Thomas e Martha Wayne, che successivamente al loro omicidio, vive sotto la tutela del maggiordomo Alfred Pennyworth. Traumatizzato dalla vicenda, di cui è stato testimone, Bruce compie la sua indagine personale per trovare l'assassino dei suoi genitori, mostrando molta preoccupazione per le attività illegali compiute dai membri della compagnia di suo padre. Mostra spesso una tendenza per allenarsi come investigatore e combattente, infatti nonostante la sua età è un ragazzo coraggioso e intelligente. Quando troverà l'assassino dei suoi genitori, Patrick Malone, quest'ultimo si toglierà la vita, dopo ciò deciderà di vivere per le strade di Gotham per un po' di tempo per imparare a conoscere meglio la città. Successivamente al suo rapimento da parte della Corte dei Gufi e all'incontro con Ra's Al Ghul, Bruce verrà addestrato a diventare il cavaliere oscuro di Gotham e alla fine, deciderà di abbracciare il suo ruolo come protettore della città. Nella quarta stagione, Lucius creerà per Bruce una tuta per proteggerlo dagli attacchi dei criminali. In seguito Bruce, dopo aver ucciso Ra's al Ghul, percorrerà per un breve periodo una strada oscura dove allontanerà tutte le persone a lui care, ma alla fine, grazie anche all'allucinazione prodotta Ivy Pepper, ritornerà sulla strada giusta e riallaccerà i rapporti. Tempo dopo, Bruce conoscerà Jeremiah, il fratello di Jerome, il quale, dopo essersi trasformato a causa del gas esilarante, cercherà di far emergere l'oscurità di Bruce, senza successo. Dopo che Gotham è diventata Terra di Nessuno, Bruce rimane a combattere e si prefissa di trovare Jeremiah per fargli pagare quello che ha fatto alla città e a Selina.
Dieci anni dopo aver sconfitto Bane e Nyssa al Ghul ed essere partito per addestrarsi, Bruce torna a Gotham, dove inizia ad operare come vigilante mascherato con l'assistenza di Alfred e Lucius.

### Alfred Pennyworth

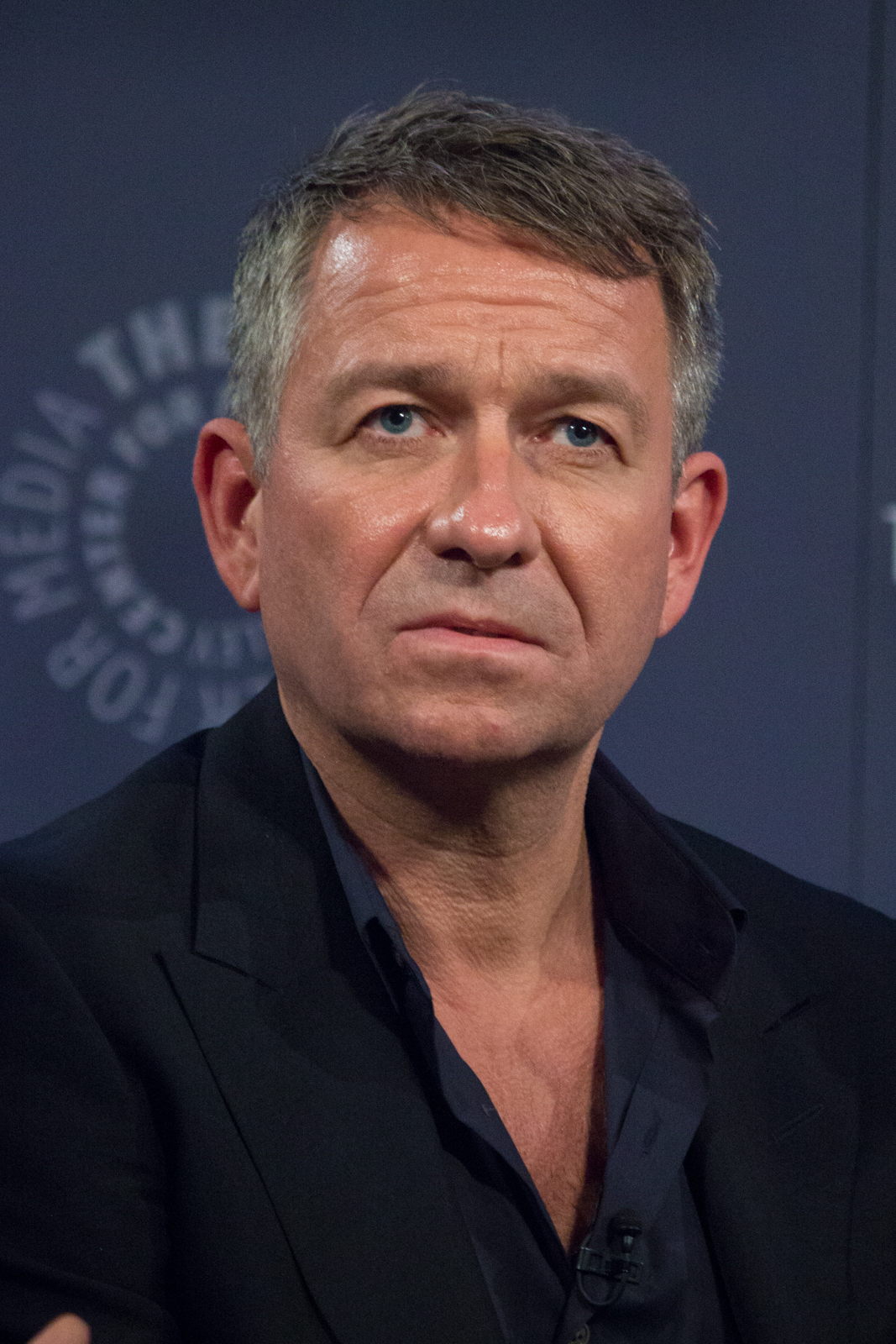
Sean Pertwee, interprete di Alfred Pennyworth

Alfred Pennyworth è il maggiordomo e tutore legale di Bruce Wayne, ex soldato britannico della SAS. È un uomo rigido e severo, che crede nel valore della disciplina. Successivamente aiuterà Bruce a indagare sulla morte di Thomas e Martha Wayne, e gli insegnerà a combattere. Spesso, pur di proteggere Bruce, arriva anche a percorrere strade al di fuori della legalità.
Nel finale della terza stagione si lascia trafiggere da Bruce con una spada per liberarlo dal controllo inflittagli dalla Corte dei Gufi. Viene successivamente risanato dall'acqua del Pozzo di Lazzaro e accetterà la decisione di Bruce di combattere i criminali di Gotham. Quando il ragazzo uccide Ra's al Ghul e inizia a fare baldoria con i suoi amici, comportandosi in maniera superficiale, Alfred fa di tutto per farlo tornare in sé, arrivando a farsi licenziare.
Dopo che Gotham diventa Terra di Nessuno, Alfred accetta di essere evacuato con gli altri cittadini per assistere al recupero di Selina Kyle, ferita gravemente da Jeremiah Valeska, promettendo poi di tornare da Bruce. Resta ad assistere il ragazzo durante gli eventi del Cataclisma, non partecipando agli scontri finali del Cataclisma essendo stato ferito gravemente da Bane. Accetta la decisione di Bruce di andarsene da Gotham e, dieci anni dopo, copre il suo operato da vigilante assieme a Lucius.

### Sarah Essen

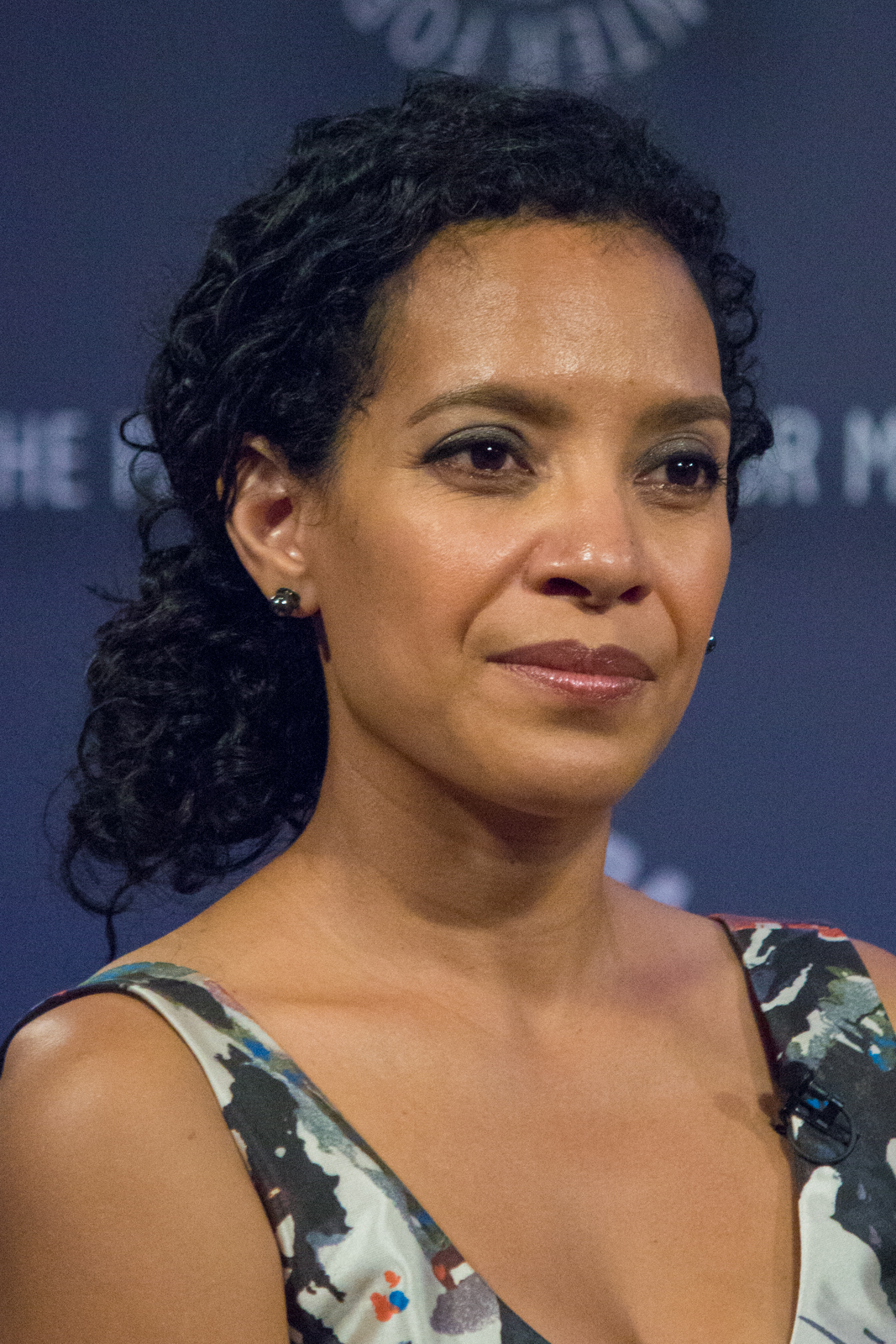
Zabryna Guevara, interprete di Sarah Essen

Sarah Essen è il capitano della squadra omicidi del GCPD, e quindi capo di Gordon e Bullock. È una poliziotta onesta e leale, dedita come Gordon alla giustizia, ma che ha timori sulla sicurezza della sua famiglia. Dopo le dimissioni di Loeb diventa il nuovo commissario di polizia, ma viene uccisa da Jerome Valeska durante l'attacco dei Maniax al GCPD.

### Barbara Kean

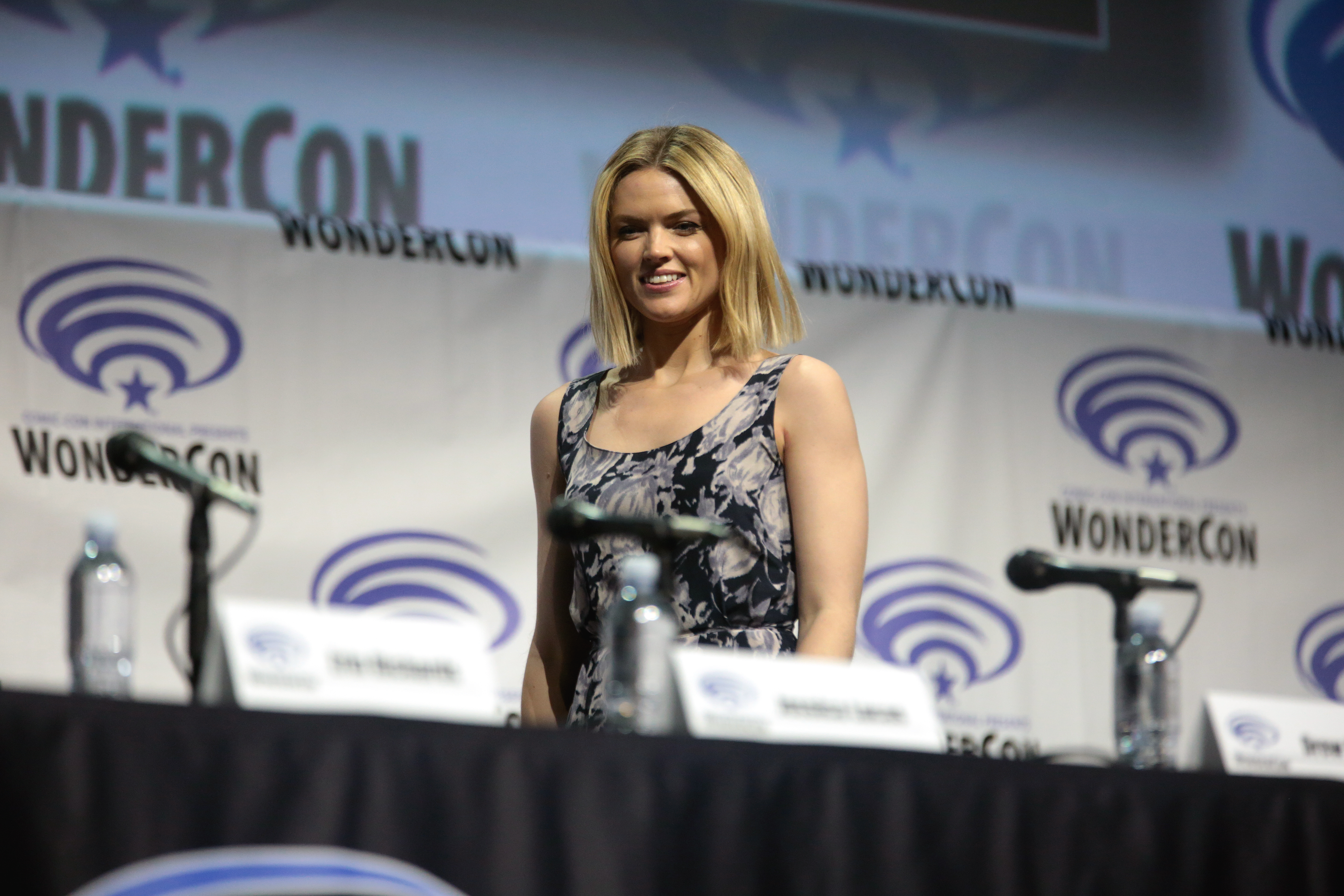
Erin Richards, interprete di Barbara Kean

Barbara Kean è la figlia di una coppia benestante e proprietaria di una galleria d'arte. Nella prima stagione è la fidanzata di Jim Gordon ed ex di Renee Montoya; tuttavia, dopo essere stata minacciata da Falcone e Victor Zsasz (per minare le indagini di Gordon sul boss criminale) lascia Jim in quanto scossa dagli avvenimenti. Fa amicizia con Selina Kyle e Ivy Pepper quando queste si stabiliscono nel suo appartamento e cerca di riconquistare Gordon, salvo poi scoprire che ha iniziato una nuova relazione con Leslie Thompkins. Successivamente viene avvicinata dall'affascinante Jason Lennon, in realtà un serial killer di donne conosciuto come l'Orco, ossessionato dall'idea di cercare la compagna perfetta. Nonostante inizialmente voglia ucciderla per far smettere Gordon di indagare su di lui, Lennon resta presto colpito da Barbara, e la spinge alla follia facendole uccidere i suoi genitori. L'Orco viene ucciso dalla polizia mentre Barbara, dopo aver tentato di uccidere Leslie, viene mandata all'Arkham Asylum.
Fa parte del gruppo di criminali fatti evadere da Theo e Tabitha Galavan e cerca di assassinare Gordon e Leslie dopo averli fatti rapire e portati in una cattedrale, ma finisce per cadere da una finestra e andare in coma. Si risveglia qualche tempo dopo e viene fatta scarcerare da Strange come sana di mente. In seguito aiuta Gordon a trovare l'assassino di Thomas e Martha Wayne e si stabilisce da Butch Gilzean e Tabitha. Inoltre svelerà il trucco di Clayface che si era mascherato da Gordon, permettendo alla polizia di andare ad Arkham e arrestare Strange.
Sei mesi dopo, Barbara apre assieme a Tabitha un locale notturno chiamato The Sirens e stringe una relazione con l'amica, pur facendo intendere di nutrire ancora un interesse romantico per Gordon. Scoperto che Oswald è innamorato di Edward Nygma e ha fatto uccidere la ragazza di quest'ultimo, decide assieme a Tabitha e Butch di fare iniziare una guerra per poter diventare regina di Gotham. Tuttavia Barbara diventa sempre più ossessionata dall'ottenere il potere assoluto e sbarazzarsi di chiunque la intralci, finendo per uccidere Butch e venendo uccisa a sua volta da Tabitha con un elettroshock per ripicca.
Qualche tempo dopo, Barbara viene riportata in vita da Ra's al Ghul tramite il Pozzo di Lazzaro e, ora più equilibrata mentalmente, apre con Selina e Tabitha un'attività di vendita d'armi per Oswald. Quando Ra's viene rinchiuso al Blackgate, poco prima di essere ucciso, le trasmette un misterioso potere. In seguito a dei conflitti tra bande criminali, Barbara viene mandata da Oswald con Selina e Tabitha per prelevare Edward ai Narrows. Quando Firefly interviene, Barbara uccide la spia Cherry e scappa con Selina e Tabitha, mentre Firefly viene messa fuori combattimento da Leslie. Si schiera con le colleghe dalla parte di Sofia Falcone durante la guerra tra quest'ultima e Oswald, riuscendo a riottenere il proprio club. In seguito il potere regalatole da Ra's si manifesta, rivelando che è destinata a dirigere la Lega degli Assassini; quando Ra's Al Ghul ritorna in vita e rivendica il suo potere, accetta di restituirglielo quando minaccia di morte Tabitha. Tuttavia, le “Sorelle della Lega” rinnovano il loro giuramento di servirla, vedendo come fosse disposta a sacrificare il potere per il bene degli altri. Si allea con Oswald, Alfred e Tabitha per tentare di fermare Jeremiah dal distruggere Gotham, e salvare Bruce, inoltre riesce a uccidere nuovamente Ra's manovrando il ragazzo con il pugnale del destino. Quando Gotham diventa Terra di Nessuno, Barbara scopre che Oswald ha ucciso Butch e sparato Tabitha a una gamba per vendicare la morte della madre; Barbara, così, declama il territorio delle Sirene come solo femminile, uccidendo tutti gli uomini, che lei considera "fonte di ogni male".
Durante gli eventi del Cataclisma, dopo la morte di Tabitha e la gravidanza causata da una notte passata con Gordon, Barbara comincia progressivamente a tornare sui suoi passi, abbandonando, in seguito alla nascita di sua figlia, la criminalità e diventando una legittima e ricca donna d'affari, riappacificandosi con Jim e Lee con i quali condivide la custodia della bambina. Dieci anni dopo, Jeremiah si sveglia dal suo coma apparente e rapisce Barbara Lee dopo aver ferito Barbara, con l'intenzione di vendicarsi di Gordon; quest'ultimo e Batman, tuttavia, riescono a fermare il criminale.

### Selina "Cat" Kyle

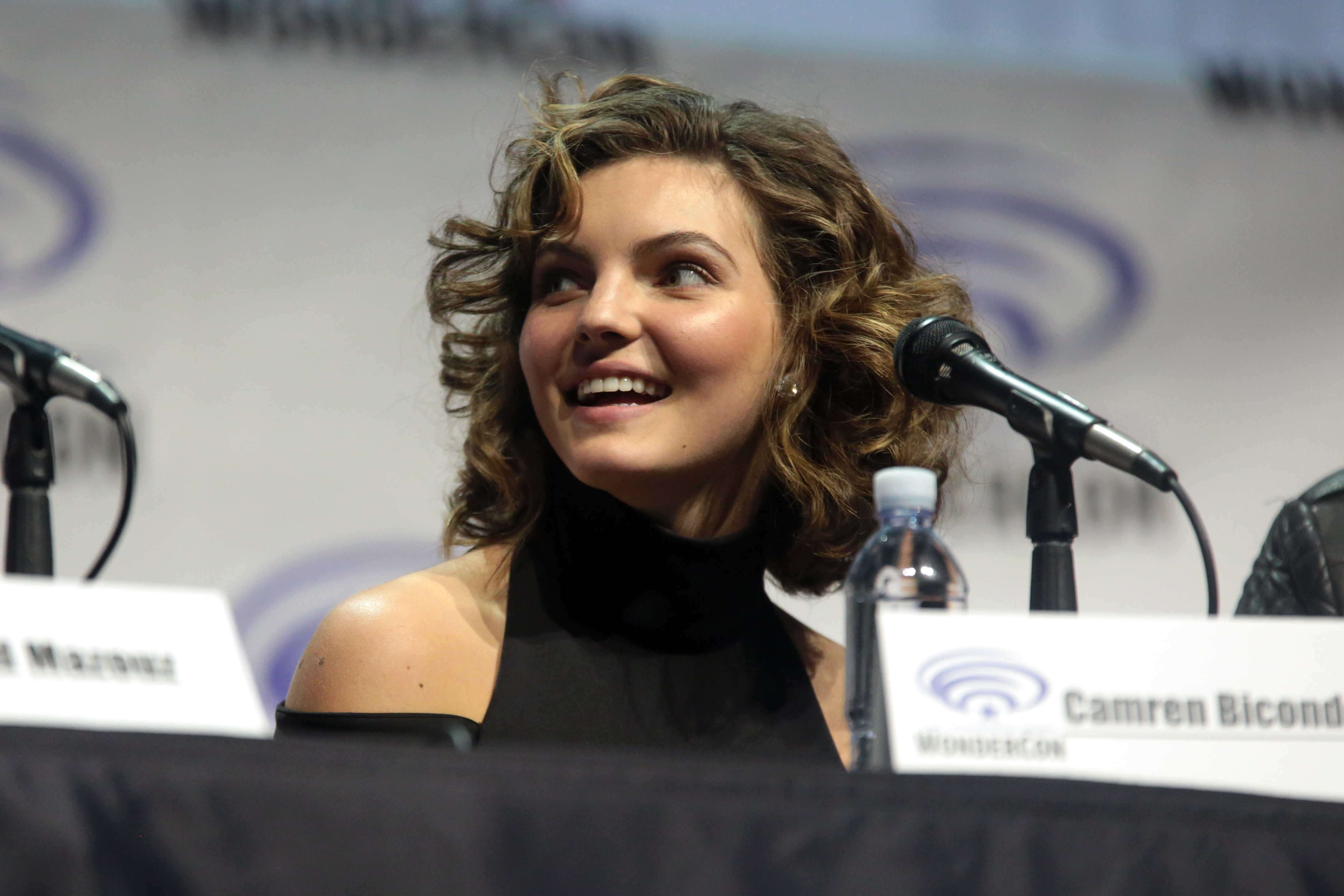
Camren Bicondova, interprete di Selina Kyle

Selina Kyle è una giovane ladra di strada, abbandonata dalla madre a cinque anni. Una sera, in un vicolo, assiste casualmente all'omicidio dei coniugi Wayne. Finge di aver visto l'assassino dei Wayne in faccia per non finire in riformatorio; in seguito, pertanto, la ragazza conosce il figlio superstite della coppia, Bruce. Nonostante le diverse educazioni e modi di pensare, i due stringono un rapporto di amicizia che diventerà una complicata relazione. Fra le sue amicizie si contano la piccola Ivy Pepper, Bridgit Pike e Barbara Kean, conosciuta dopo che lei e Ivy si erano introdotte di straforo nel suo appartamento. Durante la guerra tra Falcone e Maroni, Selina è tra i bambini di strada arruolati da Fish Mooney, diventando anche la sua alleata più fidata; riesce anche a ricatturare Jim Gordon, Harvey Bullock e Carmine Falcone dopo la loro fuga nel caos causato dall'uccisione di Maroni, ma scappa dopo l'intervento di Oswald Cobblepot.
Successivamente viene mostrata dalla parte di Oswald e sviluppa una rivalità con Silver St. Cloud, avendo intuito stia solo fingendo di essere amica di Bruce. Con quest'ultimo, infatti, smaschererà la vera natura della ragazza. In seguito, assieme a Gordon, Oswald, Bullock e Alfred Pennyworth, farà parte del gruppo messo su per salvare Bruce dall'Ordine di St. Dumas e assisterà l'amico quando quest'ultimo decide di vivere per un certo periodo per le strade di Gotham al fine di conoscere meglio la città. Dopo aver scoperto da Bruce che Bridgit, data per morta, in realtà era ancora viva ma tenuta rinchiusa a Indian Hill, Selina si infiltra all'Arkham Asylum per liberarla. Nonostante il lavaggio del cervello subito da Bridgit, la ragazza riesce a portarla dalla sua parte, per poi salvare Bruce, Lucius Fox e Gordon catturati da Hugo Strange.
Dopo che una rediviva Fish Mooney torna in circolazione, Selina riprende a lavorare per lei; quando la donna ordina di far uccidere Ivy, cerca inutilmente di aiutarla a scappare, non riuscendo a impedire che subisca i poteri di un metaumano e cada in un condotto fognario. Successivamente viene avvicinata dal clone 514a detto Cinque, che si spaccia per Bruce e la salva da un gruppo di criminali che aveva cercato di derubare e che volevano amputarle le dita. Selina capisce che non è veramente Bruce e i due si baciano prima che Cinque se ne vada. Più tardi si mette assieme a Bruce, aiutando lui e Alfred a rubare una preziosa arma della Corte dei Gufi; in quel frangente si riunisce anche con sua madre, Maria. Tuttavia, quando scopre che la donna voleva solo i soldi di Bruce e che quest'ultimo, pur intuendolo, non glielo aveva detto, si infuria con entrambi e lascia il ragazzo. Cade in coma quando viene spinta giù da una finestra da Cinque, il quale le aveva raccontato i piani della Corte per farla scappare ma lei aveva intuito cosa avessero fatto a Bruce e voleva dirlo ad Alfred. Dopo essersi svegliata grazie ad Ivy, cerca di uccidere Cinque, che però scappa; in seguito Alfred la manda via in malo modo quando Selina non mostra intenzione di aiutarlo a trovare Bruce. Nel finale della terza stagione viene allontanata anche dal ragazzo, che si è stufato della sua mancanza di coerenza; dopo ciò, si avvicina così a Tabitha Galavan, che inizia a insegnarle a maneggiare la frusta e facendole da mentore. Le due stringono poi un'alleanza con Barbara, appoggiandola anche quando si schiera con Sofia Falcone nella guerra contro Oswald.
In seguito, Jeremiah Valeska spara a Selina allo stomaco con l'intento di far cedere Bruce alla follia. Nonostante sopravviva, pare avere riportato gravi danni alla colonna vertebrale. Pertanto, quando Gotham diventa Terra di Nessuno, viene trasferita in un luogo di recupero, assistita da Alfred su richiesta di Bruce.
Tempo dopo si scopre che Selina non è stata evacuata in tempo, pertanto è rimasta a Gotham, sebbene lo sparo l'abbia paralizzata. Dopo un'operazione volta a impedire che la sua colonna vertebrale crolli che, però, non cambia la sua situazione, la ragazza ormai profondamente depressa cerca di suicidarsi, venendo però fermata dai medici in tempo. Bruce decide quindi di ascoltare i consigli di un'infermiera che dice che solo la "strega" possa aiutarla. Dopo essere tornato con una sorta di seme datogli dalla strega, rivelatasi poi Ivy, Selina lo mangia e inizialmente viene colta da violentissime convulsioni, ma dopo qualche ora, riesce a muovere miracolosamente le gambe. Mentre i due si stanno abbracciando, Bruce non si accorge che gli occhi di Selina iniziano ad assomigliare a quelli di un gatto. Dopo aver intrapreso un percorso oscuro cercando di uccidere Jeremiah ed Ecco, Selina salva Bruce dai criminali e Ivy Pepper, partecipando al matrimonio di Jim e Lee. Prende parte agli scontri con Bane e Nyssa, ma viene poi abbandonata da Bruce che parte da Gotham City lasciandole un biglietto per addestrarsi attorno al mondo.
Dieci anni dopo, Selina è diventata un'esperta ladra; conserva rancore contro Bruce per l'abbandono subito, affermando che non aveva bisogno di protezione, e rifiutandosi di assecondarlo quando le chiede di restituire un diamante estremamente prezioso che ha rubato da un museo.

### Edward "Ed" Nygma/Enigmista

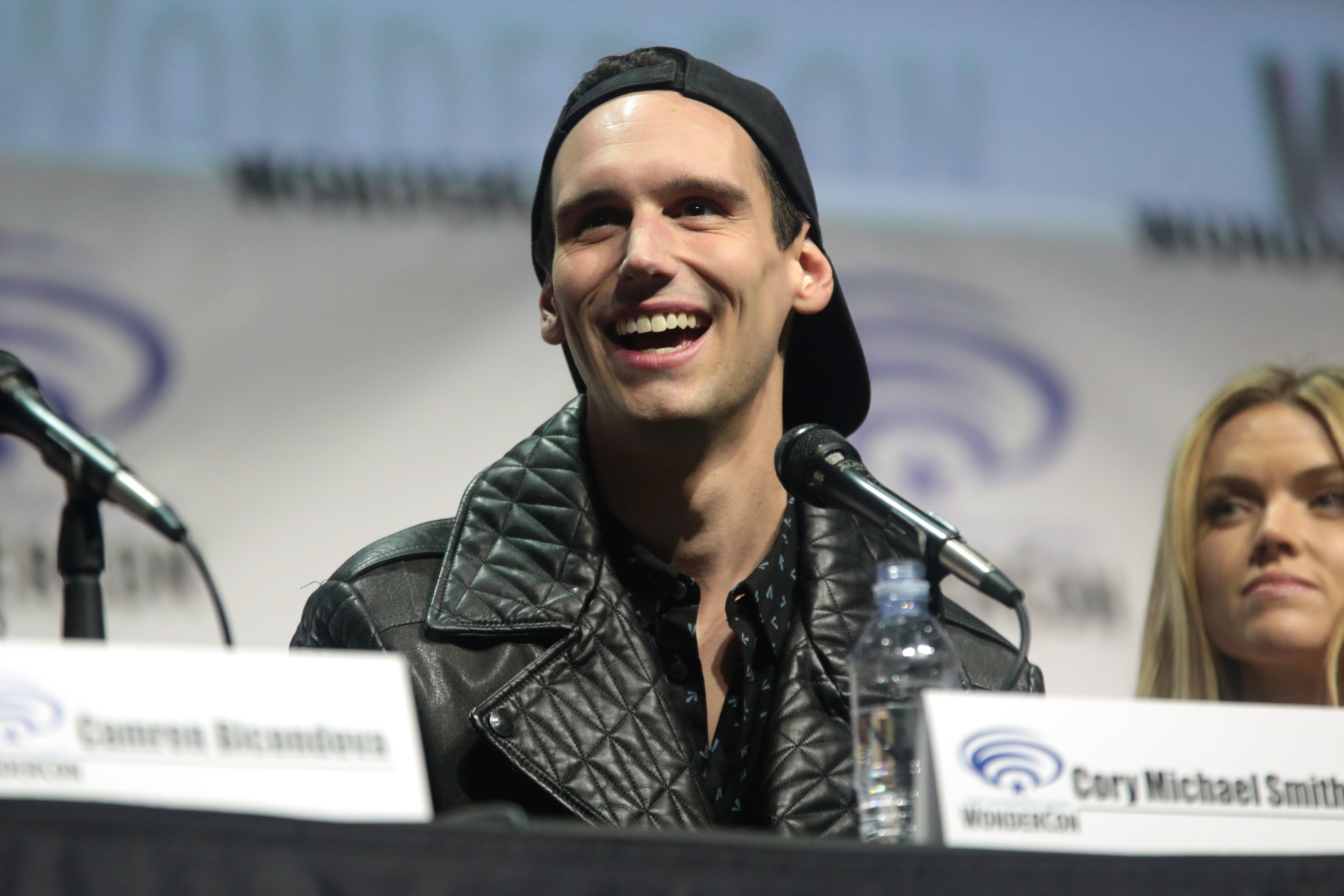
Cory Michael Smith, interprete di Edward Nygma

Edward Nygma è un medico forense che lavora per la G.C.P.D. e ha una grande passione per gli indovinelli. A causa del suo carattere, viene spesso maltrattato dai colleghi (tranne Gordon, la Essen e, parzialmente, Bullock); inoltre è innamorato della sua collega Kristen Kringle la quale, però, non ricambia, poiché lo considera strano. Quando la donna si fidanza con l'ufficiale Tom Dougherty, che le mette le mani addosso, Edward cerca di difenderla ma finisce in una colluttazione con il poliziotto, per poi accoltellarlo e ucciderlo. Dopo ciò, la fragile psiche di Nygma si divide nettamente in due personalità, una buona e una cattiva. In seguito, dopo la "fuga" di Tom Dougherty (è questo che Ed fa credere al Kristen Kringle), Nygma e la donna si fidanzano. Nonostante la sua vita stia andando decisamente bene ora, tutto cambia quando, Ed le confessa l'omicidio di Dougherty e non volendo che lei lo consideri un pazzo la blocca al muro stringendole la gola per far sì che lo ascoltasse. Purtroppo la uccide. A questo punto la personalità cattiva, che è anche più forte e intelligente, prende il possesso del corpo di Ed mentre lui dorme e porta il corpo della Kringle alla G.C.P.D. Dopo svariate ricerche e soluzioni di enigmi sottopostigli dalla sua controparte malvagia, Ed trova il corpo della donna in obitorio. Tuttavia ad un certo punto entra Lee Thompkins, ma lui riesce a non farsi scoprire e realizza quanto ci si senta bene e sia eccitante uccidere e cercare di non farsi scoprire. A questo punto le due personalità di Ed si fondono diventando una persona sola. In seguito, mentre cerca di sbarazzarsi del cadavere della Kringle in un bosco, si imbatte in Oswald Cobblepot, ferito e indebolito a causa di Theo e Tabitha Galavan. Lo salva e lo aiuta a superare il dolore della perdita della madre diventando così grandi amici. Ed lo aiuta anche quando si allea con Gordon per uccidere Theo Galavan. Quando Gordon inizia a indagare (seppur superficialmente) sulla scomparsa della Kringle, Edward diventa paranoico e comincia a sospettare che Jim sappia cos'ha fatto e che lo stia tenendo d'occhio. Perciò incastra il poliziotto per l'omicidio di Carl Pinkney, in realtà ucciso dallo stesso Nygma, e anche per l'assassinio di Galavan, per cui Oswald si era addossato la colpa nonostante fosse stato effettivamente ucciso da Gordon. Quest'ultimo riesce ad evadere di prigione e scoprire chi sia il vero colpevole, per poi fargli confessare gli omicidi commessi. Il capitano Barnes e il corpo di polizia ascoltano di nascosto tutto, quindi Ed viene arrestato e rinchiuso all'Arkham Asylum. Dopo aver scoperto gli orribili esperimenti condotti da Hugo Strange a Indian Hill, cerca di evadere imbattendosi anche in Selina Kyle, ma viene ricatturato. Più tardi, aiuta Strange a interrogare Lucius Fox e Bruce Wayne, e successivamente aiuta Gordon e Fox a entrare nel laboratorio di Indian Hill, ma poi viene rinchiuso nuovamente.
Sei mesi dopo, Oswald riesce a farlo liberare con un certificato di sanità mentale; dopo ciò, Edward lo aiuta nella campagna per diventare sindaco di Gotham. Proprio con Oswald stringe una profonda amicizia, finché non si incontra con una donna di nome Isabella, fisicamente identica alla Kringle e amante anche lei degli indovinelli. Edward inizia una relazione con lei ma Oswald, geloso in quanto anch'egli innamorato di Nygma, la fa uccidere. Quando Barbara lo informa dei sentimenti provati da Cobblepot nei suoi confronti, Edward capisce che era stato Pinguino ad aver organizzato l'omicidio di Isabella. Dunque complotta per abbattere il suo impero e ucciderlo assieme a Barbara, Tabitha e Butch Gilzean. Perciò mette a dura prova la sua psiche convincendolo di vedere il fantasma di suo padre e distrugge la sua reputazione. Infine gli spara al molo e lo getta nel fiume, nonostante Oswald abbia dato prova di amarlo veramente. Dopo la presunta morte di Cobblepot, Edward inizia a tormentarsi, uccidendo vari cittadini facenti parte dell'élite culturale di Gotham al fine di cercare una nuova “guida” prendendo anche pillole che gli procurano allucinazioni autoindotte di Oswald. Edward capisce che non gli serve una guida, ma che per essere cattivo ha bisogno di un nemico e pensa di trovarlo in Jim Gordon, quindi decide di organizzare un colpo ad una partita di schscchi e invia un enigma alla G.C.P.D. Tuttavia, è Lucius Fox a risolvere i suoi indovinelli (perché Gordon aveva smesso temporaneamente di lavorare per la polizia). Dopo uno scontro con Lucius Fox, in cui vi era in ballo la vita di Harvey, però, Edward riesce definitivamente a dire addio ad Oswald e abbraccia la sua nuova identità: Lui è "L'Enigmista".
Quando scopre dell'esistenza della Corte dei Gufi, Edward riesce a ottenere un incontro con loro da Gordon rapendo il sindaco Aubrey James, ma poi viene rapito e rinchiuso in una gabbia. Qualche tempo dopo Oswald, in realtà ancora vivo, viene rinchiuso nella gabbia accanto alla sua; in seguito ad alcuni litigi, i due decidono di unire le forze per scappare. Al termine del caos dilagante per Gotham a causa del virus di Tetch, Edward viene congelato in un blocco di ghiaccio da Victor Fries per ordine di Oswald, come costante promemoria di non lasciarsi indebolire dall'amore. Quando Cobblepot apre il suo nuovo locale “Iceberg Lounge” utilizza Nygma come pezzo d'arredamento.
In seguito Edward viene liberato da una donna di nome Myrtle Jenkins, ma scopre che la permanenza del ghiaccio ha causato qualche danno al suo cervello, pertanto le sue capacità intellettuali sono notevolmente ridotte e non riesce più a risolvere o fare indovinelli. Quando fallisce il suo tentativo di vendetta verso Oswald, che non lo fa ricongelare in quanto lo considera inoffensivo, si incontra casualmente con Butch, diventato una sorta di zombie privo di memoria che si fa chiamare “Solomon Grundy”. Decidendo di racimolare denaro per pagarsi le cure e tornare come prima, Edward lo utilizza in combattimenti clandestini al club di Cherry nei Narrows, alleandosi anche con Leslie Thompkins, bisognosa di soldi. Quando Selina Kyle, Barbara Kean e Tabitha Galavan cercano di catturarlo per conto di Oswald, la cosa degenera e si conclude con la morte di Cherry e la fuga del trio, mentre Leslie prende il posto di Cherry come governante dei Narrows. Successivamente, la donna confessa a Edward che il suo problema non deriva da un danno fisico, ma è psicologico.
L'identità dell'Enigmista torna poi a tormentare Nygma, minacciando di uccidere Leslie in quanto Edward pare provare attrazione verso la donna. Edward cerca quindi di suicidarsi, ma all'ultimo l'Enigmista riesce a mandarlo all'Arkham Asylum, dove Oswald lo libera. In seguito si riappacifica con Cobblepot, in quanto i due si salvano a vicenda rispettivamente da Arkham e da Sofia Falcone. Tuttavia, Edward tradisce nuovamente Oswald per restare con Leslie e i due iniziano una breve intesa amorosa. Quando Gotham diventa Terra di Nessuno, l'Enigmista e la dottoressa finiscono per accoltellarsi a vicenda, dopo che Nygma ha cercato di uccidere Gordon avendo scoperto che lui e Leslie erano ancora attratti l'uno dall'altro. Nel finale di stagione, Oswald manda i loro corpi al dottor Strange per lavorarci su.

### Renee Montoya
Renee Montoya è una detective della Grande Crimini, dedita al combattere la corruzione dilagante per il dipartimento. Inizialmente prova astio nei confronti di Gordon, credendo che abbia ucciso Oswald Cobblepot per conto di Falcone; inoltre ha avuto una relazione con la fidanzata del poliziotto, Barbara Kean, condividendo con lei un passato fatto di abusi di alcol e droghe. Inizialmente è decisa ad arrestare Gordon ma in seguito, provata la sua innocenza, lei e Crispus Allen lo salveranno da Victor Zsasz e collaboreranno con lui nel combattimento alla corruzione. Quando Barbara lascia Gordon, tornerà con l'ex per un breve periodo, ma poi Renee si separa nuovamente da lei avendo capito di non poter gestire il carattere autodistruttivo della compagna.

### Crispus Allen
Crispus Allen è un detective della Grande Crimini partner di Montoya e, come lei, uno dei pochi poliziotto onesti a Gotham. Inizialmente, con la collega, cerca di arrestare Gordon credendolo corrotto e che abbia ucciso Oswald Cobblepot ma, una volta provata la sua innocenza, passerà dalla sua parte, salvandolo con Montoya da Zsasz e collaborando con lui in diverse occasioni.

### Carmine Falcone

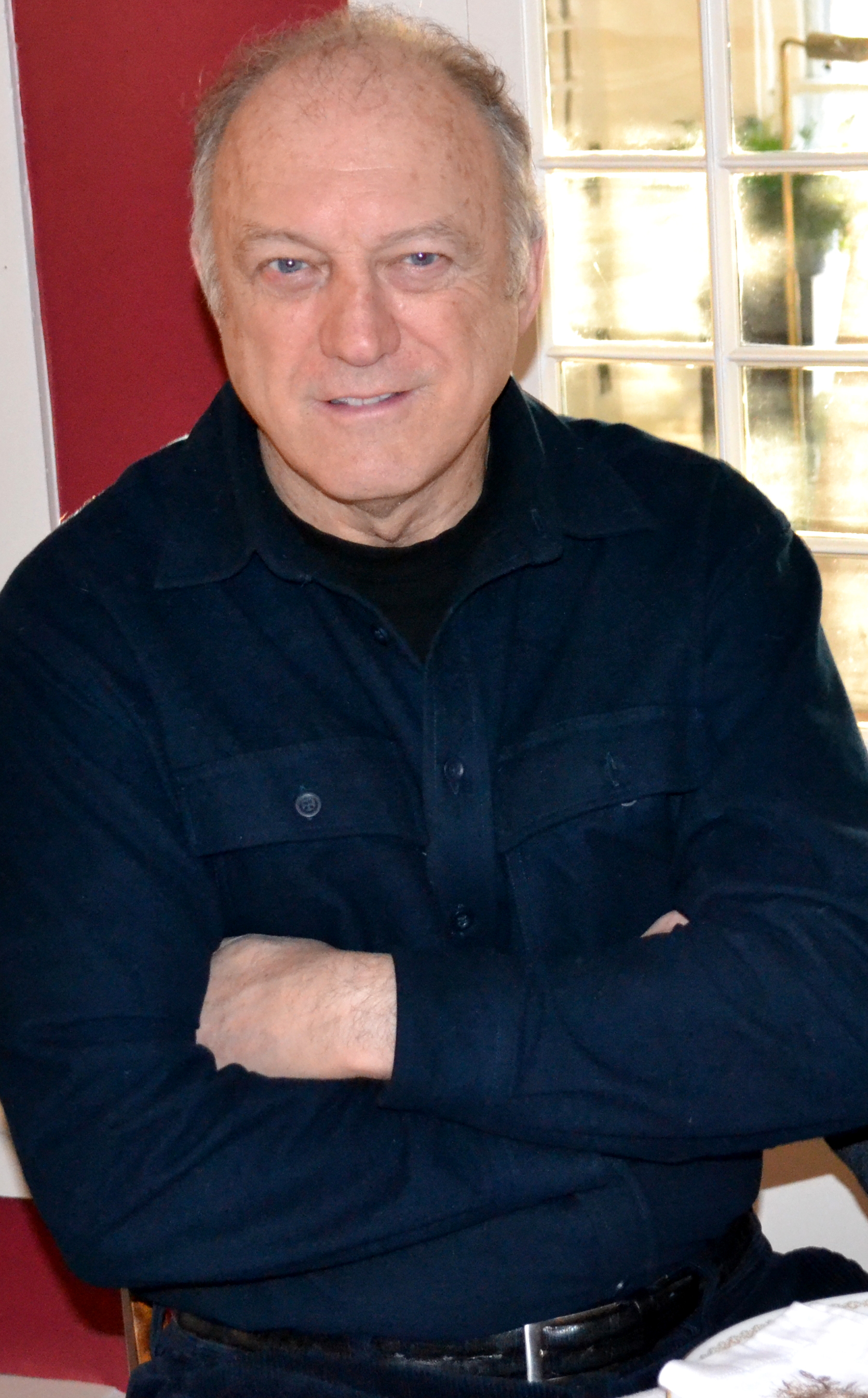
John Doman, interprete di Carmine Falcone

Carmine Falcone è il boss criminale più pericoloso e potente di Gotham e la città, come la polizia, è sotto il suo controllo (degli esempi sono il sindaco Aubrey James e il commissario Loeb). È sempre un passo avanti ai suoi nemici, infatti è un uomo intelligente e manipolatore. Nella terza stagione si scoprirà che ha connessioni con la Corte dei Gufi, infatti acquista per loro conto la proprietà di Indian Hill da Maroni. È il superiore di Fish Mooney e controlla un'altra serie di organizzazioni criminali di Gotham, come la mafia cinese, russa e irlandese.
Al suo primo incontro con Gordon, dopo aver fermato gli uomini di Mooney che stavano per uccidere lui e Harvey Bullock, considera come ingenui ed inutili gli idealismi del detective sul ripulire Gotham dal crimine. La sua presa sulla città è inoltre messa a rischio dalla famiglia criminale rivale, quella di Sal Maroni, e dai suoi stessi alleati quali Fish e Jimmy Saviano, che mirano a prendere il suo posto in quanto ormai anziano. In seguito alla guerra criminale che porta alla morte di Mooney e Maroni, Falcone decide di ritirarsi e lasciare la città, cedendo il posto al giovane Oswald Cobblepot. Prima di andarsene, rivela a Gordon di aver avuto buoni rapporti con suo padre e gli consegna un coltello appartenuto a lui, affermando che è tempo di portare legge e ordine a Gotham.
Nella seconda stagione, Falcone viene contattato da Bullock per aiutarlo a far evadere Gordon, rinchiuso nel Penitenziario di Blackgate poiché incastrato di omicidio, grazie ai suoi contatti nella prigione.
Nella terza stagione si scopre che ha un figlio di nome Mario, che ha tenuto lontano dalle attività criminali per volere della moglie ormai defunta, e gli da' l'approvazione per il fidanzamento con Leslie Thompkins. Dopo che la Corte dei Gufi attacca Mario poiché infetto dal virus di Alice Tetch, si dimostra adirato con loro, pur non avendo potere sufficiente per contrastarli pienamente. Quando Gordon uccide Mario ormai in totale balia della follia scaturita dal virus, poco prima che uccida Leslie, Falcone gli manda contro il sicario Victor Zsasz affinché lo uccida, per poi fermarlo su richiesta di Leslie, nonostante mostri ancora rancore verso il detective. In seguito aiuta con riluttanza Gordon, dandogli informazioni sull'uomo ubriaco che investì suo padre.
Nella quarta stagione, Gordon va a cercarlo in Florida per chiedergli aiuto nell'abbattere Oswald che ha preso il controllo di Gotham, ma l'uomo si rifiuta perché gli resta poco da vivere. Al suo posto viene in città la figlia Sofia, che, però, si dimostra perfida, spietata e manipolatrice. Sulla richiesta dello stesso Oswald, Falcone torna a prendere la figlia, rimproverandola aspramente per le sue azioni; poco prima che possa portarla via da Gotham, però, l'uomo resta ucciso in una sparatoria. Successivamente si scopre che è stata proprio Sofia ad architettare l'omicidio del padre.

### Maria Mercedes "Fish" Mooney

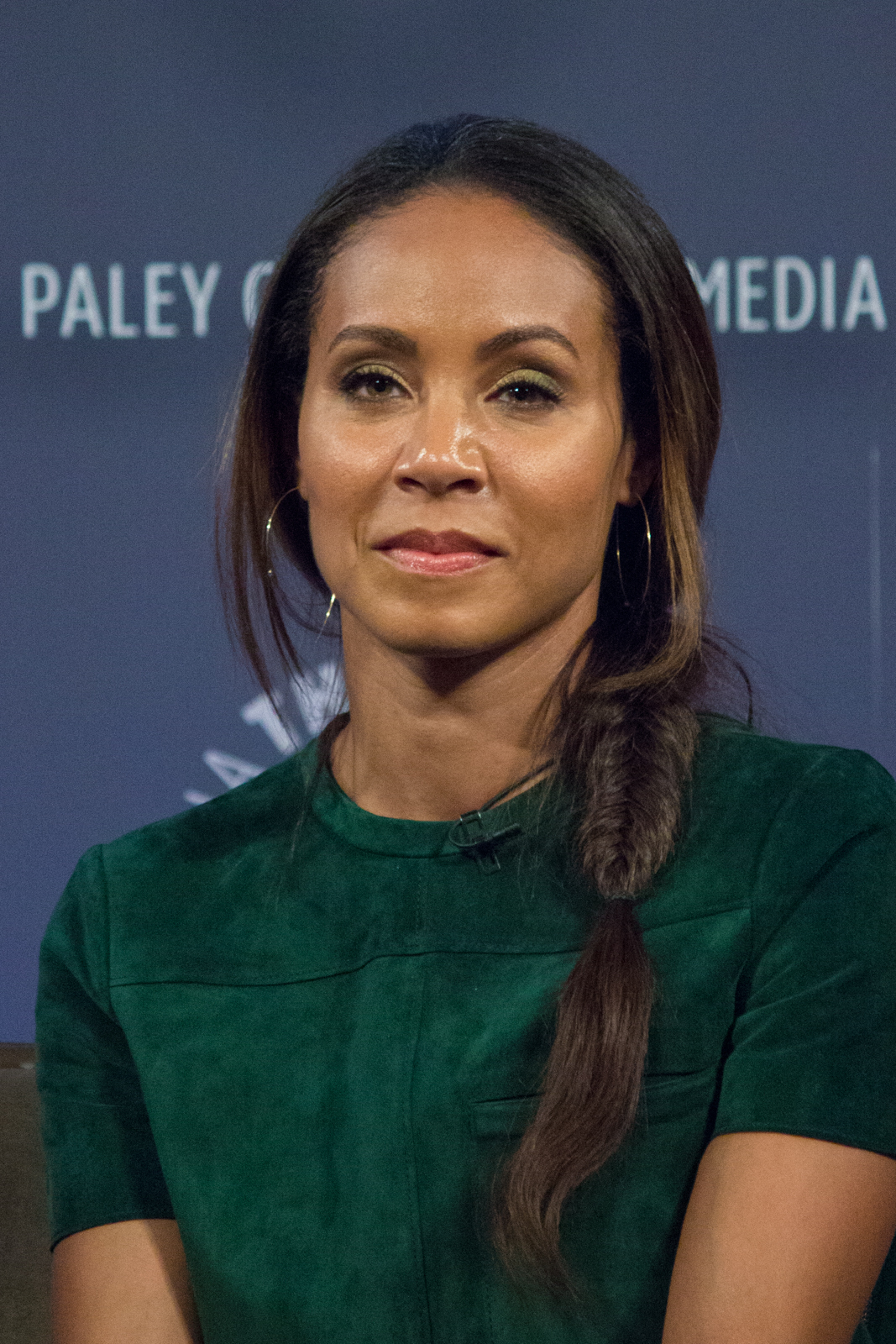
Jada Pinkett Smith, interprete di Fish Mooney

Fish Mooney è una pericolosa criminale proprietaria di un night club, che lavora per il boss mafioso Carmine Falcone, ed ex capo di Oswald Cobblepot. Spesso fa da informatrice per il detective Harvey Bullock, con il quale sembra avere un'intesa amorosa. Assieme a Falcone e Sal Maroni, è una delle principali antagoniste della prima stagione: mira infatti a uccidere Falcone per prenderne il posto. Come prima parte del suo piano, ingaggia una ragazza di nome Liza affinché si comporti come la defunta madre di Falcone e lo seduca, passandole di nascosto informazioni sull'uomo. Il piano fallisce quando Oswald lo scopre e rivela a Falcone; quest'ultimo uccide allora Liza e imprigiona Fish e il suo fidato braccio destro Butch Gilzean. La donna riesce a fuggire e cerca di lasciare Gotham via mare, ma la sua nave viene dirottata dagli uomini di Francis Dulmacher, un geniale e folle dottore che compie esperimenti sugli esseri umani. Dopo essersi cavata un occhio per non diventare una cavia dell'uomo (gli verrà sostituito con uno azzurro intenso) riesce a fuggire dall'isola in cui era imprigionata assieme ad alcuni prigionieri. Torna a Gotham durante la guerra tra Falcone e Maroni e forma una banda con dei ragazzi di strada, inclusa Selina Kyle che diventa il suo sgherro più fidato. Riesce e catturare Falcone, Oswald, Gordon e Bullock, pensando di collaborare con Maroni, ma poi lo uccide dopo che questo la prende in giro; in seguito, durante una colluttazione con Oswald su un tetto, il ragazzo la spinge in mare, uccidendola.
Nella seconda stagione il corpo di Fish viene visto a Indian Hill, una succursale segreta della Wayne Enterprises appena sotto il manicomio Arkham Asylum, dove vengono compiuti esperimenti illegali. Viene riportata in vita da Hugo Strange, che mischia al suo DNA quello di seppia. Contrariamente alle altre cavie, per ragioni sconosciute, la sua memoria delle vita passata è rimasta intatta. Scopre, inoltre, di avere assunto il potere di controllare le persone con un contatto fisico. Nel finale di stagione, la donna riesce a scappare dall'ospedale portandosi dietro un camion pieno di esperimenti di Indian Hill contenenti metaumani. Dopo un incidente, si incontra con uno scioccato Oswald, limitandosi a farlo svenire con il suo potere.
Tre mesi dopo, viene rivelato che Fish è diventato il capobanda dei metaumani evasi, seminando il terrore per Gotham. Ha anche nuovamente dalla sua parte Selina, ed è in cerca di alcuni medicinali poiché, ogni volta che usa il suo potere, tende a indebolirsi. Riesce a ottenere informazioni su dove si trovi Strange, affinché la curi, dalla sua ex assistente Ethel Peabody, che poi fa uccidere dal metaumano Marv, il quale accelera il processo di invecchiamento delle persone toccandole. Quando la giovane Ivy Pepper capita nel loro covo cercando Selina, Fish ordina la sua uccisione, ma la ragazzina riesce a scampare anche con l'aiuto di Kyle, nonostante cada in un condotto fognario e si ritrovi a invecchiare di diversi anni a causa di Marv.
In seguito Mooney trova Strange e lo obbliga a cercare un modo per curarla. Nella fuga si imbatte in Oswald che vuole ucciderla, ma la donna le rivela che non lo ha eliminato poiché, essendo la sua migliore “creazione” non poteva distruggerla. Dopo il discorso Oswald, con le lacrime agli occhi, permette a entrambi di andarsene, chiedendo alla donna di non tornare a Gotham.
Successivamente, Mooney ritorna in città, salvando in tempo Oswald da Edward Nygma, Barbara Kean, Tabitha Galavan e Butch. Dopodiché progetta di rubare l'antidoto al virus di Tetch per ricattare Gotham; si scontra, però, con la Lega degli Assassini e, nella colluttazione, viene uccisa da Jim Gordon, spirando tra le braccia di Oswald.

### Leslie Thompkins

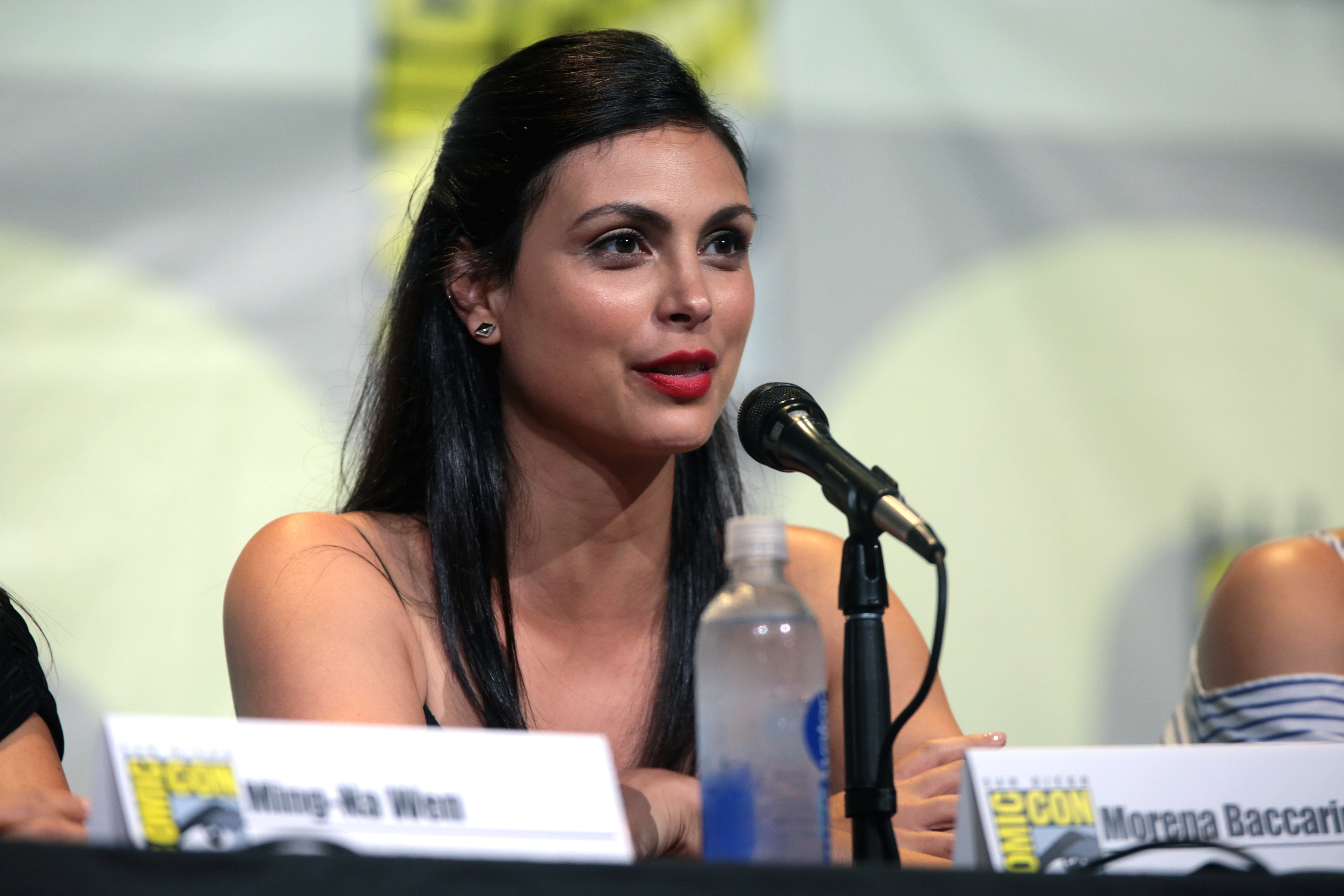
Morena Baccarin, interprete di Leslie Thompkins

Leslie Thompkins è una dottoressa dell'Arkham Asylum che, dopo essere diventata medico legale al GCPD, stringe una relazione con Gordon. È una donna molto energica e determinata, che spesso cerca di aiutare il detective nel suo lavoro, nonostante l'uomo si preoccupi che possa finire in pericolo come Barbara dopo il ritorno di Oswald. Nella seconda stagione rivela di essere incinta e Gordon le chiede di sposarlo dopo la morte di Theo Galavan. Quando il detective viene incastrato di omicidio e finisce nel Penitenziario di Blackgate, Bullock gli riferisce che Leslie ha perso il bambino e, dopo ciò, ha lasciato Gotham trasferendosi al sud.
Gordon cerca poi di riunirsi con la donna ma scopre che si è fidanzata con il medico Mario Calvi, figlio dell'ex signore dei crimine Carmine Falcone. In seguito Leslie si riconcilia con Gordon, ma viene rapita assieme alla reporter Valerie Vale dal folle Jervis Tetch per vendicarsi del detective. Tetch obbliga Gordon a scegliere chi deve essere uccisa tra le due donne e il poliziotto sceglie Leslie; tuttavia il criminale spara a Valerie. Nonostante ciò, viene implicato che Gordon sapesse che Tetch avrebbe sparato alla donna che lui avrebbe voluto salvare, pertanto si capisce che è ancora innamorato di Leslie, suscitando la rabbia di Mario colto dalla gelosia. Successivamente Mario viene infettato dal virus di Alice Tetch e, reso sempre più folle e violento da esso, che amplifica la sua gelosia verso il detective, cerca di uccidere Leslie, venendo ucciso in tempo da Gordon che gli spara. Dopo tale episodio la donna inizia a nutrire un forte astio verso l'ex, derivante della rabbia e dolore (dovuti principalmente al suo rifiuto di accettare la verità, ovvero che Mario stava per ucciderla perché ormai in pieno controllo del virus di Tetch) e inizia a fare di tutto per ostacolarlo.
Dopo che Gordon si rifiuta di spiegarle alcuni suoi comportamenti sospetti durante il tentativo di contrastare la Corte dei Gufi, Leslie si dimette dal GCPD. In seguito ruba un campione del virus di Tetch e ne assume una dose, architettando anche un piano per costringere Gordon a iniettarselo affinché possano entrambi abbracciare il proprio lato oscuro e stare finalmente insieme. Quando il poliziotto riesce a curare entrambi, la donna si allontana nuovamente da Gotham, lasciando a Gordon una lettera nella quale riconosce che, se la città può essere salvata da qualcuno, quel qualcuno è lui, affermando che lo amerà per sempre.
Nella quarta stagione Leslie lavora come medico in un club di lotte clandestine nei Narrows e stringe un'alleanza con Edward Nygma e Butch Gilzean/Solomon Grundy per racimolare denaro da utilizzare nella clinica. Ha un diverbio con Barbara quando quest'ultima, Selina Kyle e Tabitha Galavan si introducono ai Narrows per rapire Edward per conto di Oswald. In seguito sconfigge Firefly che è giunta sul posto anche lei per rapire Nygma e, dopo la morte di Cherry, diventa la nuova Regina dei Narrows.
Successivamente viene picchiata e privata del suo ruolo di potere da Sofia Falcone, la quale lo fa per vendicarsi di Gordon. La donna si allea così con Edward e Oswald, riuscendo con l'aiuto di quest'ultimo a sparare a Sofia e mandarla in coma, salvando in tempo Gordon. Dopo ciò torna a capo dei Narrows e inizia una strana relazione con Nygma, nonostante pare sia solo per profitto. Quando Gotham diventa Terra di Nessuno, Leslie ha un diverbio con Edward, finendo con entrambi che si accoltellano a vicenda (non è chiaro se mortalmente). In seguito i loro corpi vengono recapitati a Hugo Strange da Oswald, che gli chiede di lavorarci su.

### Butch Gilzean/Cyrus Gold/Solomon Grundy

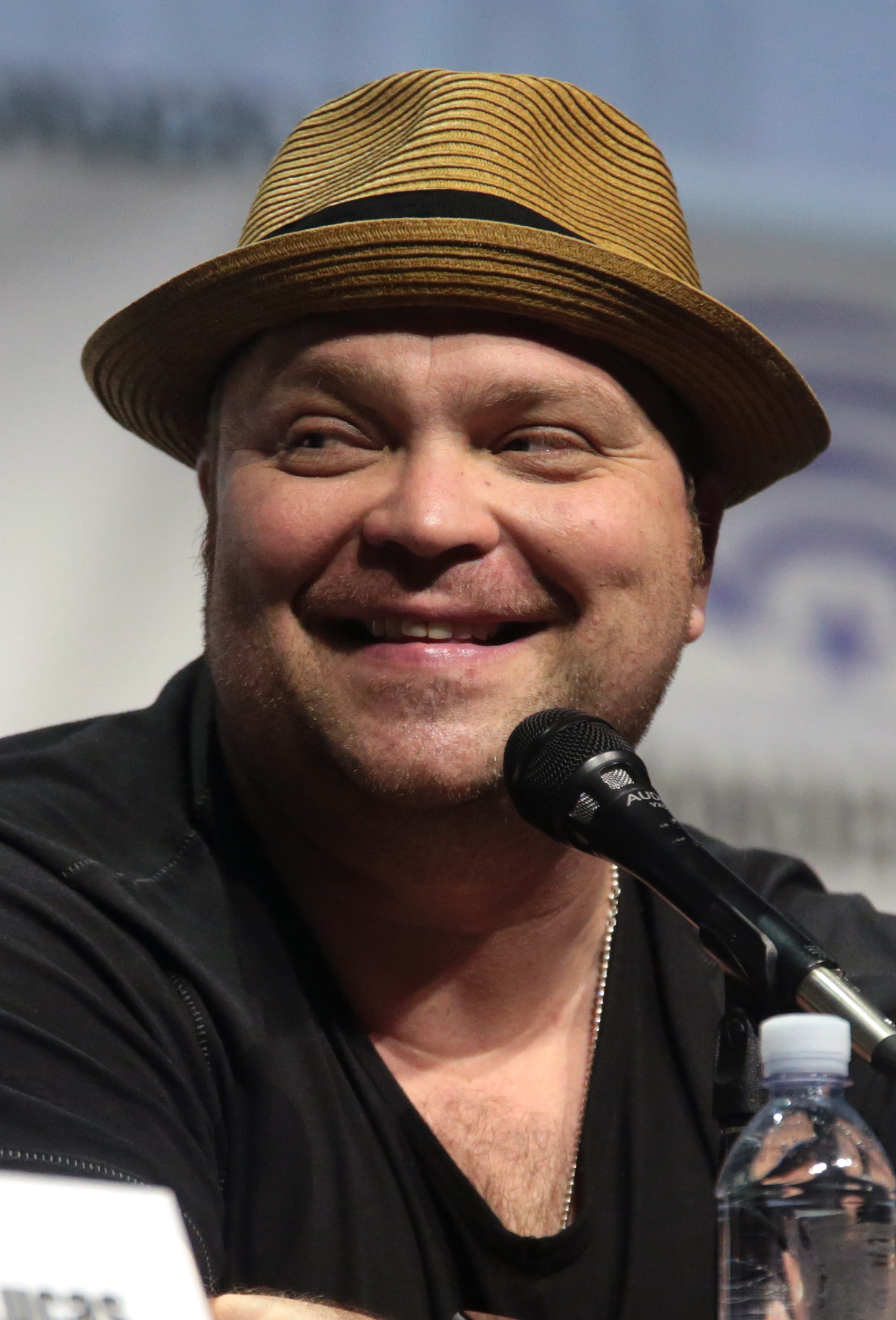
Drew Powell, interprete di Butch Gilzean/Solomon Grundy

Butch Gilzean (il cui vero nome è Cyrus Gold) è un criminale, braccio destro e guardia del corpo della mafiosa Fish Mooney, donna al servizio di Carmine Falcone. Contrariamente a molti altri personaggi, Butch è molto fedele e, nonostante l'apparenza, dimostra spesso una certa astuzia. Quando Mooney viene braccata da Falcone per il suo tentativo di prendergli il posto come “Re di Gotham” Butch, segretamente innamorato di lei, si sacrifica per darle tempo di scappare, facendosi catturare da Victor Zsasz il quale gli fa un lavaggio del cervello per obbligarlo a seguire tutti gli ordini di Oswald Cobblepot. Successivamente, per permettergli di infiltrarsi nel gruppo di Theo Galavan, Oswald gli amputa la mano sinistra; Butch ottiene così le simpatie dei Galavan, che sostituiscono anche il moncherino con un martello. In seguito la sorella di Theo, Tabitha, lo libera dal controllo mentale di Zsasz.
Diverse settimane dopo la morte di Galavan, prende il controllo della criminalità organizzata e inizia una relazione con Tabitha; quando Theo torna in vita come Azrael e pugnala la sorella, Butch e Oswald fanno saltare in aria il criminale con un bazooka poco prima che possa uccidere Bruce Wayne, Jim Gordon e Alfred Pennyworth. In seguito, con la sua banda, segue Oswald che vuole vendicarsi di Hugo Strange, ma quando Cobblepot viene steso da una rediviva Fish Mooney fugge impaurito.
Diversi mesi dopo si è lasciato con Tabitha, la quale si è rimessa in coppia con Barbara (nonostante l'uomo continui ad amarla) e supporta la campagna elettorale di Oswald, aiutandolo a corrompere le persone per votarlo. Inizia a sospettare dei comportamenti di Edward Nygma, il quale riprende i soldi per far vincere Cobblepot onestamente. Poiché, a causa di ciò, il suo ruolo nelle cerchie di Oswald passa in secondo piano, organizza una seconda Banda del Cappuccio Rosso e ne uccide i membri per riottenere l'approvazione di Cobblepot; tuttavia Edward lo smaschera pubblicamente. Durante il trasporto verso la prigione viene liberato da Tabitha che lo porta al sicuro.
Quando Isabella, la ragazza di Edward, viene uccisa in un incidente (causato da Oswald, a sua volta innamorato di lui), Nygma pensa sia stato Butch; così lo rapisce con Tabitha, torturandolo con l'elettroshock e amputando una mano alla donna.
In seguito Butch e Tabitha, seguendo Barbara, sia alleano con riluttanza assieme a Nygma per abbattere Oswald e prendere il potere. Tuttavia, accorgendosi che Barbara sta diventando sempre più folle e assetata di potere, i due amanti progettano di ucciderla. Quando Barbara lo scopre spara a Butch, il quale finisce in coma. Durante il trasporto in ospedale viene rivelato che il suo nome di nascita è Cyrus Gold.
Nella quarta stagione, Butch viene gettato in una palude per liberare spazio nell'ospedale; il suo corpo entra in contatto con rifiuti tossici di Indian Hill, che lo fanno risvegliare come uno zombie privo di memoria dalla pelle sbiancata ed enorme forza. Successivamente sente da alcuni campeggiatori vicini la filastrocca di Solomon Grundy e si immedesima in essa. In seguito, a Gotham, si imbatte in Edward e quest'ultimo lo porta a un club di lotte clandestine di Cherry per vincere denaro e pagarsi le cure per recuperare l'intelletto. Tuttavia comincia a ricordare frammenti del suo passato e, dopo essere stato picchiato da Tabitha, recupera totalmente la memoria. Si allea poi con Oswald al fine di trovare Hugo Strange e farsi curare. L'esperimento termina con successo ma, mentre si ricongiunge con Tabitha, Cobblepot lo uccide sparandogli, volendo vendicarsi di Tabitha per l'uccisione della madre.

### Harvey Dent

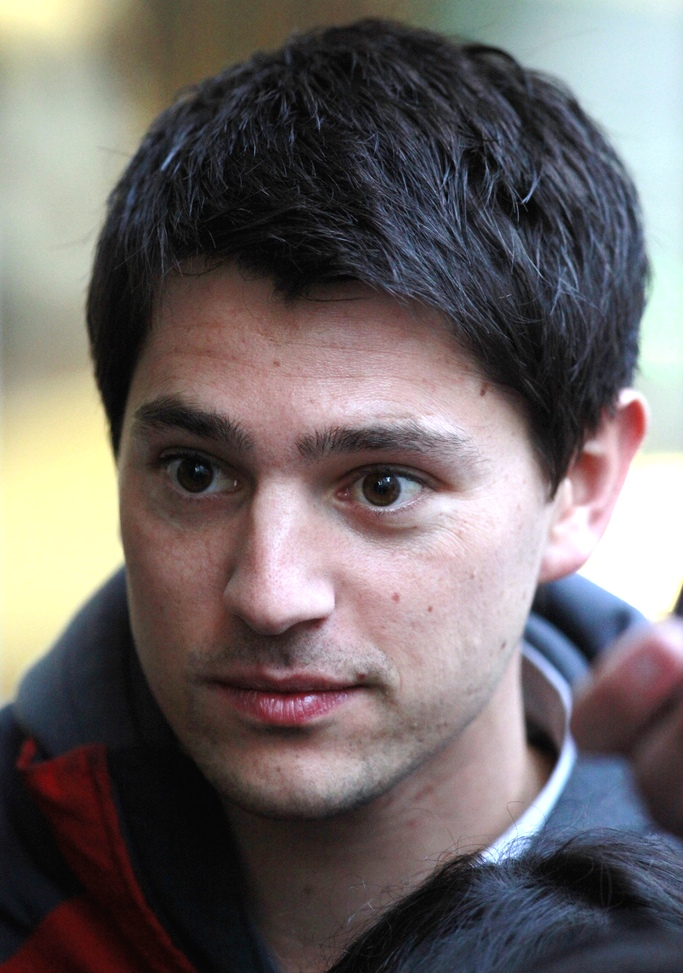
Nicholas D'Agosto, interprete di Harvey Dent

Harvey Dent è il giovane, solare e brillante vice-procuratore distrettuale che aiuta Gordon a far luce sull'omicidio dei coniugi Wayne. Come Gordon è uno dei pochi uomini onesti di Gotham e possiede anche dei saldi valori, nonostante abbia violenti e improvvisi scatti d'ira. Dent era il pubblico ministero durante il processo contro Theo Galavan ma, nonostante i suoi sforzi, non può fare nulla per il rilascio del criminale quando il sindaco Aubrey James cambia all'ultimo testimonianza, dicendo (probabilmente sotto intimidazione) di essere stato rapito da Oswald Cobblepot.
In seguito Dent, assieme al capitano Nathaniel Barnes, interroga Gordon sul suo coinvolgimento nell'omicidio di Galavan.
Quando il detective viene incastrato per l'uccisione di Carl Pinkney e condannato al Penitenziario di Blackgate, i giornalisti informano che Dent non ha rilasciato commenti. In seguito Bullock tenta senza successo di contattarlo per convincerlo a riaprire il caso, spostare Gordon in un'altra prigione o fare un nuovo processo.

### Lucius Fox
Lucius Fox è un giovane dirigente, brillante e ironico genio tecnico della Wayne Enterprises, che all'ombra delle attività di corruzione della società emerge come un faro morale per Bruce Wayne mentre tenta di aiutarlo a sostenere l'eredità dei suoi genitori. Fox è stato un alleato della famiglia Wayne e una delle poche persone a sapere che Thomas Wayne non era corrotto come doveva fingere di essere al consiglio di amministrazione della Wayne Enterprises. Appare per la prima volta nella prima stagione, quando incontra Bruce che si era introdotto nell'ufficio di Sid Bunderslaw, e lo informa che suo padre era un uomo onesto, contrariamente a quello che pensavano gli altri dirigenti della Wayne Enterprises. In seguito Alfred lo incontra a un bar e gli chiede di aiutare Bruce a riparare i computer distrutti dal maggiordomo. Quando il ragazzo viene rapito da Theo Galavan Lucius, pur non partecipando direttamente all'azione, aiuta Jim Gordon, Harvey Bullock, Alfred, Oswald Cobblepot e Selina Kyle a salvarlo e permette al GCPD di localizzare la base dei Galavan. Successivamente aiuta a identificare il “Filosofo” il mandante dell'assassinio dei coniugi Wayne. Viene catturato con Bruce da Hugo Strange e interrogato da Edward Nygma, ma in seguito Selina li libera; in seguito disattiva la bomba posizionata a Indian Hill assieme a Gordon.
Nella terza stagione lascia il suo lavoro alla Wayne Enterprises a causa della corruzione dilagante e va a lavorare come medico forense al GCPD. Quando Edward decide di cercare una persona che lo contrasti in sostituzione a Oswald (che crede di aver ucciso), sceglie Lucius, poiché è uno dei pochi in grado di tenergli testa con i suoi indovinelli. Fox riesce anche ad avere un ragionevole dialogo con Nygma sui suoi errori, nonostante quest'ultimo scelga comunque di diventare un criminale assumendo l'identità de “L'Enigmista”.
Dopo che Gotham è diventata Terra di Nessuno, Lucius è tra i pochi a decidere di rimare nella città abbandonata per cercare di contrastare i criminali.
Dieci anni dopo aver sconfitto Bane e Nyssa al Ghul, Lucius partecipa all'inaugurazione della nuova Wayne Tower appena ricostruita. Dopo che l'Enigmista viene fermato, Lucius aiuta Lee a disinnescare la bomba messa dal criminale. In seguito lui e Alfred trovano Pinguino e Enigmista legati a un palo da Batman.

### Theo Galavan/Azrael

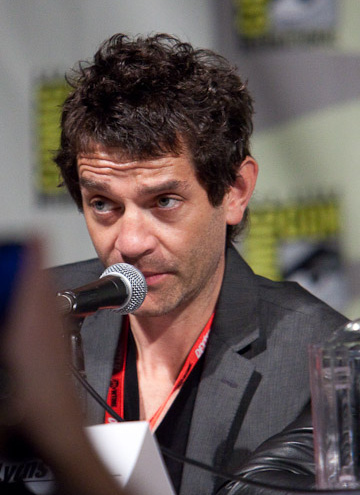
James Frain, interprete di Theo Galavan

Theo Galavan è un carismatico industriale milionario, venuto a Gotham City assieme alla sorella Tabitha e alla nipote Silver. È il principale antagonista della prima metà della seconda stagione, responsabile di caos e violenza nella città come parte del piano di terminare una vendetta centenaria della propria famiglia nei confronti dei Wayne. Infatti la dinastia di Galavan, chiamata in precedenza Dumas, era originariamente una delle più ricche e sfarzose di Gotham, nonché, probabilmente, una delle sue fondatrici. Tuttavia i Wayne, in seguito a un atto di adulterio commesso tra una Wayne e un Dumas, screditarono in termini sociali e finanziari i Dumas, spingendo questi ultimi ad abbandonare Gotham e cambiare nome in Galavan.
Theo inizia la sua campagna facendo rapire il sindaco Aubrey James e, come neopresidente della Camera di Commercio, assiste alle dimissioni di Loeb e promozione a commissario di Sarah Essen. In seguito, utilizzando un criminale di nome Zaardon, lui e Tabitha progettano la fuga di massa dall'Arkham Asylum di Jerome Valeska, Barbara Kean, Aaron Helzinger, Richard Sionis, Robert Greenwood e Arnold Dobkins. Sionis è l'unico che viene ucciso per essersi rifiutato di collaborare, mentre gli altri fondano il gruppo dei Maniax, mettendo in atto una serie di efferati delitti per Gotham sotto la segreta supervisione dei Galavan. Theo, poi, si guadagna la fiducia di Bruce, salvandolo da Jerome che lo teneva in ostaggio durante una serata di gala. Successivamente, con Tabitha, ricatta Oswald rapendogli l'amata madre e obbligandolo a uccidere vari candidati al ruolo di sindaco, affinché possa prevalere e diventare sindaco di Gotham. Il giovane riesce a uccidere una candidata, mentre l'altro, in seguito a un tentativo di omicidio fallito, si ritira dalle elezioni, così Theo vince; tuttavia il suo vero obbiettivo resta quello di vendicarsi della famiglia Wayne. Quando Tabitha uccide la madre di Oswald, quest'ultimo cerca di uccidere il neo sindaco a una serata in suo onore, facendo partire una sparatoria con il GCPD. Cobblepot viene ferito gravemente e fugge, ma prima riesce a far sorgere dei sospetti nei confronti di Gordon, che capisce le intenzioni malvagie di Galavan. In seguito viene arrestato quando la polizia ritrova Aubrey James e lo libera; quando il capitano Barnes e Gordon setacciano l'appartamento di Theo, scoprono un antico pugnale, facendo intuire loro che l'uomo abbia connessioni religiose. Successivamente Galavan minaccia e rimprovera Tabitha per aver assunto dei sicari che cercassero di uccidere Gordon, chiedendole di non interferire fino alla prossima parte del piano.
Durante il processo Aubrey James mente e racconta che è stato Cobblepot a rapirlo (probabilmente sotto minaccia), così Theo viene scarcerato. L'uomo porta poi Gordon in un magazzino sul molo dove gli rivela i suoi piani di vendetta, lasciandolo infine a essere ucciso da due sue sgherri, mentre lui va a rapire Bruce. Durante la battaglia finale alla torre di Galavan, Gordon, Oswald, Selina Kyle, Harvey Bullock e Alfred Pennyworth riescono a sopraffare l'Ordine di Sant Dumas e salvare Bruce; Theo, dopo aver cercato di uccidere Silver perché non ha saputo ammaliare il ragazzino, viene steso da Tabitha, stufa del suo comportamento, che poi fugge assieme alla nipote, lasciando il fratello a Gordon e Oswald. Questi ultimi, sapendo che avrebbe sempre trovato il modo di sfuggire alla giustizia, lo portano fuori città, dove Oswald lo picchia violentemente con una mazza, finché Gordon lo uccide definitivamente sparandogli. In seguito Cobblepot infila nella bocca di Galavan un ombrello per far sembrare che lo abbia ucciso lui. Il cadavere di Theo viene poi portato a Indian Hill.
Chiamato come “Paziente 44”, viene riportato in vita con successo da Hugo Strange, ma lo shock gli squassa totalmente la memoria; ispirato da Edward Nygma, Strange fa credere a Galavan di essere il leggendario cavaliere di Sant Dumas “Azrael” per poi mandarlo a uccidere Gordon. Successivamente la notizia che è tornato in vita viene diffusa quando fa irruzione al GCPD in cerca del poliziotto, riuscendo anche a ferire gravemente Barnes e Tabitha, quest'ultima mentre cercava di farlo tornare in sé su richiesta di Gordon e Bullock. In seguito, con il ritorno di frammenti di memoria, cerca nuovamente di uccidere Bruce, ma il ragazzo, Alfred e Gordon vengono salvati dall'intervento di Oswald e Butch, con quest'ultimo che fa saltare in aria Galavan con un bazooka, uccidendolo definitivamente. I suoi resti vengono fatti analizzare dal GCPD che decreta fosse realmente Galavan.

### Tabitha Galavan/Tigress

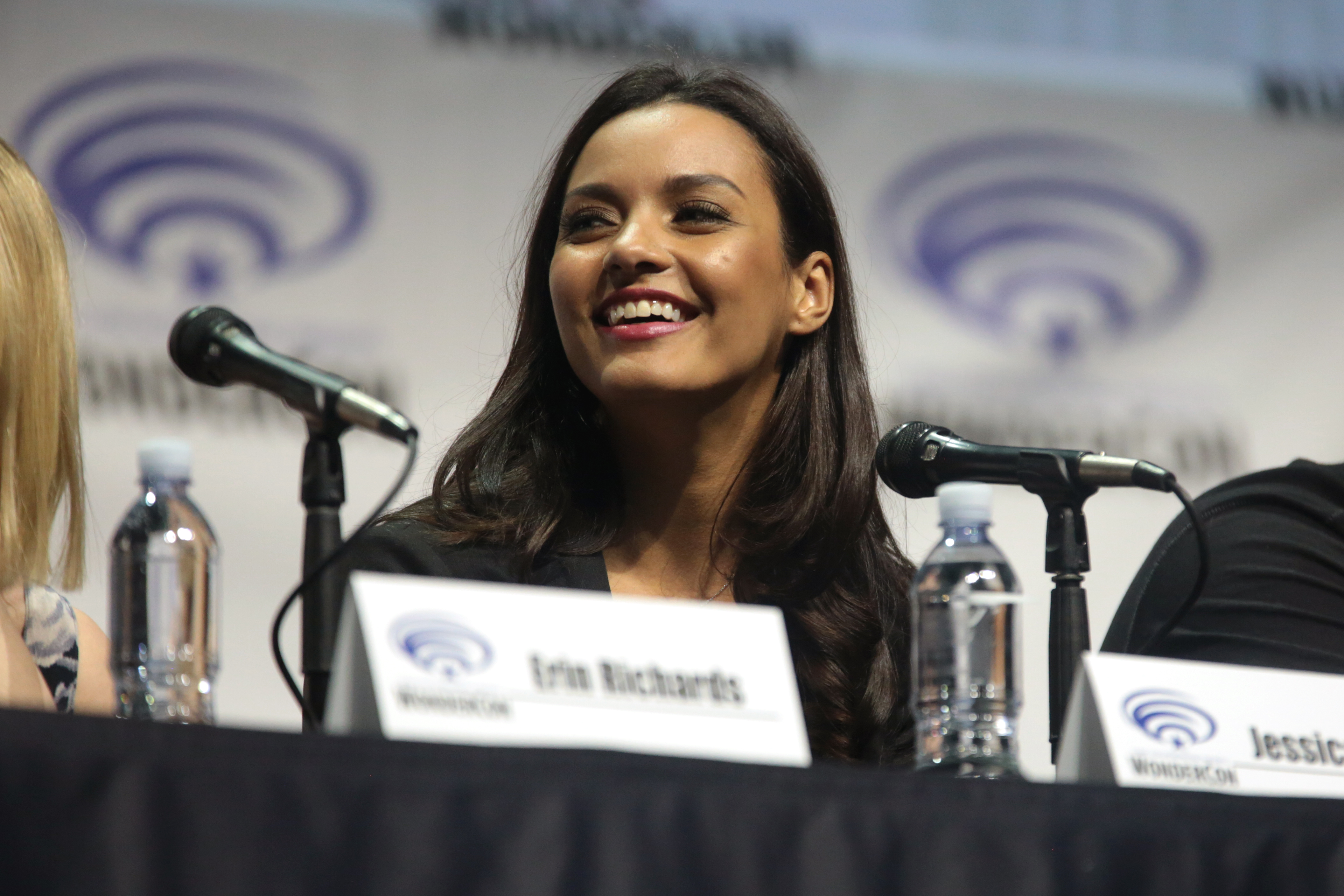
Jessica Lucas, interprete di Tabitha Galavan

Tabitha Galavan è la sorella di Theo, avida, pericolosa e violenta come lui, sebbene più tendente a sporcarsi le mani di persona rispetto al fratello, nonché zia di Silver St. Cloud. Principalmente serve Theo quasi come una scagnozza e prova piacere a seminare caos, soprattutto per impedire che si risalga a Theo per le sue attività criminali. Tuttavia, dopo la terza stagione, sembra aver imparato a sviluppare un carattere più calmo e ragionevole piuttosto che farsi guidare unicamente da violenza e sadismo. Sviluppa una relazione con Barbara Kean, aiutandola nel suo piano di vendicarsi di Gordon e Leslie. Inoltre è stata lei a liberare Butch Gilzean dal controllo mentale inflittogli da Zsasz, ed ha anche ucciso la madre di Oswald Cobblepot. In seguito al fallimento del piano di Galavan di uccidere Bruce Wayne Tabitha, stanca dei comportamenti del fratello, lo tradisce quando cerca di strangolare Silver per non essere riuscita a sedurre Bruce, scappando con la nipote.
Diverse settimane dopo inizia un'alleanza e relazione con Butch Gilzean, ora nuovo signore del crimine di Gotham. Con il ritorno dal regno dei morti di Theo, che ora crede di essere l'angelo della morte Azrael, Tabitha accetta di collaborare con Gordon e Bullock per trovarlo ma riesce solo parzialmente a farlo tornare in sé, venendo poi pugnalata dal fratello.
Sei settimane dopo i combattimenti a Indian Hill, Tabitha ha lasciato Butch (il quale prova però ancora un'attrazione per lei) e si è rimessa con Barbara, aprendo insieme un locale chiamato "The Sirens". Quando Edward Nygma smaschera Butch come il capo della banda criminale dei Cappucci Rossi, Tabitha lo salva durante il trasporto in prigione. In seguito viene torturata con Butch da Nygma, che crede erroneamente che l'uomo abbia ucciso la sua ragazza Isabella. Durante l'atto le viene amputata una mano, poi ricucita. Lei e Butch si alleano con riluttanza con Edward assieme a Barbara, con lo scopo di abbattere Oswald. Accorgendosi che Barbara sta diventando sempre più folle e assetata di potere, Tabitha accetta con Butch di liberarsi di lei; quando la donna lo scopre e uccide Butch, lei e Tabitha hanno uno scontro che termina con la morte di Barbara, fulminata mortalmente da una lampada. In seguito si presenta al The Sirens la giovane Selina Kyle, la quale vorrebbe cercare un nuovo scopo oltre a quello di sopravvivere; Tabitha la prende così come allieva, insegnandole a padroneggiare l'uso della frusta. Nella quarta stagione il club le è stato confiscato da Oswald (che lo ribattezza "Iceberg Lounge") e lei e Selina si alleano con una rediviva Barbara, di carattere cambiato dopo essere tornata in vita. Andando un club di combattimenti clandestini per rapire Edward Nygma per contro di Oswald, Tabitha scopre che anche Butch è ancora vivo, sebbene in forma di uno zombie dall'intelligenza limitata che si fa chiamare "Solomon Grundy". Successivamente lei e Selina appoggiano Barbara quando si allea con Sofia Falcone nella guerra contro Oswald, riuscendo anche a riottenere il loro locale. Riesce a far tornare la memoria a Butch, nonostante l'uomo preferisca che stiano separati finché non troverà un modo per tornare come prima. Dopo che Jeremiah Valeska spara a Selina, Tabitha si unisce a Barbara, Alfred e Oswald per combattere il criminale e Ra's Al Ghul; quando Gotham diventa Terra di Nessuno, si ricongiunge con Butch, appena curato da Hugo Strange, ma Oswald lo uccide e spara a Tabitha a una gamba, per vendicare l'uccisione della madre. In seguito racconta l'accaduto a Barbara e le due decidono di rendere il loro territorio per sole donne, uccidendo tutti i maschi che ci entrano.
Nell'ultima stagione, cerca di uccidere il Pinguino in un'imboscata sul territorio della gang Lo'Boyz e per vendicarsi della morte di Butch, ma a causa della pistola difettosa che possiede non riesce nel suo intento e viene uccisa da Oswald pugnalata al cuore, e scatenando le ire di Barbara che voleva salvarla, ma Tabitha con le sue ultime parole le ordina di non farlo. Questo porta Barbara a giurare di vendicarsi di Cobblepot.

### Nathaniel Barnes/L'Esecutore

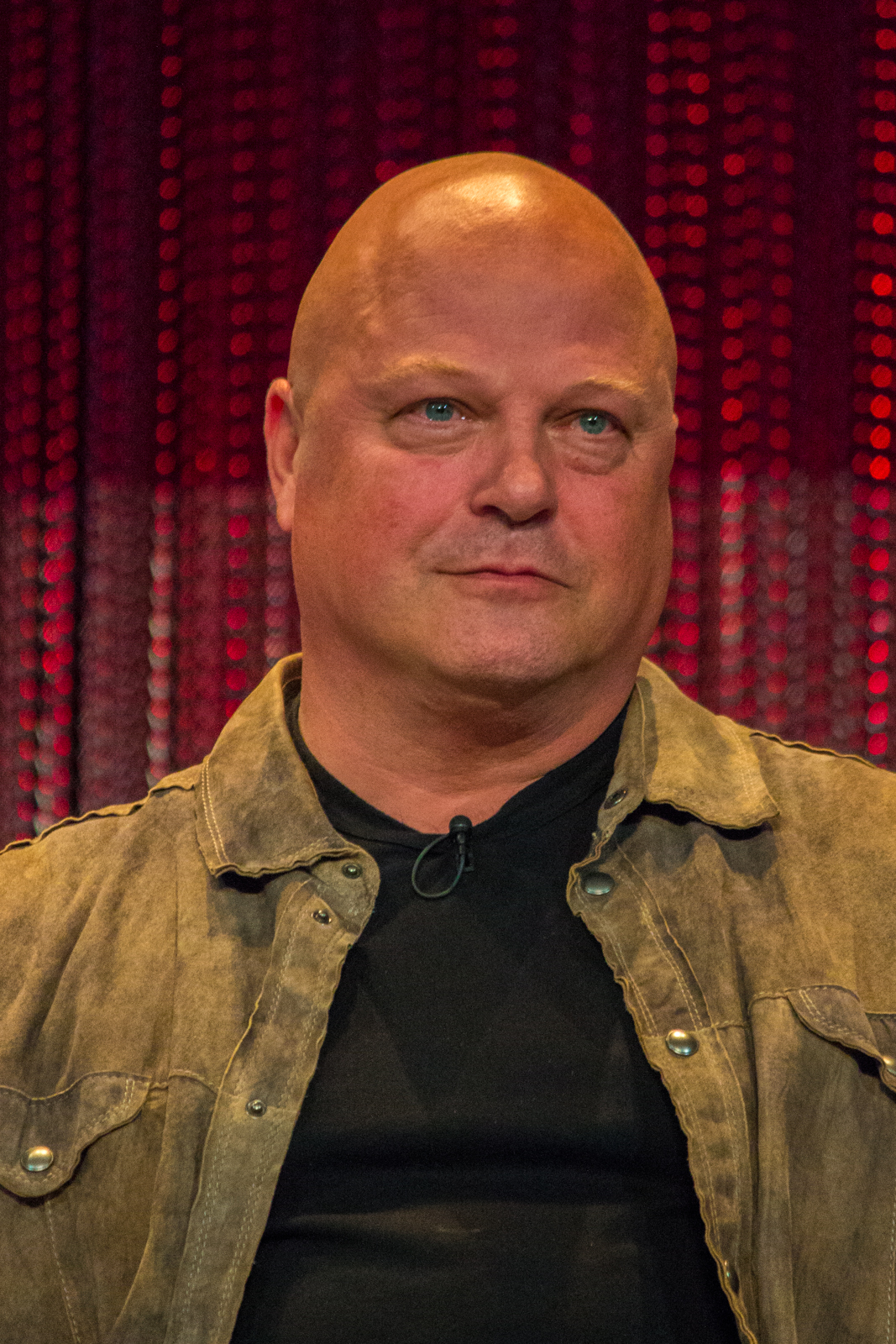
Michael Chiklis, interprete di Nathaniel Barnes

Nathaniel Barnes è il nuovo capitano della GCPD dopo la morte della Essen; prima di essere un poliziotto era un Marine. Ha un carattere duro e ligio al dovere, nonché grande alleato di Gordon nel combattere la corruzione e criminalità ma, in seguito, diventa suo nemico.
Non appena arriva nella polizia dimostra subito di non temere di farsi nemici, licenziando diversi poliziotti corrotti e promuovendo Gordon come suo secondo in comando, iniziando a mettere su con lui una “Squadra d'Assalto” composta da vari cadetti dell'Accademia di Polizia di Gotham.
Quando Gordon sparisce in seguito all'assalto contro Theo Galavan, mette una taglia su di lui. Dopo i combattimenti contro l'Ordine di Sant Dumas cerca di arrestare sia il poliziotto che Theo, ma viene steso da Oswald Cobblepot.
Successivamente l'arresto di Oswald per l'omicidio di Galavan (in realtà commesso da Gordon) Barnes comincia a nutrire sospetti sul detective, pensando che stia mentendo su qualcosa. Quando Gordon viene incastrato da Edward Nygma per l'omicidio di Carl Pinkeny, il capitano crede che il poliziotto abbia commesso il crimine e lo manda al Penitenziario di Blackgate; tuttavia, dopo che Edward viene smascherato come vero colpevole e arrestato, l'uomo si scusa sinceramente con lui. Accetta anche la sua scelta di non tornare subito nella polizia per investigare liberamente su chi abbia ucciso i Wayne e gli consegna i file relativi a quest'ultimo caso e il numero di telefono di Leslie Thompkins, con la quale si è lasciato.
Durante l'attacco di Azrael (in realtà Theo Galavan tornato in vita) al GCPD, Barnes combatte con lui e lo smaschera, riconoscendolo. Prima di fuggire il criminale lo pugnala, mandandolo all'ospedale. Il suo posto viene temporaneamente occupato da Harvey Bullock.
Diversi mesi dopo, Barnes torna in polizia e si occupa di cacciare Fish Mooney e gli altri meta umani evasi da Indian Hill. Tuttavia, grazie anche a Oswald e Gordon, Mooney riesce a scappare da Gotham con Strange, mentre i mostri vengono per la maggior parte uccisi da una folla di cittadini inferociti.
In seguito Barnes viene infettato dal sangue della defunta Alice Tetch; assume pertanto una forza sovrumana e comincia a sentire numerosi voci nella sua testa che lo portano lentamente alla follia, spingendolo a diventare una sorta di giustiziere che uccide tutti i criminali. Cerca di convincere Gordon a unirsi alla sua causa ma il detective si rifiuta e, dopo un combattimento, viene sconfitto e mandato ad Arkham.
Successivamente Leslie va a trovarlo nel manicomio per fargli domande riguardo all'effetto che il virus ha sulle persone e Barnes lo definisce “un dono”, affermando che, una volta uscito, avrebbe combattuto la corruzione di Gotham con la violenza, iniziando da Gordon.
In seguito Barnes viene prelevato da Kathryn e Hugo Strange, che lo portano in un laboratorio per prelevargli il virus di Tetch dal sangue; dopo che Gordon, assieme a Oswald, interferisce nei piani della Corte, Kathryn da' il permesso a Barnes di uccidere il detective. Per tale scopo, l'ex capitano indossa un nuovo costume con tanto di ascia al posto di una mano. Durante l'assalto al GCPD decapita Kathryn dopo che ha insultato i suoi metodi e ideologie, poco prima che Gordon gli spari a una mano, amputandogliela. Viene arrestato nuovamente ma, in seguito, riesce a fuggire durante il trasporto verso l'Arkham uccidendo tre guardie.

### Ivy Pepper

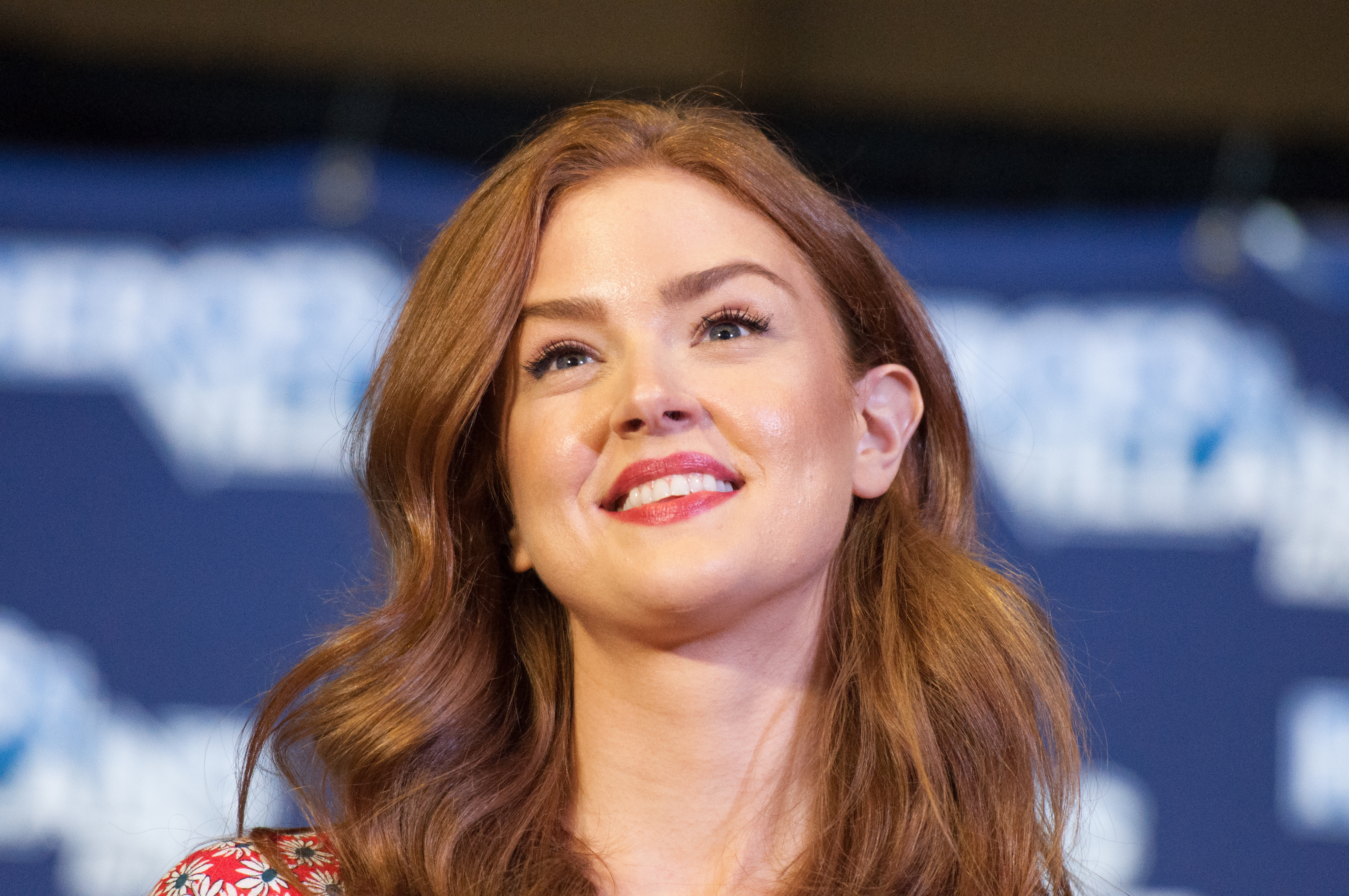
Maggie Geha, interprete di Ivy Pepper nella terza stagione

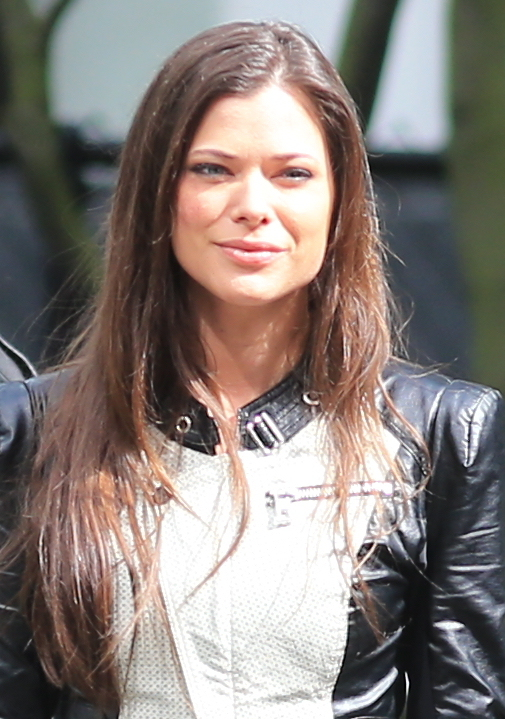
Peyton List, interprete di Ivy Pepper nella quarta stagione

Ivy Pepper è una bambina con i capelli rossi, che indossa perennemente un maglione verde acido e prova un grande amore per le piante. È figlia del criminale Mario Pepper (che sembra maltrattare lei e la moglie), ucciso in seguito a uno scontro con i poliziotti Jim Gordon e Harvey Bullock poiché incastrato per l'omicidio dei coniugi Wayne dalla mafia e polizia. La madre si suicida tagliandosi i polsi poco tempo dopo l'assassinio del marito e, in seguito a tale avvenimento, Ivy scappa dal riformatorio (parte del provvedimento preso dal sindaco Aubrey James per i bambini di strada) e inizia a vivere per le strade, stringendo un legame di amicizia con Selina Kyle. Entrambe diventano anche amiche di Barbara Kean quando si introducono nel suo appartamento.
Successivamente viene vista lavorare per il criminale Sonny Gilzean, producendo per lui dei “funghi magici” da rivendere per le strade.
Nella terza stagione Ivy si imbatte nel clone di Bruce Wayne 514a in cerca di Selina e, scambiandolo per il ragazzo, si spaventa per i suoi strani comportamenti. Cerca poi di avvertire l'amica ma viene catturata da Nancy, tirapiedi di Fish Mooney per la quale Selina sta lavorando. Nonostante le obiezioni di Selina, Mooney ordina che venga uccisa dal meta umano Marv, il quale aumenta fino all'estremo il processo di invecchiamento delle persone con il contatto fisico. Cercando di scappare, Ivy viene toccata momentaneamente da lui per poi cadere in un condotto fognario, perdendosi nella corrente. Successivamente si risveglia fuori città, scoprendo di essere diventata una giovane donna molto avvenente. Viene soccorsa da un uomo, ma lei lo tramortisce e ruba i vestiti della sua ex moglie dopo essersi accorta che trascura le piante del proprio appartamento.
In seguito Ivy riesce a tornare a Gotham rivelando la sua identità solo a Bruce e Selina. Inizia anche a produrre un profumo estratto da alcune piante con il quale piega alla propria volontà chiunque lo inali; sfruttandolo assieme al suo fascino, riesce così a guadagnarsi da vivere derubando uomini ricchi. Durante uno dei suoi furti ruba quella che si rivelerà essere una chiave che apre la cassaforte contenente l'arma da usare contro la Corte dei Gufi. Per questo viene rapita dalla Banda dei Sussurri che vuole arrivare ad essa per abbattere la Corte, ma la liberano quando si alleano con Bruce e Alfred.
Successivamente Ivy riesce ad appropriarsi di una vecchia casa abbandonata con una serra. Quando Edward Nygma spara a Oswald Cobblepot e lo getta in un fiume, Ivy lo recupera e porta nel suo rifugio, dove lo cura e aiuta a chiamare i suoi scagnozzi, salvandolo anche quando questi gli si rivoltano contro. Dopodiché convince Oswald a farsi aiutare nel suo piano di riconquistare Gotham e vendicarsi dei suoi nemici, proponendogli di mettere su un “esercito di mostri”; i due riescono così a ingaggiare Bridgit Pike e Victor Fries. Quando scopre che Selina è in gravi condizioni all'ospedale dopo essere stata buttata giù da una finestra, riesce a curare anche lei tramite le sue piante.
In seguito al caos provocato dal virus di Tetch, Ivy assiste Oswald con la sua gestione del locale Iceberg Lounge. Tuttavia si stuferà di essere trascurata dal giovane e, dopo essere stata malamente respinta anche da Selina e Tabitha Galavan, assume delle strane sostanze che le mutano il DNA. Dopo ciò si chiude in una sorta di enorme bozzolo dal quale ne esce tempo dopo con aspetto fisico differente e il potere di uccidere le persone graffiandole e facendo crescere edera velenosa nel loro corpo. Si allea brevemente con Selina per derubare alcuni cittadini facoltosi, ma viene abbandonata dall'amica quando scopre che il suo intento è quello di investigare su un progetto della Wayne Enterprises detto “Progetto M”, che compie esperimenti sulle piante. Dopo aver quasi ucciso Bruce e aver cercato di vendicarsi di Bullock e Gordon per l'omicidio del padre, Ivy riesce a farsi dire da Lucius Fox l'ubicazione della base del progetto, rubando una dose dell'acqua presa al Pozzo di Lazzaro (con il quale si compivano gli esperimenti). Mischiando il proprio sangue all'acqua riesce a ottenere un fiore dalle spire letali che uccidono chiunque al proprio contatto. In seguito manda un messaggio di minaccia a Gotham dichiarando il suo intento di voler far tornare a regnare le piante e prende di mira una cena commemorativa della Wayne Enterprises, cercando di uccidere tutti i presenti; il suo piano viene sventato dal GCPD e Bruce. Quando torna a casa con l'intento di creare nuovi fiori letali, ha una colluttazione con Selina, che vuole impedirle di compiere altri omicidi insensati; l'ex amica riesce a distruggere l'ultima dose dell'acqua di Lazzaro e, nonostante entrambe abbiano la possibilità di uccidersi a vicenda, decidono di risparmiarsi, con Ivy che avverte Selina di non intralciare più i suoi piani. Tempo dopo che Gotham è diventata Terra di Nessuno, Bruce, per aiutare Selina a camminare di nuovo, va alla ricerca della strega, rivelatasi poi Ivy, la quale è tenuta in ostaggio da un branco di uomini. Dopo aver chiarito la situazione, Bruce riesce a far liberare Ivy che però, non appena uscita, uccide subito quegli uomini e nel mentre si preparava ad ucciderlo, Bruce le spiega la situazione di Selina e così Ivy, nonostante sia ancora arrabbiata con l'amica, decide di dare a Bruce un seme in grado di guarirla. Prima che Bruce se ne vada, Ivy lo avverte dicendogli che chiunque mangi quel seme, i demoni interiori di quella persona sarebbero stati poi liberati.

### Jervis Tetch/Cappellaio Matto
Jervis Tetch è un abile ipnotizzatore sull'orlo della follia. Giunge a Gotham nella terza stagione per cercare la sorella Alice, una giovane donna scomparsa in città molti anni prima. È implicito che possa provare per lei un'attrazione morbosa.
Appare per la prima volta durante uno show al club The Sirens, dove mostra la sua straordinaria abilità di esercitare il pieno controllo nelle persone. Nello spettacolo ipnotizza un uomo, per poi presentarsi quella notte a casa sua per prendergli l'abitazione, spingendolo a uccidere la moglie e a suicidarsi. Successivamente contatta Jim Gordon, che ha abbandonato il GCPD e lavora come cacciatore di taglie indipendente, per chiedergli di ritrovare Alice per una lauta ricompensa. L'ex poliziotto accetta, ma poi si accorge che la donna è terrorizzata dal fratello e cerca di sfuggirgli da molto tempo. Chiedendo spiegazioni a Tetch, quest'ultimo lo ipnotizza e cerca di istigarlo a buttarsi giù da un tetto (sfruttando i suoi subconsci pensieri suicidi) ma in quella interviene proprio Alice, che riesce a salvare Gordon; dopo ciò, Tetch fugge e l'ex detective arresta la donna. Quest'ultima, interrogata, rivela che il fratello la controllò per gran parte dell'infanzia e le mise pensieri in testa che “nessun fratello dovrebbe avere”.
In seguito Tetch ipnotizza un gruppo di wrestlers conosciuti come “fratelli Tweed” per irrompere al GCPD e rapire Alice. Poi la porta in una sorta di tè party addobbato con gadget di Alice nel Paese delle Meraviglie, facendola vestire come la sua omonima; le svela che lei è l'unica cosa a separarlo dalla follia e che vuole utilizzare il suo sangue: infatti la donna ha il sangue contenente una sorta di virus che, a contatto con le persone, fa emergere i loro lati peggiori e Tetch vuole utilizzarlo per i suoi scopi. L'uomo preleva gran parte del sangue della sorella, ma poi arrivano sul posto Gordon e Harvey Bullock. Durante il combattimento Alice tenta di sfuggire al fratello ma cade accidentalmente su un tubo e resta impalata, mentre Tetch, stravolto dal dolore, fugge.
Incolpando Gordon per la morte della sorella, l'ipnotizzatore giura di vendicarsi, rapendo Leslie Thompkins e Valerie Vale, donne amate dal poliziotto, per obbligarlo a scegliere chi salvare e, successivamente, somministrandogli la droga “Regina Rossa”. Inoltre, credendo che Alice si sia rivoltata contro di lui a causa della sua permanenza a Gotham, decide di prendere di mira la Cena dei Fondatori (alla quale è presente Oswald Cobblepot), tentando di far bere ai presenti del vino contaminato con il sangue infetto della sorella. Il suo piano viene sventato dal GCPD e, durante l'arresto, si accorge che il capitano Nathaniel Barnes è stato infettato sul virus; in seguito lui e i suoi scagnozzi vengono inviati all'Arkahm Asylum.
Dalla sua cella, Tetch assiste al rapimento di Barnes da parte della Corte dei Gufi. Successivamente Leslie si dirige da lui per interrogarlo sull'effetto del virus di sua sorella nelle persone e sapere perché avesse infettato il suo fidanzato Mario Calvi; Tetch rivela che, avendo visto come Gordon la guardava il giorno che l'aveva presa in ostaggio con Valerie, avesse capito che l'amava ancora, pertanto aveva infettato Mario per far soffrire Leslie e, di conseguenza, Gordon.
Nel finale di stagione, quando Gotham cade in preda al caos per lo spargimento del virus di Alice, si scopre che il sangue di Tetch può fungere come da antidoto. Il criminale viene perciò rapito da Barbara Kean, Tabitha Galavan, Butch Gilzean ed Edward Nygma che intendono usarlo per ricattare la città. Tuttavia, Edward tradisce gli alleati per scambiare Tetch per Oswald con Gordon e Bullock. Questi ultimi, nel tentativo di sfuggire al trio di criminali che li hanno intercettati, tagliano il collo del criminale per ottenere il suo sangue e poter creare l'antidoto. In seguito Bullock dice che Tetch è stato ricucito e mandato nuovamente ad Arkham.
Nella quarta stagione si allea con Jerome Valeska e Jonathan Crane, evadendo assieme dal manicomio. Sempre per vendicarsi di Gordon, prende il controllo di una stazione radio e ipnotizza centinaia di cittadini per farli suicidare allo scoccare della mezzanotte. Gordon riesce a salvare tutti ma, mentre Tetch viene condotto ad Arkham, il furgone che lo trasporta viene deviato da Jerome e Jonathan. Entrando nella “Legione degli Orribili” fondata da Jerome, partecipa con i due compagni alla ricerca di Jeremiah Valeska, fratello gemello di Jerome, e alla preparazione del gas esilarante letale. In seguito ipnotizza un pilota di dirigibili per fargli spargere il gas su tutta Gotham e, assieme a Crane, smaschera il tradimento di Oswald (che, riferendo tutto a Gordon, lo chiama per la prima volta nella serie “Cappellaio”). Dopo che Gotham è stata dichiarata dal governo off-limits, Jeremiah ingaggia Tetch per aiutare Ecco a supervisionare la produzione chimica di gas tossico, iniziando così a ipnotizzare persone per lavorare presso l'Ace Chemicals. Quando Gordon e Lee si recano alla fabbrica, Tetch scatena su di loro i suoi scagnozzi, mentre Ecco riesce a stendere Gordon. Sotto gli ordini di Jeremiah, Tetch ipnotizza Gordon e Lee, in modo da poter sostituire gli impostori di Thomas e Martha Wayne vicino al Monarch Theatre, dove sarebbero stati liberati dall'ipnosi solo quando Jeremiah li avrebbe uccisi facendo cadere le perle della madre di Bruce. Per fortuna, l'omicidio viene sventato da Selina.

### Ra's al Ghul

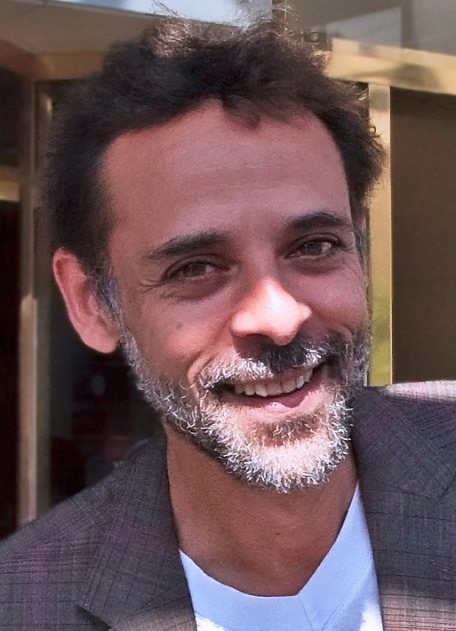
Alexander Siddig, interprete di Ra's Al Ghul

Ra's Al Ghul è l'enigmatica persona che si cela dietro le attività della Corte dei Gufi e leader della Lega degli Assassini. Con il proprio passato avvolto nel mistero, il super criminale usa astuzia e inganni per devastare i suoi nemici. Ci si riferisce a lui per la prima volta con l'appellativo "Testa del Demone" quando lo Sciamano, prima di morire, chiede a Bruce Wayne di andare a cercarlo. Il ragazzo si dirige al Palazzo dello Yuyan dove lo incontra; Ra's gli spiega che intende fare di lui il suo erede e, come test finale dopo l'allenamento fisico e mentale a cui è stato sottoposto dalla Corte dei Gufi, gli chiede di liberarsi definitivamente da ogni legame emotivo uccidendo Alfred Pennyworth. Dopo aver infilzato quest'ultimo con una spada, Bruce si riscuote dal condizionamento inflittogli dallo Sciamano e, furibondo, cerca di aggredire Ra's. L'uomo, però, è contento perché il ragazzo si è dimostrato suo degno erede; dopodiché sparisce, non prima di avergli indicato come guarire Alfred tramite l'acqua del Pozzo di Lazzaro.
Nella quarta stagione si scopre che Ra's, sempre tramite l'acqua magica del pozzo, ha riportato in vita Barbara Kean e sta cercano un particolare pugnale da imbalsamazione.
Dopo che Bruce si appropria del pugnale e lo fa esaminare dal curatore del museo di Gotham, Ra's uccide sia l'uomo che suo nipote, quest'ultimo di fronte a Bruce e Jim Gordon, il quale lo arresta. Durante la sua permanenza al Penitenziario di Blackgate in attesa del processo, riceve una visita da Barbara e le trasmette un misterioso potere mistico. In seguito prende il controllo della prigione grazie ad alcuni suoi uomini infiltrati tra le guardie e racconta a Bruce che lui è l'unico a poter porre fine ai suoi secoli di vita tramite il pugnale. Al rifiuto del ragazzo di ucciderlo, minaccia così di tornare anni dopo, quando si sarebbe creato una famiglia, per tormentarlo e Bruce, colto dalla rabbia, lo pugnala. Il suo corpo si avvizzisce fino a ridursi a uno scheletro di fronte ai suoi occhi e quelli di Alfred e Gordon. Quest'ultimo riferirà poi una falsa storia alla polizia, ovvero che alcuni uomini di Ra's si sono infiltrati nella prigione e lo hanno fatto evadere.
In seguito, mentre i membri femminili della Lega degli Assassini giurano fedeltà a Barbara, ora divenuta nuova Testa del Demone, i membri maschili rimasti usano il sangue di Bruce per riportarlo in vita, credendo che Barbara stia mal gestendo il potere conferitole. L'uomo afferma che, se la donna non le cederà di sua spontanea volontà i poteri, dovrà ucciderla per riprenderseli. Barbara decide di combatterlo, nonostante Bruce l'avverta che solo lui può ucciderlo con il pugnale da imbalsamazione; nel duello che ne segue Ra's prende in ostaggio Tabitha Galavan e minaccia di ucciderla, pertanto Barbara accetta di riconsegnargli i poteri. L'uomo, nonostante la richiesta di Bruce, si rifiuta di farsi uccidere nuovamente. In seguito visita il ragazzo mentre è in compagnia di Selina Kyle e lo informa che la sua scelta deriva da una visione avuta in precedenza nella quale Gotham sarebbe caduta in preda a una catastrofe che avrebbe trasformato Bruce nel Cavaliere Oscuro di cui la città ha bisogno, oppure ne sarebbe stato consumato.
Successivamente Ra's si allea con Jeremiah Valeska, anche lui ossessionato da Bruce e dalla distruzione di Gotham. Pertanto manda i suoi uomini a liberare Jeremiah dal GCPD e a rapire Bruce. I criminali portano il ragazzo in un punto panoramico per mostrargli l'avvento del suo destino, quando arrivano in suo soccorso Alfred, Oswald Cobblepot, Barbara e Tabitha, che danno inizio a una sparatoria. Manovrando Bruce, Barbara riesce a trafiggere Ra's con il pugnale, uccidendolo nuovamente. Mentre i ponti saltano e Gotham diventa Terra di Nessuno, il criminale, poco prima di morire, avverte il ragazzo di abbracciare il suo destino.

### Sofia Falcone

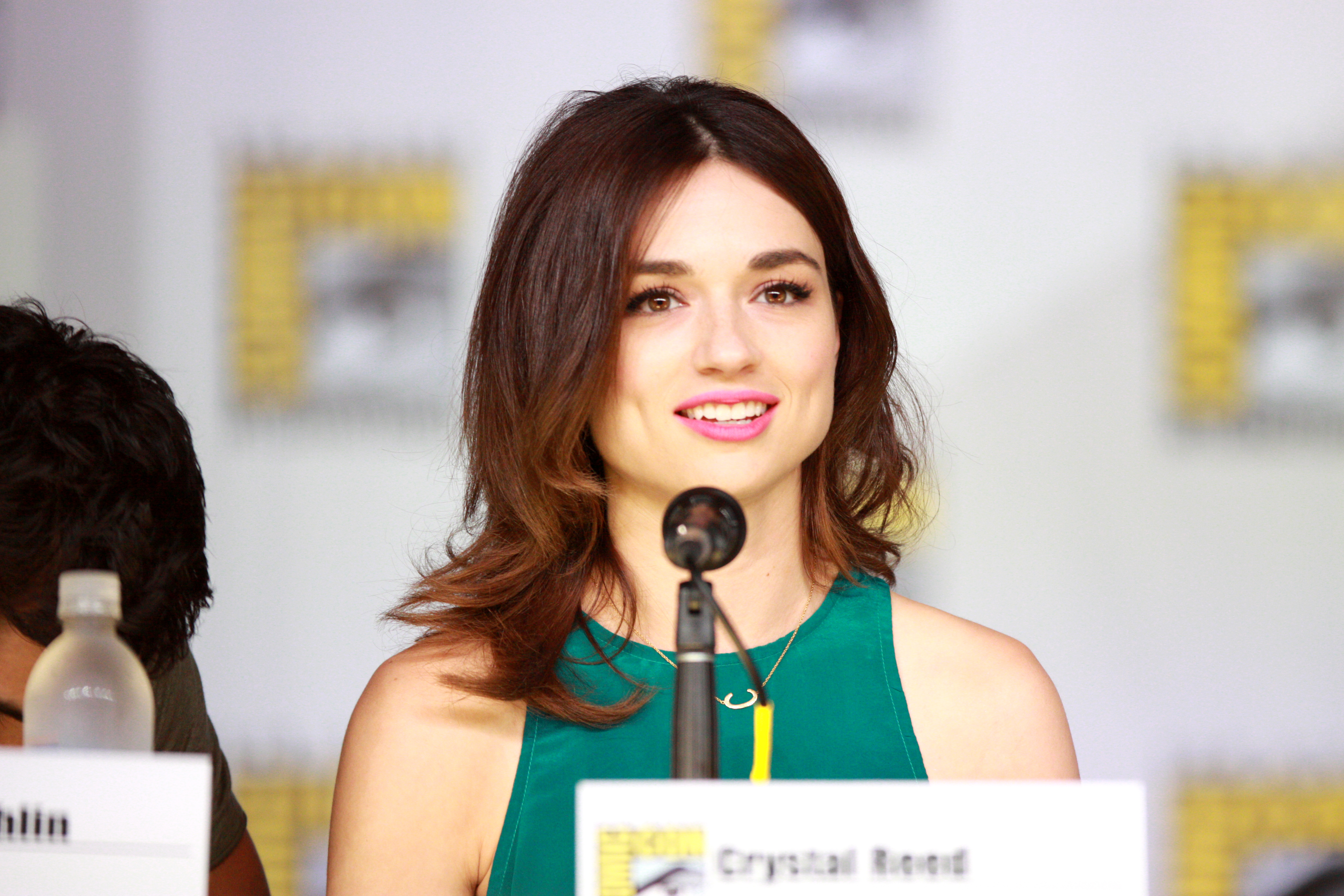
Crystal Reed, interprete di Sofia Falcone

Sofia Falcone è l'unica figlia femmina di Carmine Falcone e sorella di Mario Calvi. È una donna astuta, calcolatrice e potente che ha governato i territori a sud di Gotham per conto del padre per dieci anni. Torna in città per aiutare Jim Gordon a distruggere l'impero di Oswald Cobblepot.
Appare per la prima volta quando Gordon raggiunge Falcone a Miami per chiedergli aiuto a sconfiggere Oswald. Sofia vorrebbe prendere le redini degli affari di suo padre, ma riceve un rifiuto da quest'ultimo. Tuttavia, segue ugualmente di nascosto il Gordon a Gotham. Oltre ad aprire un orfanotrofio, diventa amante di Gordon e si finge amica di Oswald per scoprire le sue debolezze. Quando il giovane lo scopre, cerca di farla uccidere ma la donna riesce a scamparla. Inoltre fa passare dalla sua parte Barbara Kean, Selina Kyle e Tabitha Galavan, approfittandone dei loro contrasti con Cobblepot. Dimostrandosi altrettanto subdola, perfida e manipolatrice del padre rapisce un bambino orfano innocente, Martin, al quale Oswald si era affezionato, e minaccia di ucciderlo se Cobblepot non si fosse arreso. Il giovane simula quindi la morte del bambino per tenerlo in salvo, ma Sofia lo scopre e riesce a farlo arrestare ingiustamente per il presunto omicidio, prendendo al suo posto il controllo della malavita. Inoltre è la mandante dell'assassinio di suo padre Carmine, poiché quest'ultimo stava per portarla via da Gotham in accordo con Oswald. In seguito, oltre a rivelare ciò a Gordon, gli rivela anche che è stata lei a portare in città il killer Lazlo Valentine al fine di indebolire Oswald e che si è vendicata in tal modo della morte di Mario, poiché Gordon dovrà convivere con il senso di colpa di aver condotto a Gotham un criminale molto peggiore di Pinguino, a cui era l'unico che non andava a genio. Successivamente, per vendicarsi di Gordon che inizia a cercare di contrastarla, spacca la mano a Leslie Thompkins, donna amata dal poliziotto, e la sbatte per strada dopo aver usurpato il suo ruolo di Regina ai Narrows. Cerca anche di far uccidere Oswald quando Martin viene liberato e tortura violentemente Edward Nygma per fargli tradire Cobblepot. Durante una sparatoria nel quale cerca di uccidere Gordon, interviene Leslie che le spara due volte, mandandola in coma.

## Personaggi secondari

### Prima stagione
- Aubrey James, interpretato da Richard Kind, doppiato da Gianni Giuliano.
È il sindaco di Gotham; come la maggior parte delle persone altolocate della città è corrotto e al soldo di Carmine Falcone e della Corte dei Gufi. Nonostante pensi solo ai suoi interessi cerca sempre di apparire vicino alla sua comunità. Viene rapito da Theo Galavan in modo da prendere il suo posto come sindaco, ma viene poi liberato da Gordon; al processo contro Galavan, per paura, racconta falsamente che il responsabile del rapimento è Cobblepot. Successivamente cerca di farsi rieleggere come sindaco, tuttavia perde le elezioni contro Oswald. Quando quest'ultimo scompare viene rieletto temporaneamente e viene rapito di nuovo da Edward Nygma che vuole smascherare la Corte dei Gufi. Durante il caos causato dal virus di Tetch viene detto che ha chiamato la Guardia Nazionale. Nella quarta stagione viene succeduto da Burke.
- Gertrud Kapelput, interpretata da Carol Kane, doppiata da Cristina Noci.
È la madre di Oswald, originaria dell'Ungheria, dal carattere eccessivamente possessivo ma estremamente amorevole. In passato ha lavorato come cuoca per i Van Dahl, intraprendendo una relazione clandestina con il giovane Elijia. In seguito la donna fu costretta ad andarsene dai genitori di Elijia, nascondendogli il fatto di essere incinta. Lei e Oswald condividono un legame molto profondo, seppur il giovane le tenga nascoste le sue attività criminale. Viene rapita da Theo e Tabitha Galavan per essere usata come ostaggio contro Cobblepot; nonostante le suppliche di Oswald, in seguito Gertrude viene pugnalata mortalmente da Tabitha. Prima di spirare tra le braccia del figlio, la donna afferma di continuare a reputarlo un bravo ragazzo.
- Don Salvatore "Sal" Maroni interpretato da David Zayas, doppiato da Stefano De Sando.
È uno dei boss criminali più potenti di Gotham, principale rivale negli affari di Falcone; a differenza di quest'ultimo è più giovane e ambizioso, inoltre ha un carattere più impulsivo e sanguinario. Nel finale della prima stagione si allea con Fish Mooney per uccidere Falcone e prendere il controllo di Gotham, ma viene ucciso dalla donna dopo aver fatto commenti ironici e sessisti nei suoi confronti. Le sue attività, in seguito, sono passate sotto il controllo di Oswald.
- Frankie Carbone interpretato da Danny Mastrogiorgio, doppiato da Antonio Palumbo.
Uomo d'onore di Maroni, nonché suo grande amico. Viene assassinato da Oswald in seguito alla sua rivelazione di volerlo uccidere.
- Liza interpretata da Makenzie Leigh, doppiata da Veronica Puccio.
È una ragazza che Fish assume nel suo locale e addestra per farla avvicinare a Falcone, come spia. Grazie all'educazione impartitale da Fish, Liza riuscirà a entrare nelle grazie di Falcone iniziando a comportarsi come se fosse sua madre, facendo leva sul profondo affetto che l'anziano uomo provava per lei. Sarà proprio Falcone, dopo aver scoperto da Oswald il piano di Fish, a uccidere Liza, strangolandola.
- Alvarez interpretato da J.W. Cortes, doppiato da Stefano Valli.
È un detective del Dipartimento di polizia di Gotham City. Non sembra essere corrotto, e spesso aiuta Gordon e Bullock in diverse indagini. Viene infettato dal virus di Tetch, ma curato in seguito.
- Kristen Kringle interpretata da Chelsea Spack e doppiata da Valentina Favazza.
Lavora al dipartimento di polizia di Gotham, nel reparto archivi. Edward ha un'infatuazione per lei, ma Kristen, al contrario, non gli presta nessuna attenzione. In seguito, lei e Nygma intraprendono una relazione, ma il ragazzo la ucciderà accidentalmente dopo averle confessato l'omicidio dell'agente Dougherty.
- Victor Zsasz interpretato da Anthony Carrigan, doppiato da Riccardo Scarafoni.
Serial killer al servizio di Falcone che in seguito sarà utilizzato anche da Oswald. Più volte Gordon ha dovuto affrontarlo, tra l'altro per sua stessa ammissione Zsasz prova molta stima per il detective. In seguito al ritiro di Falcone e durante la Pax Pinguina, lavora per Cobblepot assicurandosi che i criminali rispettino le licenze. Dopo alla morte di Falcone passerà dalla parte di Sofia, tradendo Oswald, presumibilmente perché sospetta sia stato il giovane a far uccidere l'ex capo, quando in realtà è stata Sofia. Zsazs, sotto il controllo di Ivy, spara a Gordon ferendolo gravemente, ma senza ucciderlo, e quando fa irruzione nel dipartimento di polizia, affronta Bullock il quale ha la meglio su di lui, catturandolo.
- Gabriel interpretato da Alex Corrado e doppiato da Achille D'Aniello.
È uno scagnozzo e guardia del corpo di Oswald. In precedenza lavorava per Frankie Carbone ma passa dalla parte di Oswald e lo aiuta ad uccidere Carbone, in seguito ad avergli dato una paga più alta; successivamente, lo tradirà e cercherà di ucciderlo, ma il ragazzo si salverà grazie all'intervento di Ivy, per poi ucciderlo lui stesso. Non è molto intelligente.
- Gillian B. Loeb interpretato da Peter Scolari e doppiato da Raffaele Palmieri.
È il commissario del corpo di polizia di Gotham, è lui a restituire a Gordon il grado di detective dopo che il sindaco lo aveva mandato via dal dipartimento. Come molti altri poliziotti di Gotham, anche il commissario Loeb è un uomo corrotto. Sua moglie venne uccisa dalla loro unica figlia, Miriam, la quale soffre di un disturbo mentale. Dopo gli avvenimenti della prima stagione, cerca di liberarsi di Gordon, ma sarà costretto a dimettersi per colpa di Oswald che lo minaccia, su richiesta di Gordon. È amico del direttore del Blackgate, che cerca di vendicarsi su Gordon per suo conto.
- Jonathan Crane/Spaventapasseri interpretato da Charlie Tahan (stagioni 1-4) e David W. Thompson (stagioni 4-5), doppiato da Stefano Broccoletti.[1]
È il figlio di Gerald Crane, nonché suo complice negli esperimenti sul suo siero contro la paura. Suo padre inietterà il siero a Jonathan, ma purtroppo gli inietta un dosaggio troppo alto, ciò porterà il giovane ragazzo a vedere costantemente la sua più grande paura, ovvero gli spaventapasseri. Viene rapito nella quarta stagione da alcuni criminali che intendono sfruttare il siero della paura di suo padre; Jonathan viene costretto da loro ad affrontare la propria paura e decide di "fondersi" con essa, diventando lo Spaventapasseri. Provoca caos all'Arkham Asylum per vendicarsi del GCPD, per poi fuggire dopo che Gordon lo sconfigge. In seguito lo si rivede nuovamente ad Arkham, dove fugge assieme a Jerome e Tetch. Collaborando con questi ultimi, Oswald Cobblepot, Victor Fries e Bridgit Pike crea il gas esilarante letale per conto di Jerome, al fine di utilizzarlo su tutta Gotham. In seguito è lui a smascherare il tradimento di Oswald; nel finale di stagione, dopo che Gotham è diventata Terra di Nessuno, si impossessa di una parte dei territori. Dopo che Gotham è stata dichiarata dal governo off-limits, Jonathan riesce ad entrare alla GCPD, dove qui vi trova Gordon e i due iniziano così un breve scontro, mentre gli scagnozzi di Crane rubano le ultime provviste rimaste alla città.
- Jerome Valeska, interpretato da Cameron Monaghan, doppiato da Alessandro Sanguigni.
È un giovane assassino psicopatico dalla spiccata cattiveria, prova un enorme piacere nell'uccidere e nell'infliggere dolore, altri sintomi della sua follia sono il suo sorriso maligno e la sua risata sinistra. La sua psiche deviata è stata enormemente complessata dalla madre, una donna egoista e promiscua, uccisa dallo stesso Jerome proprio perché era stufo di lei. Nella seconda stagione è fra i criminali fuggiti nell'evasione di massa ordita da Theo e Tabitha Galavan, per poi diventare capo del gruppo "Maniax" per poi essere ucciso a tradimento proprio da Theo Galavan per diventare un eroe agli occhi della città; le azioni di Jerome, però, vengono riprese in diretta TV e fanno impazzire numerosi cittadini, che prendono a imitarlo. Nella terza stagione viene riportato in vita da un suo folle seguace, Dwight Pollard, che gli taglia via la pelle facciale quando la rianimazione sembra fallire. Dopo essersi ripreso, Jerome uccide Pollard, si riattacca la faccia con una spillatrice e rapisce Bruce Wayne per ucciderlo dopo aver preso il controllo di Gotham, spingendo a imitarlo e a "essere liberi" gran parte dei cittadini. Bruce riesce a liberarsi e lo sconfigge assieme a Gordon, il controllo della città viene ristabilito e Jerome viene riportato all'Arkham. Qualche tempo dopo incontra il Pinguino e forma un contorto rapporto con lui, cercando di farlo passare dalla propria parte. Evaderà, successivamente, con Tetch e Crane, formando una "Legione degli Orribili" assieme a loro due, Firefly, Fries e Oswald. Comincerà a ricercare il fratello gemello Jeremiah Valeska, restando ossessionato dall'idea di farlo impazzire e uccidere. Resterà definitivamente ucciso in uno scontro con Gordon, cadendo mortalmente da un tetto, mentre Oswald, rivoltatosi contro gli alleati in quanto inorridito dall'idea di morte e caos, sventerà il suo piano di far impazzire Gotham con un gas esilarante di sua invenzione. Tuttavia, contagerà Jeremiah con il gas, facendolo a sua volta impazzire e designandolo come suo erede per perseguire i suoi scopi.
- Jason Lennon interpretato da Milo Ventimiglia e doppiato da Emiliano Coltorti.
È un serial killer, ha ucciso più di dieci donne, è conosciuto come il Killer Don Giovanni, ma è più noto col nome di Orco. Jason nacque con il volto deformato, sua madre lo abbandonò dopo la nascita, e lui venne cresciuto dal padre. È ossessionato dall'idea di cercare "l'anima gemella" che lo porta a rapire e uccidere numerose donne. Dopo essersi interessato a Barbara riesce a plagiarla e farla impazzire, facendole uccidere i genitori; viene successivamente ucciso da Gordon e Bullock, giunti sul posto.
- Nikolai interpretato da Jeremy Davidson e doppiato da Saverio Indrio.
È il leader della mafia russa a Gotham City, sotto il potere di Carmine Falcone. Lavora segretamente con Fish Mooney per eliminare quest'ultimo, ma viene ucciso durante l'irruzione degli scagnozzi di Maroni, guidati da Oswald, nel suo nascondiglio.
- Reggie Payne interpretato da David O'Hara e doppiato da Saverio Moriones.
È un vecchio compagno d'armi di Alfred, è un tossico. I dirigenti della Wayne Enterprises lo pagano per scoprire quali progressi ha fatto Bruce nell'indagine contro l'azienda, inoltre pugnalerà Alfred rischiando di ucciderlo, ma fortunatamente riuscirà a salvarsi. Reggie viene ucciso da Selina, che lo spinge giù da una finestra per evitare che desse ai dirigenti della Wayne Enterprises informazioni che potessero danneggiare Bruce.
- Tommy Bones interpretato da James Andrew O'Connor, doppiato da Massimo Bitossi.
Membro della gang di Maroni. Durante lo scontro tra Falcone e Maroni, viene gravemente ferito da Gordon. In seguito entra nella banda di Oswald. Viene ucciso da Tabitha in seguito al suo sfruttamento nel loro piano contro Pinguino.

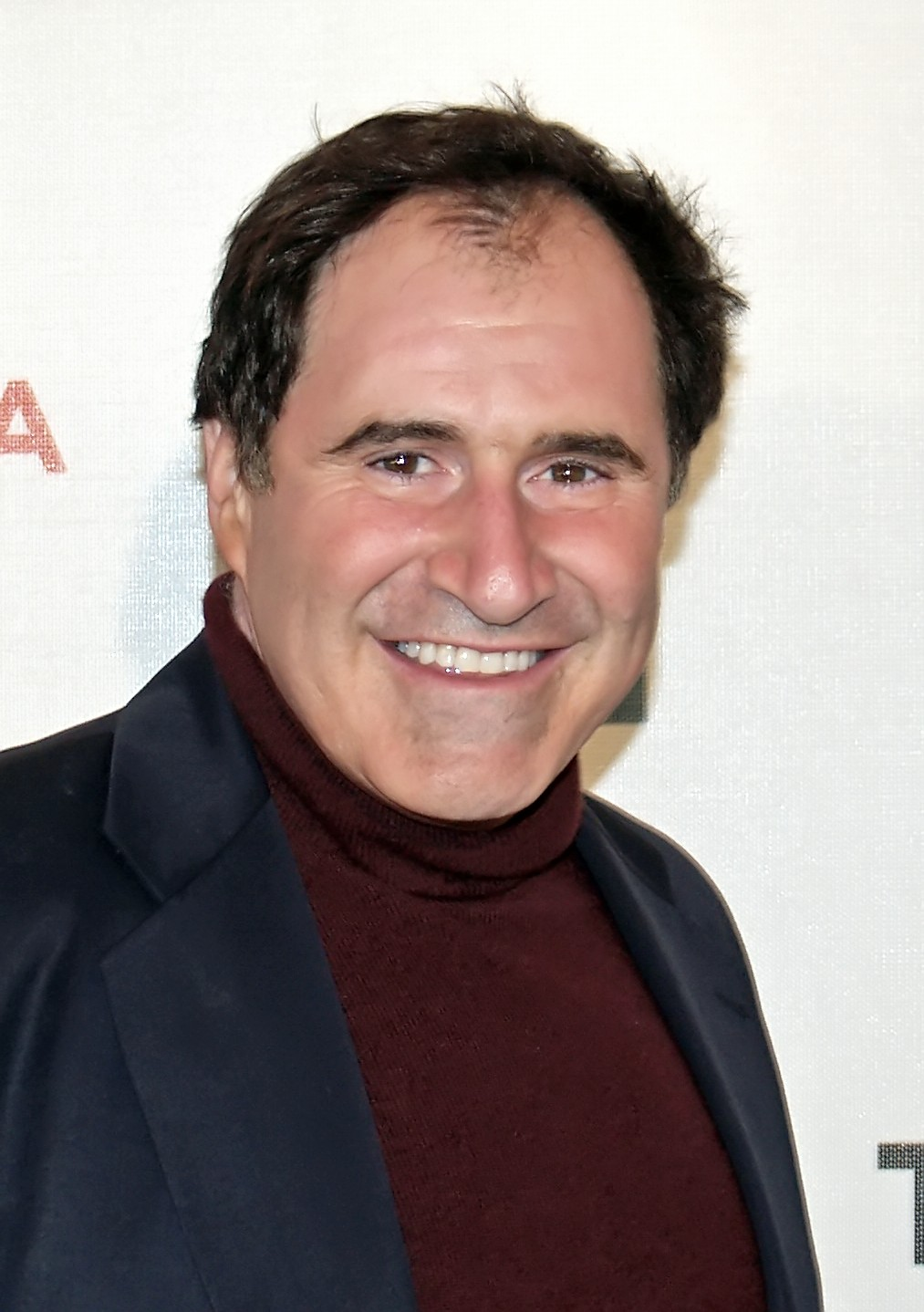
Richard Kind interpreta Aubrey James
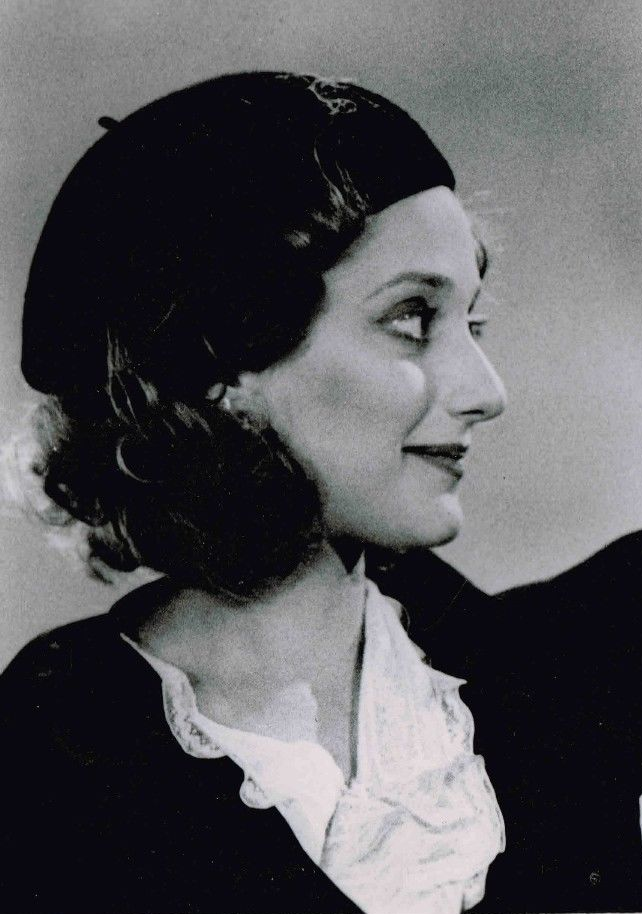
Carol Kane interpreta Gertrud Kapelput
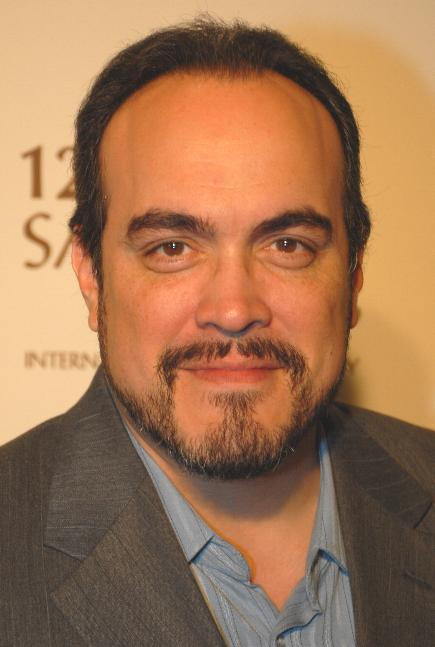
David Zayas interpreta Salvatore "Sal" Maroni
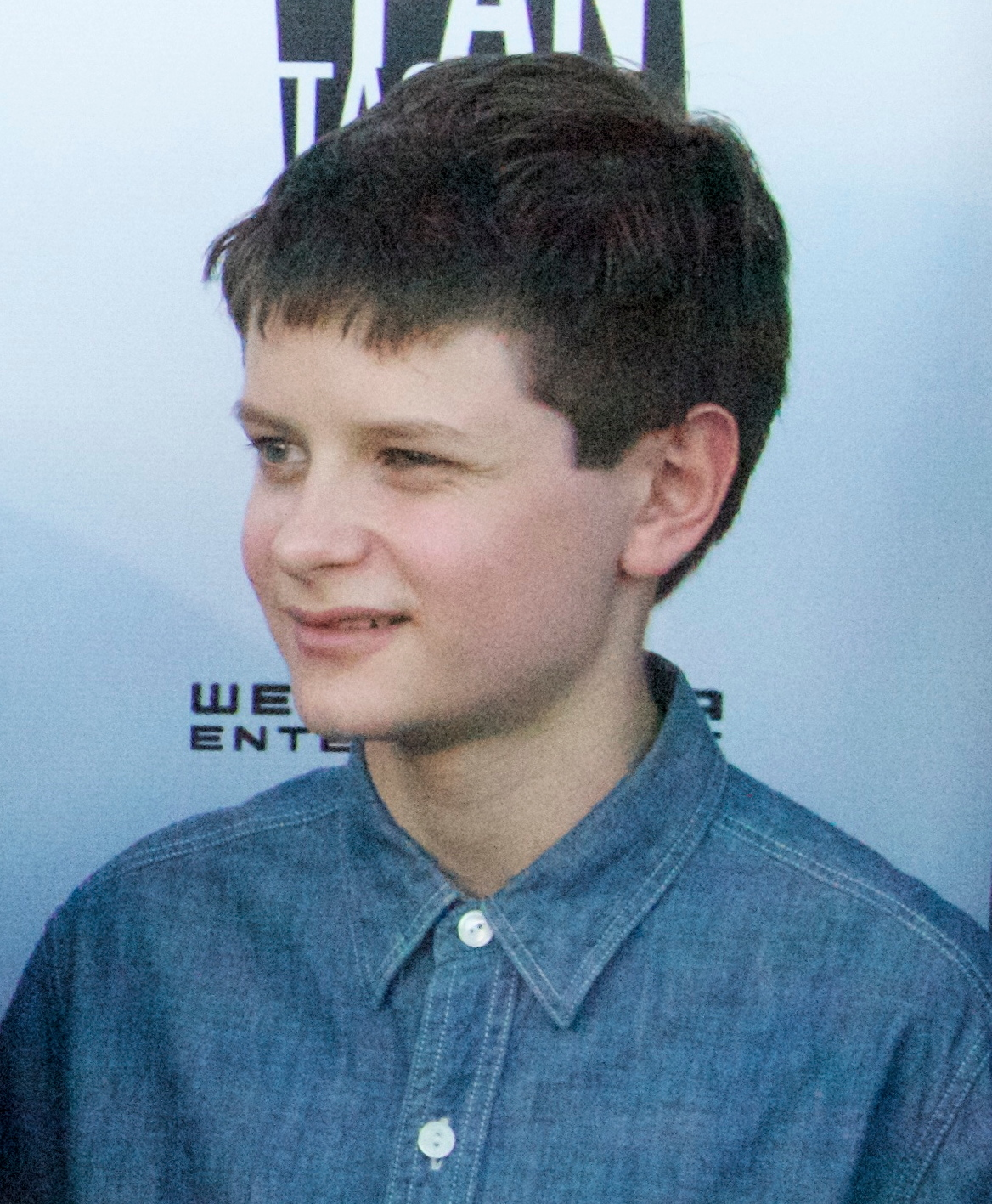
Charlie Tahan interpreta Jonathan Crane
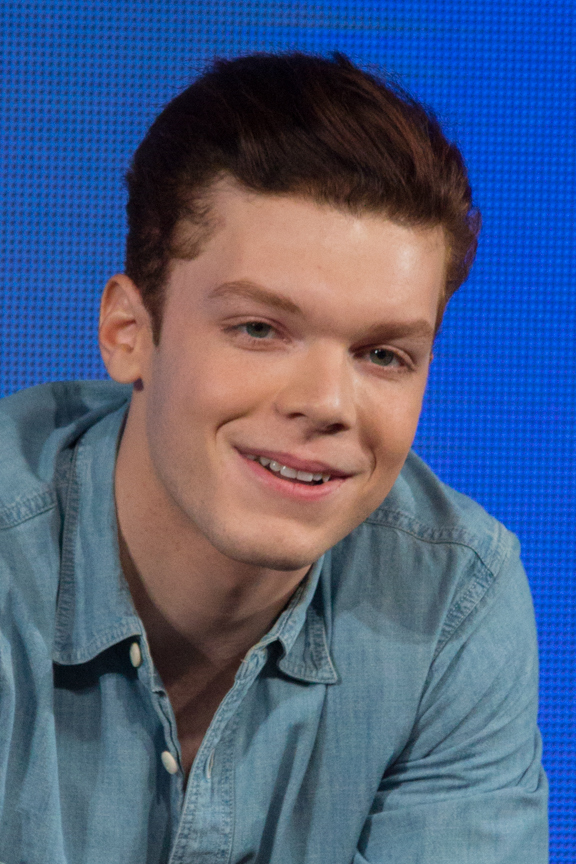
Cameron Monaghan interpreta Jerome Valeska
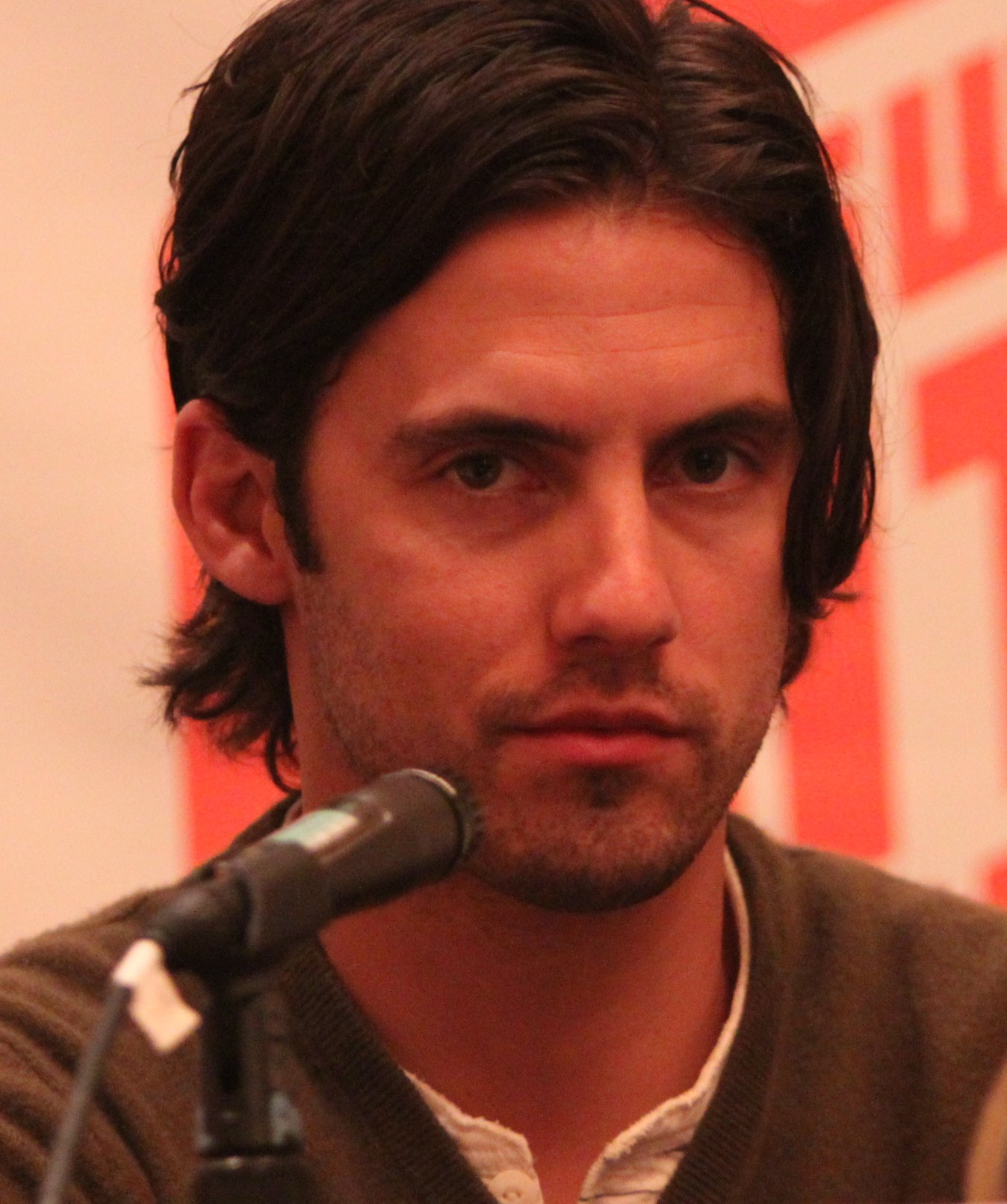
Milo Ventimiglia interpreta Jason Lennon

### Seconda stagione
- Silver St. Cloud interpretata da Natalie Alyn Lind e doppiata da Agnese Marteddu.
Nipote di Theo Galavan, è rimasta orfana in tenera età ed affidata allo zio, fratellastro di suo padre. Viene usata come esca per far innamorare Bruce Wayne di lei, ma in realtà è bugiarda, subdola e manipolatrice, come suo zio. Sarà lei a rivelare a Bruce il nome dell'assassino dei suoi genitori (Malone) dopo averlo sentito per caso dallo zio. Si affezionerà veramente a Bruce, provando a proteggerlo dalla setta di Sant Dumas; dopo ciò, scapperà con Tabitha al fallimento del piano di Theo.
- Bridgit Pike/Firefly interpretata da Michelle Veintimilla (stagioni 2, 4-5) e da Camila Perez (stagioni 3-4), doppiata da Giulia Tarquini.
È un'amica d'infanzia di Selina. I suoi fratellastri, Joe, Evan e Cale Pike sono dei noti incendiari di Gotham City, molto leali a Fish Mooney e la maltrattano ripetutamente, trattandola come una serva. Dopo la morte di Evan, bruciato in seguito a una sparatoria con Gordon, i fratellastri la obbligano a prendere il suo posto nella banda, facendole compiere dei crimini per conto di Galavan. Con l'aiuto di Selina impara a ribellarsi, ma viene data per morta dopo un incidente con la polizia, nel quale il suo corpo va interamente a fuoco. In realtà è ancora viva, ma con la pelle resa ignifuga in quanto la sua tuta le si è fusa addosso. Strange la sottopone a un lavaggio del cervello per farle credere di essere una dea del fuoco, usandola per i suoi piani. Dopo i combattimenti di Arkham riacquista i suoi ricordi e va a lavorare in una fabbrica, per poi essere reclutata assieme a Fries da Oswald e Ivy. Tra i lavori per Cobblepot, si dirige ai Narrows dopo la chiamata di Cherry per portare al capo Edward in seguito al fallimento delle Sirene, ma viene stesa da Leslie. Si unirà alla "Legione degli Orribili" fondata da Jerome. Nel finale di stagione, dopo che Gotham diventa Terra di Nessuno, si impossessa di una parte di territori, acquisendo anche dei seguaci.
- Josie Mac, interpretata da Paulina Singer, doppiata da Benedetta Degli Innocenti.
Una delle allievi di polizia facente parte della Squadra d'Attacco fondata da Barnes.
- Luke Garrett, interpretato da Lenny Platt, doppiato da Emanuele Ruzza.
Uno dei membri della Squadra D'Assalto fondata dal capitano Barnes. Durante il secondo attacco di Bridgit Pike (alias Firefly) tenta di fermarla, e la ragazza, colta dal panico, gli dà accidentalmente fuoco. Successivamente muore in ospedale a causa delle ustioni riportate.
- Carl Pinkney, interpretato da Ian Quinlan, doppiato da Luca Mannocci.
È un membro della squadra d'assalto della polizia di Gotham formata da cadetti dell'accademia di polizia. Viene ucciso da Edward, che gli frantumerà il cranio colpendolo ripetutamente con un piede di porco, per incastrare Gordon, ma il suo piano fallirà e Edward verrà arrestato.
- Padre Creel, interpretato da Ron Rifkin, doppiato da Paolo Maria Scalondro.
Un sacerdote facente parte dell'Ordine di St. Dumas. Si reca a Gotham per incontrare Theo Galavan e successivamente viene seguito dal resto della setta religiosa; Galavan gli consegna il coltello con il quale Jonathan Wayne tagliò la mano a Caleb Dumas, per poterlo utilizzare per uccidere Bruce come sacrificio dell'Ordine, e vendicarsi della dinastia Wayne. Durante la battaglia tra i protagonisti e l'Ordine di St. Dumas viene ucciso da Bullock.
- Hugo Strange interpretato da BD Wong, doppiato da Loris Loddi (stagioni 2-4) e Franco Mannella (stagione 5).
Giovane professore di psichiatria criminale, è il direttore dell'Arkham Asylum, nonché capo della sezione di Indian Hill della Wayne Enterprises. Il suo amore ossessivo per la mente umana lo spinge a creare una nuova stirpe di individui con capacità superumane facendo esperimenti sui corpi dei numerosi criminali che arrivano a Indian Hill (vivi o morti) tra cui Fish Mooney, Bridgit Pike, Theo Galavan, Barbara Kean e Victor Fries. Nella terza stagione viene sfruttato prima da Fish per farsi guarire e poi dalla Corte dei Gufi per sviluppare il virus di Tetch, in seguito collaborerà con il GCPD per creare un antidoto al virus. Nella quarta stagione viene arruolato da Oswald per curare Butch e, in seguito, "lavorare" sui corpi di Edward Nygma e Leslie Thompkins.
- Ethel Peabody, interpretata da Tonya Pinkins, doppiata da Emanuela Baroni.
È l'assistente braccio destro di Strange, è una persona insensibile e crudele, proprio come il suo capo, e lo aiuta nei suoi esperimenti per dare vita a una nuova razza di persone superumane. Nel finale della seconda stagione viene arrestata da Gordon insieme al suo capo, venendo però scagionata dopo aver incolpato il suo superiore. Viene poi uccisa da uno dei superumani creati dai laboratori di Indian Hill, Marv.
- Victor Fries interpretato da Nathan Darrow, doppiato da Stefano Crescentini.
È un uomo di scienza alla disperata ricerca di una cura per la malattia di sua moglie Nora; per farlo congela diverse persone con elio liquido e prova a decongelarle mantenendole in vita. Dopo il suicidio della moglie, tenta di morire congelandosi con lei, ma la formula assorbita gli ha consentito di sopravvivere a basse temperature facendo di lui un nuovo soldato dell'esercito di superumani del professor Strange. In seguito diventa un alleato di Oswald, congelando Edward nel finale della terza stagione; poi entrerà della Legione degli Orribili fondata da Jerome. Nel finale di stagione rivendica una parte dei territori, dopo che Gotham diventa Terra di Nessuno.
- Grace Van Dahl, interpretata da Melinda Clarke, doppiata da Claudia Catani.
È la moglie di Elijah Van Dahl, e quindi matrigna di Oswald Cobblepot. Apparentemente una donna altolocata e superficiale, si dimostra essere una persona che non si fa scrupoli per il denaro e il potere arrivando a compiere complotti per gli altri; dopo l'arrivo di Oswald tenta di sbarazzarsene, in quanto teme che, essendo il suo vero consanguineo, Elijah lasci a lui tutta l'eredità; per farlo rivela al marito il passato criminale di Oswald, tenta di farlo sedurre da Sasha e infine cerca di avvelenare dell'alcol che tuttavia uccide per sbaglio Elijah, in quanto lo aveva bevuto lui. Viene uccisa da Oswald assieme ai suoi figli, dopo essere stata scoperta dal ragazzo che torna in sé.
- Elijah Van Dahl, interpretato da Paul Reubens, doppiato da Giorgio Lopez.
Il padre di Oswald, ex amante di Gertrude, marito di Grace e patrigno di Charles e Sasha. Si innamorò in segreto di Gertrude quando questa lavorava come cuoca per la sua famiglia, trentun anni prima; incontra Oswald sulla tomba della donna, che aveva rintracciato solo dopo la morte, e lo presenta alla sua famiglia. In seguito rivela a Oswald di avere un grave problema al cuore, e che non si preoccupa del suo passato da criminale. Muore tra le braccia di quest'ultimo a causa di un alcool avvelenato da Grace, in realtà diretto verso il ragazzo.
- Sasha Van Dahl, interpretata da Kaley Ronayne, doppiata da Valentina Mari.
Figlia di Grace Van Dahl, sorella di Charles e sorellastra di Oswald. Come quest'ultimo sembra avere problemi a gestire la rabbia (quando Elijah fa notare che Oswald è il suo unico, vero consanguineo stringe un bicchiere al punto di romperlo). Collabora con la madre per eliminare Oswald, arrivando al punto di provare a sedurlo, non riuscendoci. Oswald la uccide insieme a Grace e Charles.
- Charles Van Dahl, interpretato da Justin Segna, doppiato da Mirko Cannella.
Figlio di Grace, fratello di Sasha e fratellastro di Oswald. È avido quando sua madre e la sorella, e le aiuterà a impossessarsi dell'eredità di Elijah, ma verrà ucciso da Oswald.

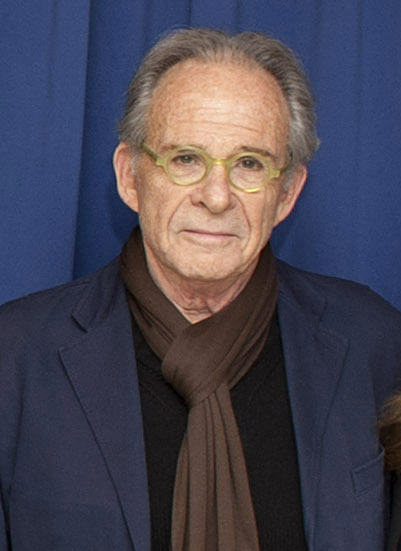
Ron Rifkin interpreta Padre Creel
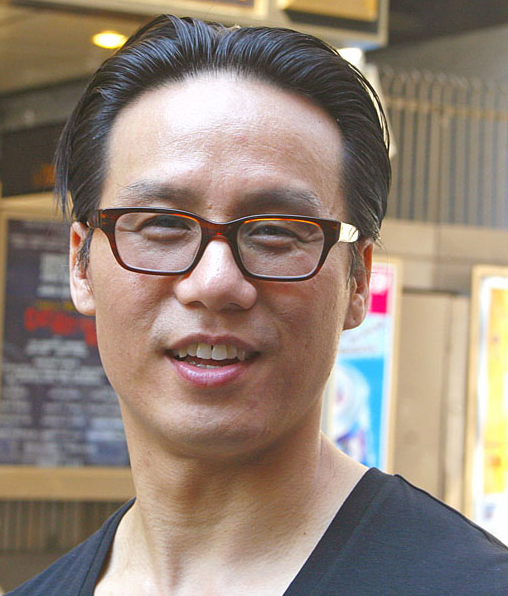
BD Wong interpreta Hugo Strange
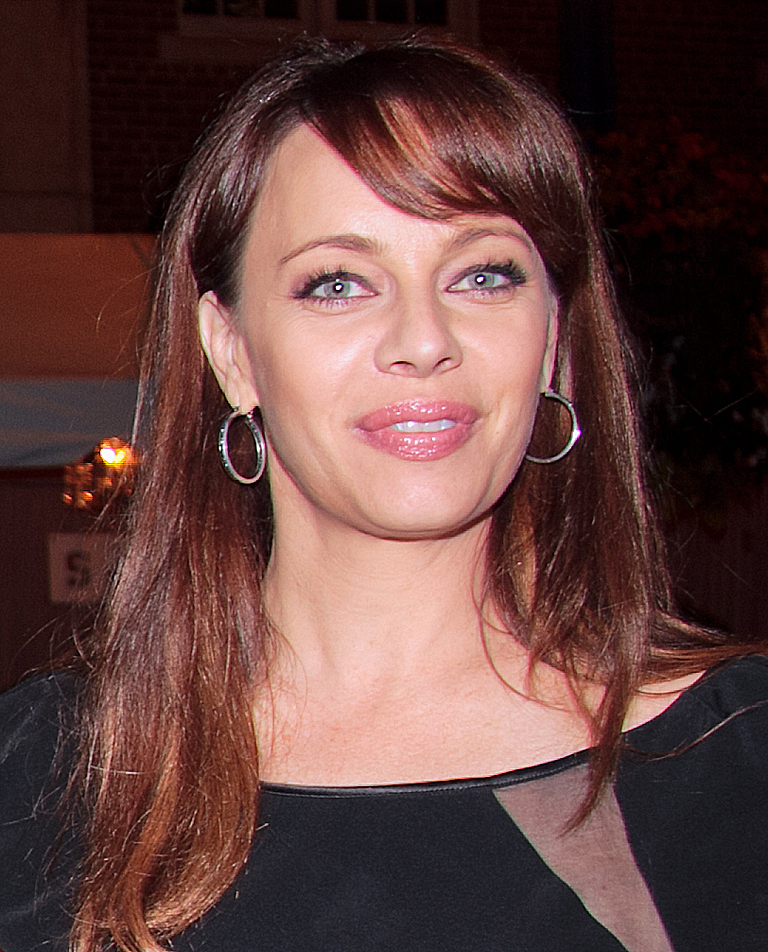
Melinda Clarke interpreta Grace Van Dahl
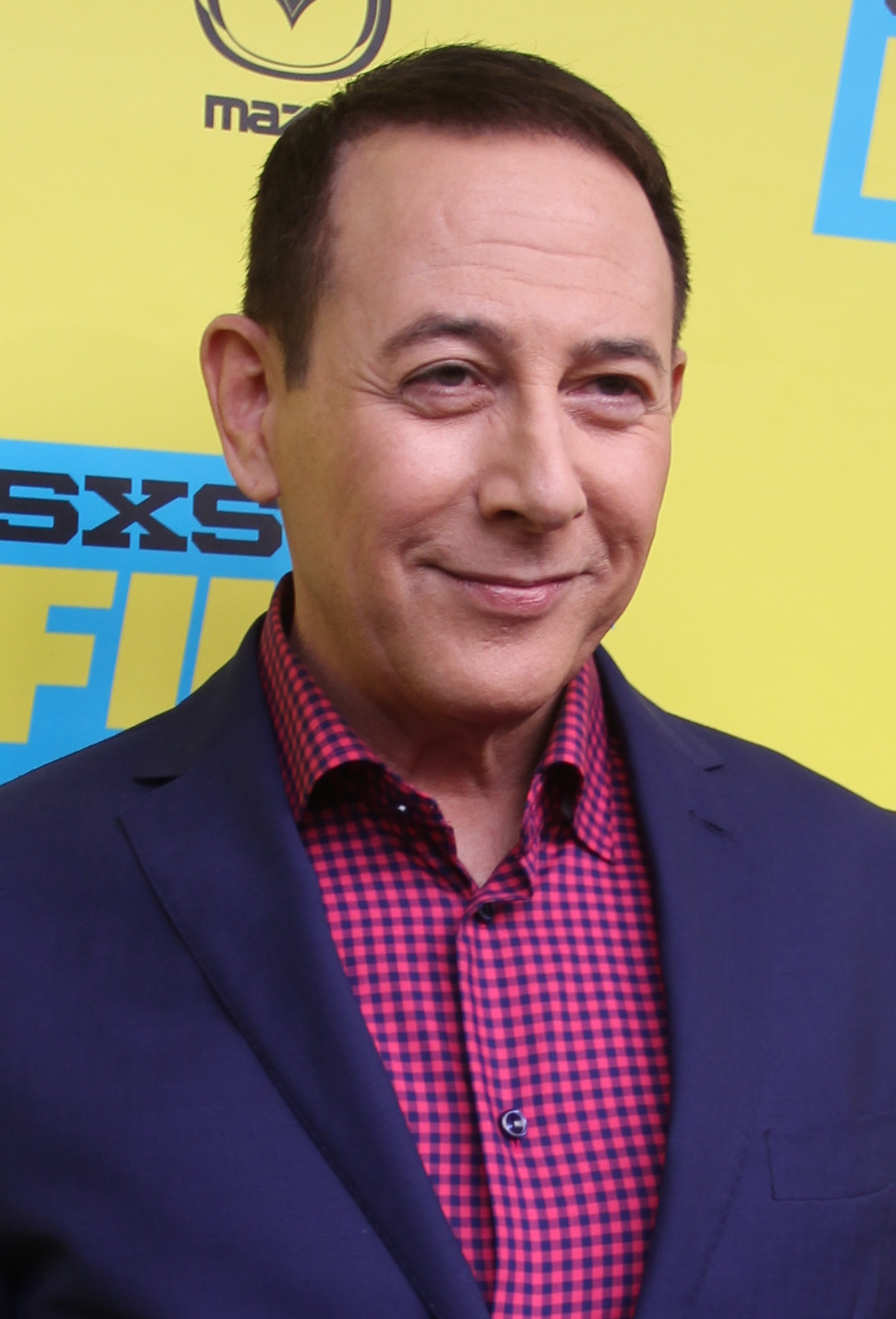
Paul Reubens interpreta Elijah Van Dahl

### Terza stagione
- Valerie Vale, interpretata da Jamie Chung, doppiato da Benedetta Ponticelli.
Giornalista del "Gotham Gazette", è una donna intraprendente e ambiziosa che non ha paura di dire la verità. Lei e Gordon finiranno a letto insieme. Viene ferita gravemente da Tetch, dopo essere stata rapita insieme a Leslie da lui per far scegliere a Gordon chi salvare. Lo lascia dopo aver capito che l'uomo, in realtà, ama ancora Leslie.
- Mario Falcone, interpretato da James Carpinello, doppiato da Enrico Chirico.
È il figlio di Carmine Falcone, quest'ultimo, su richiesta della moglie, allontanò Mario dal mondo del crimine per farlo diventare un uomo onesto. È un medico (sotto il nome di Mario Calvi per non avere legami col padre), primario all'ospedale di Gotham, Carmine è molto orgoglioso di lui. Mario e Leslie si metteranno insieme, ma verrà infettato da Jervis Tetch con il sangue di sua sorella Alice che lo renderà violento e paranoico. Preso dalla gelosia, cercherà di pugnalare Leslie ma Gordon lo fredderà con due colpi di pistola al petto.
- Kathryn, interpretata da Kit Flanagan (stagione 2) e da Leslie Hendrix (stagione 3), doppiata da Angiola Baggi.
Misterioso personaggio appartenente alla Corte dei gufi alla quale rispondono Hugo Strange e Ethel Peabody. È uno dei membri di spicco della Corte e coordina lei le operazioni della misteriosa impresa, il cui scopo è ripulire Gotham dal "male" usando per via aerea il virus del sangue di Alice Tetch. Viene arrestata e portata al GCPD ma, dopo l'intervento di Barnes, viene decapitata da quest'ultimo dopo avergli dato un ordine insultando i suoi metodi di fare giustizia.
- Talon, interpretato da Brandon Alan Smith.
Un maestro assassino al servizio della Corte dei Gufi; viene interpretato da più persone, ogni volta che uno ne viene ucciso. È estremamente potente, silenzioso e addestrato a resistere al dolore fisico.
- Maria Kyle, interpretata da Ivana Milicevic, doppiata da Claudia Catani.
La madre di Selina; lasciò la figlia in un orfanotrofio quando aveva solo cinque anni. Si ricongiunge con lei nonostante l'iniziale rabbia della ragazza per l'abbandono. Si scopre che si è ritrovata con Selina solo perché fidanzata con Bruce, in modo da potergli estorcere del denaro con la complicità di un uomo con cui ha una relazione, Cole.
- Frank Gordon, interpretato da James Remar, doppiato da Fabrizio Temperini.
Zio di James che arriva a Gotham 25 anni dopo la morte del fratello per aiutare il nipote. È collegato alla Corte dei Gufi ed è l'uomo misterioso apparso al buio con l'anello del padre quando Jim torna a fare il poliziotto. Dopo aver raccontato a Jim i suoi coinvolgimenti con la Corte, si suicida per permettergli di introdursi all'interno e fermare i loro piani.
- Shaman, interpretato da Raymond J. Barry, doppiato da Carlo Reali.
Servo di Ra's al Ghul e capo Corte dei Gufi, sebbene si assenti spesso da Gotham; è lui che addestra i Talon. Quando la Corte rapirà Bruce affideranno a Shaman il compito di addestrarlo per tirar fuori il suo potenziale, affinché possa manipolarlo con false promesse e far sì che soddisfi le aspettative della Corte dei Gufi allo scopo di distruggere la Gotham con il virus di Alice Tetch. Alfred gli spara uccidendolo.

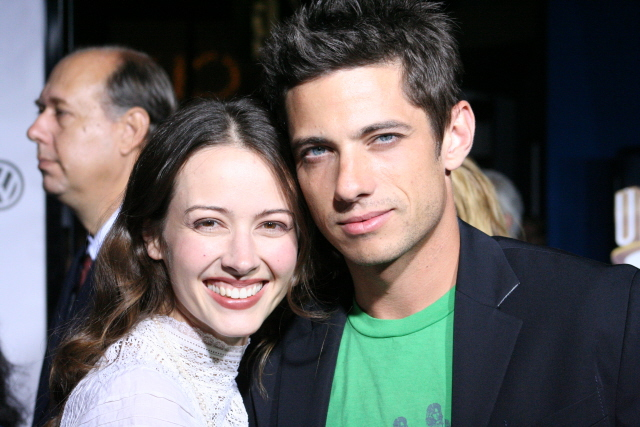
James Carpinello interpreta Mario Falcone
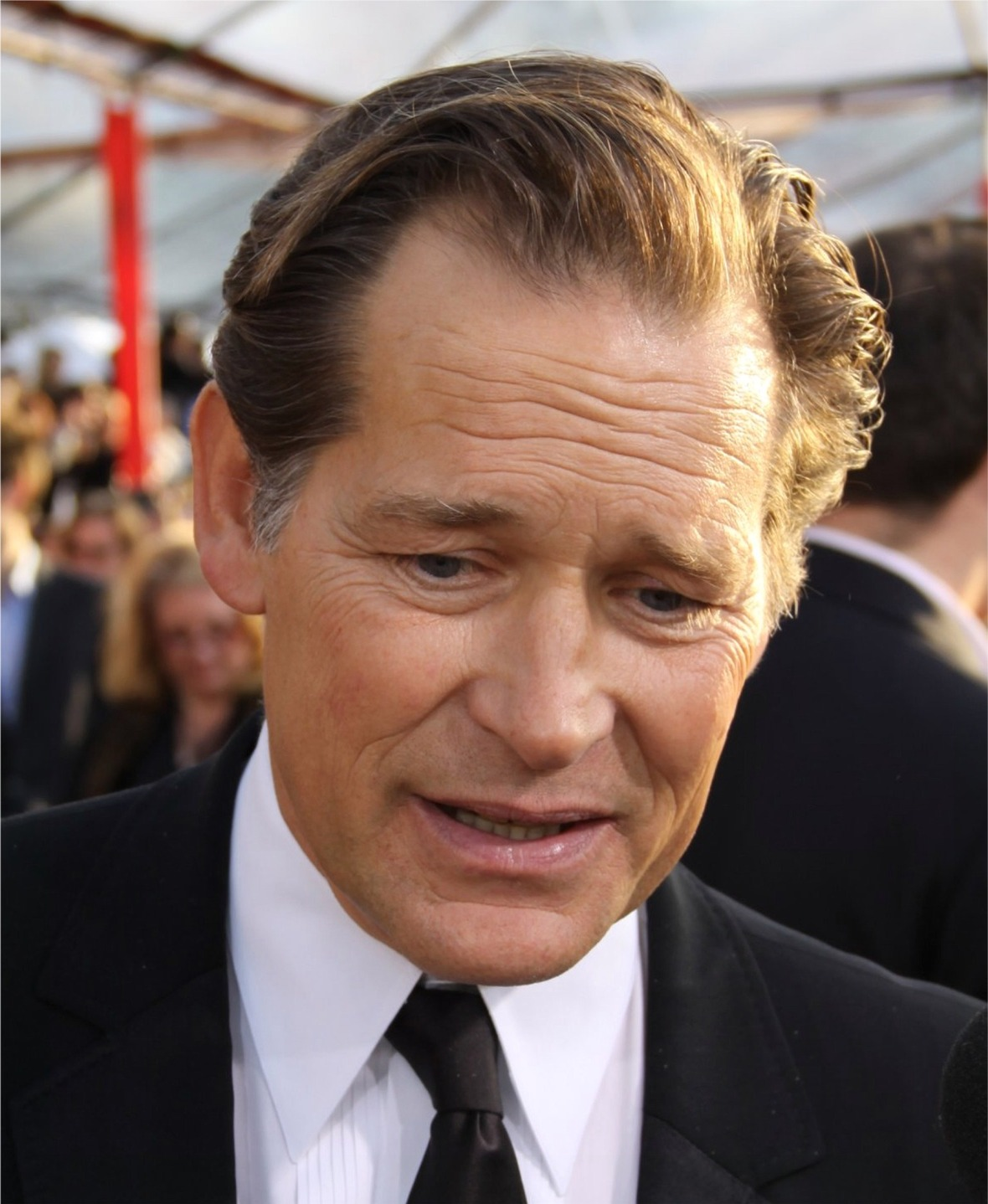
James Remar interpreta Frank Gordon
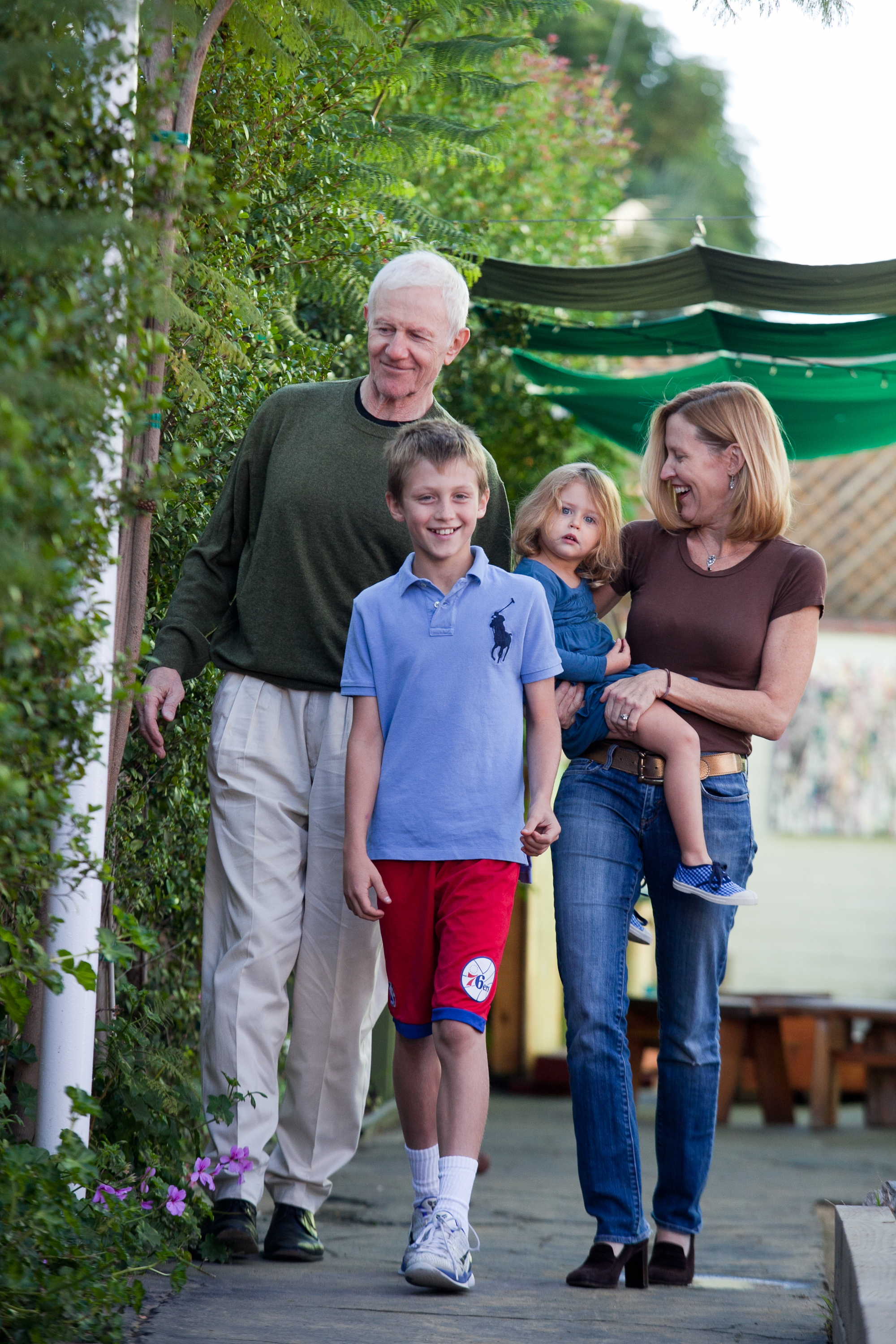
Raymond J. Barry interpreta Shaman

### Quarta stagione
- Vanessa Harper, interpretata da Kelcy Griffin, doppiata da Benedetta Degli Innocenti.
Detective del GCPD, uno dei pochi poliziotti onesti di Gotham, con la quale Gordon stringerà un buon rapporto di amicizia e rispetto.
- Arthur Penn, interpretato da Andrew Sellon, doppiato da Stefano Oppedisano.
Contabile personale di Oswald che gestisce i guadagni derivati dalla Pax Pinguina. In realtà lavora per Sofia, infatti è da anni che serve la famiglia Falcone, inoltre è stato lui a contattare Pyg per conto della donna. Quando Gotham diventa Terra di Nessuno resta accanto a Oswald, ma rimane apparentemente ucciso da una banda criminale, spirando tra le braccia di Oswald. In qualche modo, Penn riesce a sopravvivere e, dopo essersi risvegliato all'obitorio del GCPD, inizia a vagare per strada finché non si ferma davanti a un negozio di magia, nel quale vi trova un pupazzo di nome "Scarface" che Penn utilizza per proiettare una sua personalità più aggressiva e vendicativa. Dopo essersi diretti al rifugio dell'Enigmista, in cui si trova anche Pinguino, Scarface minaccia Oswald con una pistola, in modo da ottenere i suoi tesori e una via di fuga da Gotham. Grazie ad un attacco sonar da parte di Ed, Penn ingaggia uno scontro con Pinguino, il quale, invece di sparare ad Arthur, fa esplodere la testa di Scarface, liberando in questo modo Penn. Dopo aver ringraziato Oswald per averlo liberato, Ed uccide Penn sparandogli in testa.
- Cherry, interpretata da Marina Benedict, doppiata da Maura Cenciarelli.
Proprietaria di un locale di combattimenti clandestini nel sobborgo di Narrows. Si scopre che, in realtà, fa affari con Oswald per il possesso del territorio, infatti chiamerà Firefly per impedire che le Sirene portino via Edward, ma poi viene uccisa da Barbara.
- Martin, interpretato da Christopher Convery.
Un bambino muto che vive nell'orfanotrofio costruito da Sofia, comunica con gli altri tramite un block notes appeso al collo. Oswald lo prende in simpatia e finisce per affezionarsi a lui, dandogli consigli per vendicarsi dei bulli che lo maltrattano. Viene preso di mira da Sofia e dalle Sirene, che minacciano di ucciderlo se Oswald non si fosse arreso a loro. Cobblepot inscena la sua morte, poi, dopo un triste addio, lo fa condurre da Zsasz in un posto sicuro e lontano da Gotham. In seguito al tradimento di Zsasz, viene usato come minaccia da Sofia contro Oswald affinché non tenti di evadere da Arkham; Edward però lo salverà, conducendolo in un posto sicuro.
- Lazlo Valentin/Professor Pyg, interpretato da Michael Cerveris, doppiato da Renato Cecchetto.
È un sicario a pagamento e vigilante che massacra poliziotti corrotti e veste i loro cadaveri con teste di maiale. Il suo modus operandi del personaggio si estende successivamente e inizia a prendere di mira i ricchi, che secondo lui "si nutrono dei poveri di Gotham". Successivamente si apprende che Sofia Falcone lo ha assunto in una cospirazione per rivoltare la polizia corrotta contro Oswald Cobblepot e usurpare il suo impero criminale, solo per poi ucciderlo e mantenere segreta la cospirazione.
- Jeremiah Valeska, interpretato da Cameron Monaghan.
 Fratello gemello di Jerome, ha avuto e assecondato inclinazioni diverse dal fratello, diventando un prodigio della meccanica e progettando un labirinto ad Annesley Drive. Riesce grazie a Gordon a sfuggire alla furia omicida di Jerome e viene messo in custodia dalla GCPD. In seguito ad un attacco terroristico di Jerome, Jeremiah e Bruce Wayne vengono presi come ostaggi, ma alla fine vengono entrambi salvati da Gordon. Jeremiah, dopo essere tornato nel bunker, trova un pacchetto e dopo averlo aperto trova il pupazzo di un clown che gli spruzza una miscela speciale del gas esilarante creato da Crane. Dopo averlo inalato, sente la voce di Jerome che gli intima di concludere la sua opera e dopo aver ascoltato le parole di quest'ultimo diventa pazzo e la sua pelle diventa bianca mentre le sue labbra si colorano di rosso. Progetterà di distruggere Gotham e far impazzire Bruce, torturando Alfred e sparando a Selina. In seguito piazza numerose bombe per tutta la città e, collaborando con Ra's Al Ghul, fa saltare in aria i ponti, tagliando ogni connessione con la terraferma. Successivamente riesce a fuggire, mentre Bruce inizia a cercarlo per fargliela pagare per quello che ha fatto. Dopo che Gotham è stata dichiarata dal governo off-limits, Jeremiah, oltre ad essere stato aiutato da Ecco nel creare la Chiesa di Jeremiah Valeska, ha iniziato a fare da supervisore in un'operazione di scavo. Jeremiah, mentre osservava i suoi seguaci scavare una sorta di tunnel, viene avvicinato da Ecco, rivelatasi poi Selina, la quale lo pugnala svariate volte, lasciandolo a terra sanguinante. Nonostante la città pensi che sia morto, Jeremiah ha finto la sua morte e, ripresosi dalle sue ferite, parla con un medico che aveva ingaggiato per sistemare le facce di due persone, in modo da poterle utilizzare per una "riunione di famiglia". Dopo aver aspettato che Alfred uscisse dalla casa satellite di Bruce, Jeremiah riuscì a catturarlo. Attirando Bruce a villa Wayne, Jeremiah rivela al ragazzo che ha rapito un marito e una moglie, ha fatto loro il lavaggio del cervello grazie a Jervis Tetch e gli ha sottoposti a un'operazione di chirurgia plastica per assomigliare a Thomas e Martha Wayne, in modo da ricostruire la notte della loro morte. Inoltre, anche Alfred è stato ipnotizzato da Tetch. Dopo essere arrivati nel vicolo dove tutto ebbe inizio, Bruce scopre che Jeremiah ha già ucciso Thomas e Martha, scambiandoli con Gordon e Lee, i quali, prima di essere ipnotizzati, stavano indagando sul gas tossico che Jeremiah aveva intenzione di spargere su tutta Gotham. Con l'aiuto di Selina, Bruce riesce a sventare il piano di Jeremiah, riuscendo anche a liberare Gordon e Lee dalla trance. Bruce segue Jeremiah fino alla "Ace Chemicals", dove i due iniziano uno scontro che si conclude con la caduta del criminale in una delle vasche contenenti acido. Il suo corpo viene salvato e portato in ospedale, dove Bruce accenna a Selina che attualmente, Jeremiah è cerebralmente morto. Dopo aver passato 10 anni ad Arkham fingendosi un vegetale, evade in coincidenza col ritorno a Gotham di Bruce Wayne. Fallito il piano di far esplodere il nuovo palazzo della Wayne, rapisce la figlia di Gordon, Barbara, e la conduce alla Ace Chemicals. Qui viene fermato da Bruce, sotto il costume di Batman.
- Ecco, interpretata da Francesca Root-Dodson, doppiata da Francesca Manicone. 
 Ecco è l'assistente e guardia del corpo di Jeremiah Valeska da anni e gli è talmente fedele che sacrificherebbe la sua vita pur di salvarlo. Infatti, anche dopo la trasformazione di Jeremiah, Ecco ha continuato a prestargli servizio per aiutarlo a distruggere Gotham. Dopo che Gotham è stata dichiarata dal governo off limits, Ecco si intrufola alla centrale di polizia dove, dopo aver osservato la mappa della città, la scarabocchia con lo stemma di una faccia sorridente. Inoltre, aiuta Jeremiah a creare la Chiesa di Jeremiah Valeska, usata per reclutare seguaci. Come prova per giurare eterna fedeltà a Jeremiah, Ecco gioca alla roulette russa e, nonostante ne venga fuori incolume, gli rimane incastrato un proiettile tra il collo e la testa, iniziando così a dare segni di follia, dipingendosi addirittura la faccia da clown. Dieci anni dopo che Bane e Nyssa al Ghul vengono sconfitti, Ecco si fa assumere come infermiera presso l'Arkham Asylum. Quando Gordon viene a conoscenza che Jeremiah Valeska ha incastrato Harvey Bullock per l'omicidio di un poliziotto, Ecco entra nella cella di Jeremiah, dove uccide un poliziotto e un detenuto che lo stavano infastidendo, e lo avverte sul fatto che Jim ha capito che non è cerebralmente morto. I due quindi si dirigono al The Sirens dove tendono una trappola a Barbara Kean, la cui figlia però distrae Jeremiah dando così tempo a Barbara di dare una pugnalata a Ecco. Dopo che Barbara viene messa KO, Jeremiah, per alleviare il suo dolore, uccide Ecco, affermando che il mare è pieno di pesci.
- Lelia, interpretata da Shiva Kalaiselvan.
È una guerriera appartenente alla lega di Ra's al Ghul, e diventerà una fedele seguace di Barbara quando quest'ultima prenderà il comando della lega, entusiasta all'idea che a guidarla sia una figura femminile.

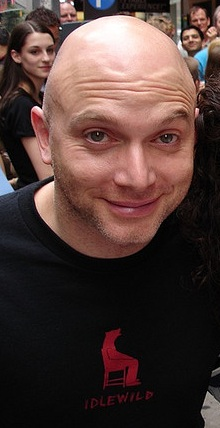
Michael Cerveris interpreta Professor Pyg
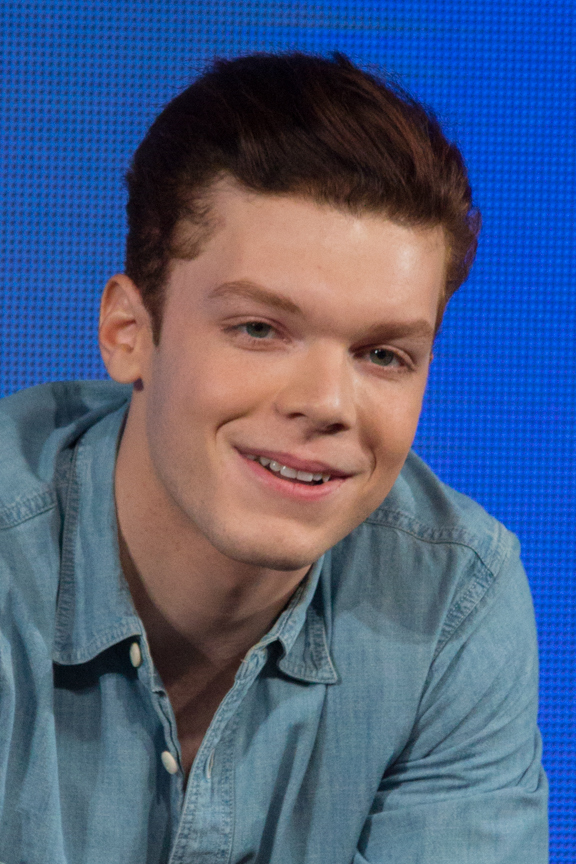
Cameron Monaghan interpreta Jeremiah Valeska
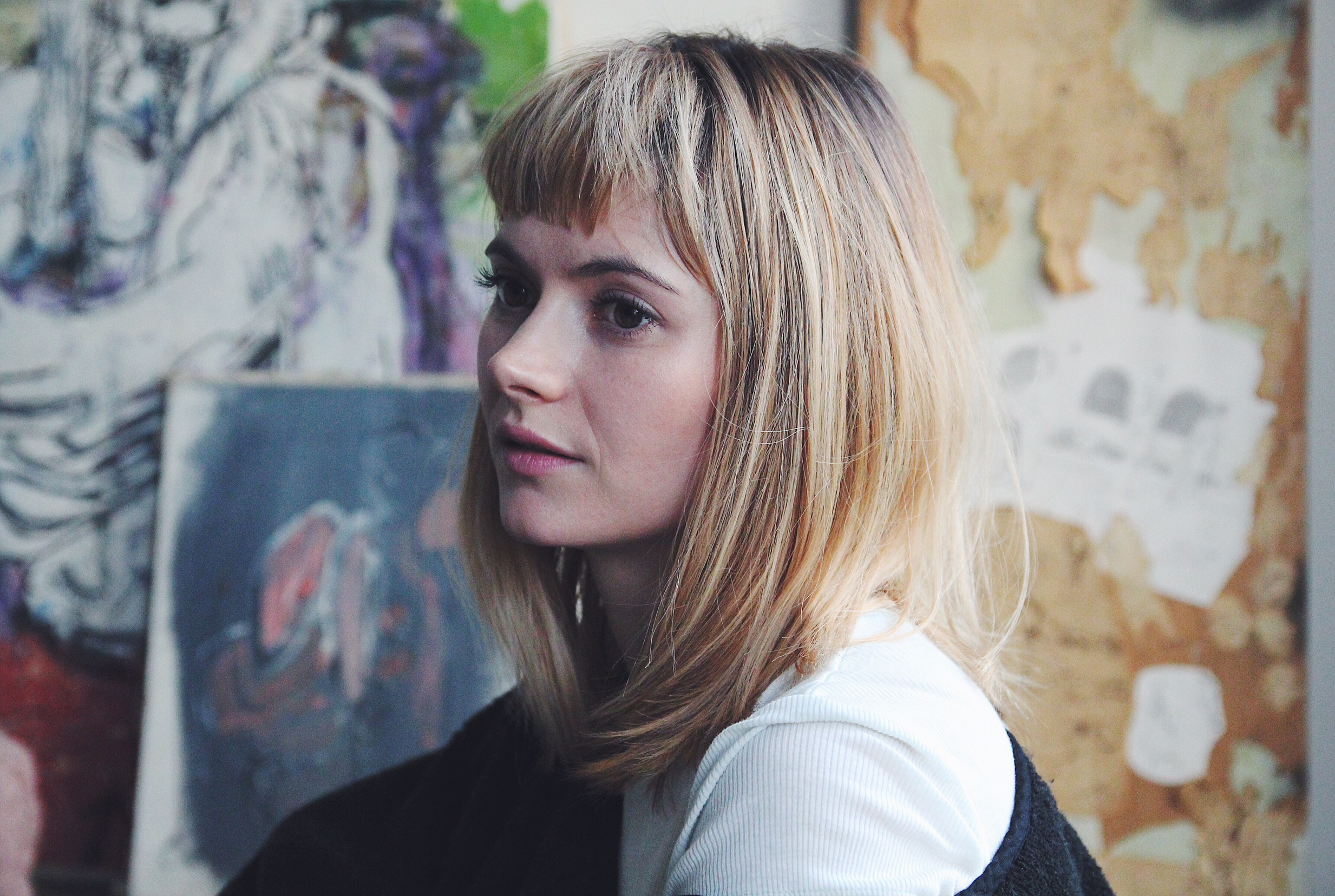
Francesca Root-Dodson interpreta Ecco

### Quinta stagione
- Eduardo Dorrance/Bane interpretato da Shane West, doppiato da Fabio Boccanera.
 Ex amico di guerra di James Gordon che torna con un gruppo di soldati d'élite chiamato "Delta Force" per aiutare Gotham a riprendersi dal suo stato di Terra di Nessuno. In passato Eduardo e i suoi compagni vennero fatti prigionieri di guerra e furono imprigionati a Peña Duro, finché Eduardo, essendo l'unico sopravvissuto, venne salvato da Theresa Walker, il cui vero nome in realtà è Nyssa al Ghul. Per sdebitarsi, Eduardo entrò in combutta con la Walker nei suoi piani, desiderosa di vendicare la morte del padre Ra's al Ghul ucciso da Bruce e Barbara. Dopo aver preso controllo del GCPD, Eduardo va in cerca di Gordon, il quale, avendo recuperato il chip dalla testa di Ed, contenente prove incriminati sulle attività della Walker, decide di fare uno scambio con Dorrance che nel frattempo è riuscito a catturare Lee e la sta tenendo come ostaggio. In seguito, i due hanno uno scontro fisico che si conclude con Gordon che riesce ad impalare Eduardo contro un'asta d'acciaio, lasciandolo così in fin di vita. Dorrance viene trovato da Theresa, giunta a Gotham dopo l'arrivo dei file incriminati sulla terraferma, e promette a Eduardo che Strange lo avrebbe guarito, dandogli nel frattempo una maschera di sostentamento. Dopo essersi fatto iniettare da Strange il siero Venom, Eduardo diventa "Bane". Dopo aver scoperto che oltre a Bruce, anche Barbara uccise suo padre, Nyssa manda Dorrance a cercarla per portarla da lei. Dopo aver fatto irruzione all'ospedale, Eduardo insegue Leslie e Barbara fino al parcheggio nel quale quest'ultima partorisce una bambina. Mentre si preparava ad attaccarle, Dorrance viene investito da Alfred e Selina i quali, dopo aver ingaggiato uno scontro, vengono entrambi sconfitti. Dorrance e i suoi soldati sono pronti a distruggere Gotham ma Gordon, insieme ai suoi amici e ai cittadini di Gotham che marciano contro i militari anche a costo della vita, li mettono nella posizione di arrendersi, infatti i soldati di Dorrance si rivoltano contro di lui costringendolo alla resa.
- Nyssa al Ghul/Theresa Walker interpretata da Jaime Murray.
 In passato Theresa Walker è riuscita a salvare Eduardo Dorrance e i suoi compagni da Peña Duro, i quali, come gesto di riconoscenza verso di lei, entrarono in combutta nei suoi piani. Walker ha mandato la Delta Force a Gotham per reclamarla dai criminali. Inoltre, durante la rianimazione di Edward Nygma, ha manipolato Hugo Strange, facendo mettere un microchip di controllo nel cervello di Ed, costringendolo ad uccidere innocenti. Dopo che i file incriminanti riguardanti le attività di Walker arrivano sulla terraferma, Theresa decide di recarsi a Gotham dove qui vi trova un Eduardo in fin di vita, al quale però promette che Strange lo aiuterà, donandogli temporaneamente una maschera di sostentamento. Dopo averlo aiutato, Theresa attiva il chip di controllo che aveva piantato a Lee, ordinandole così di uccidere Gordon. Successivamente si scopre che è la figlia di Ra's al Ghul, venuta in città per vendicare la morte del padre per mano di Barbara e Bruce: progetta quindi di distruggere Gotham e rapire la neonata figlia di Barbara per farla crescere come sua erede. Sconfitta da Gordon e Barbara, la donna resta gravemente ferita ed è costretta a fuggire mediante il sottomarino di Oswald facendo perdere le sue tracce.
- Will Thomas, interpretato da Hunter Jones.
 Un bambino rimasto orfano dopo l'esplosione dei ponti, è tra i ragazzini sfruttati da Sykes. Riesce a fuggire e giungere al GCPD, dove ottiene aiuto per i suoi amici da parte della polizia. Diventa amico di Gordon, aiutando lui e Oswald a scappare dopo il loro imprigionamento da parte di alcune bande criminali; resta probabilmente ucciso nella distruzione dell'Haven, poiché viene ritrovato solo il distintivo datogli da Gordon poco prima.

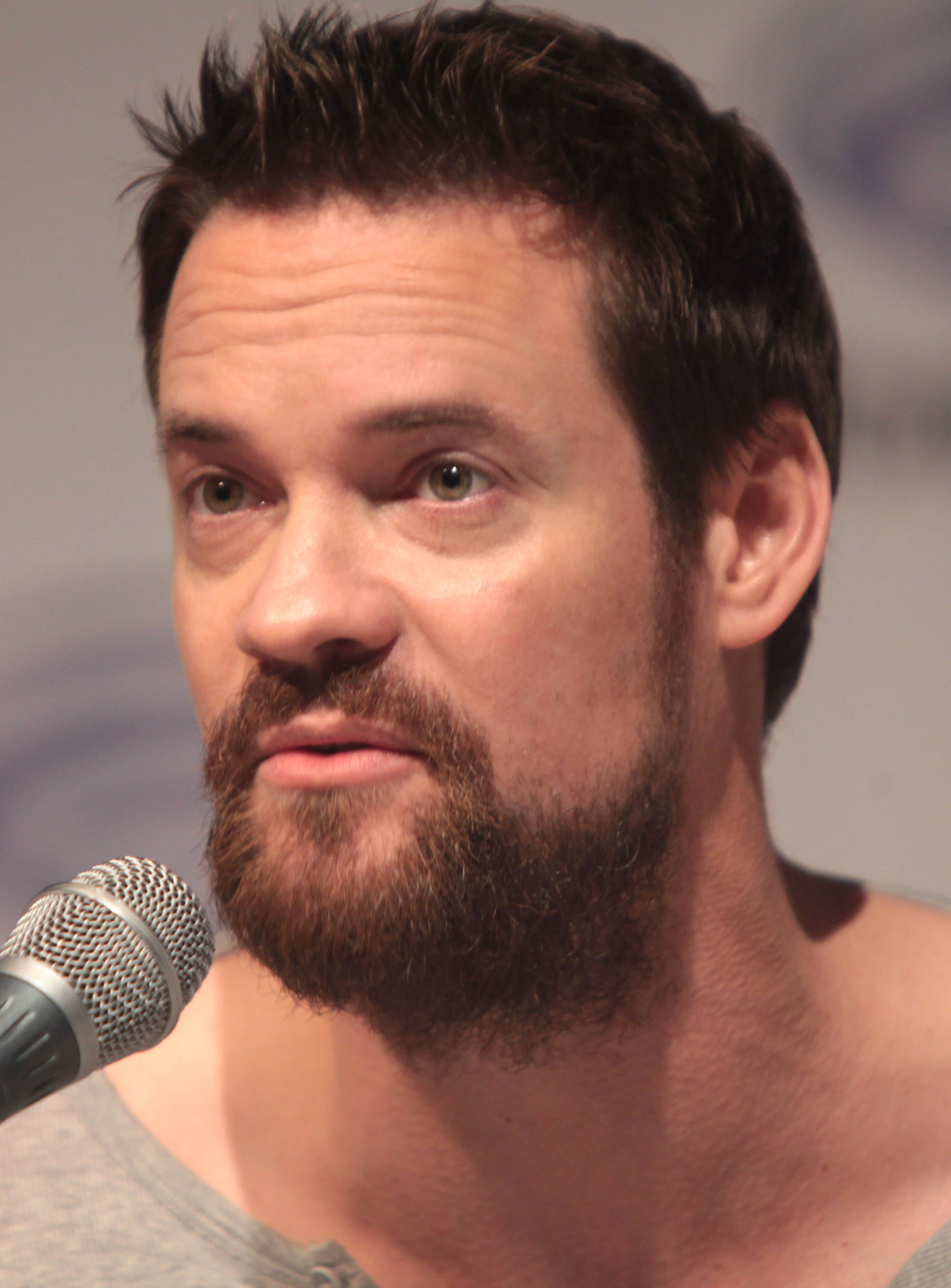
Shane West interpreta Eduardo Dorrance/Bane
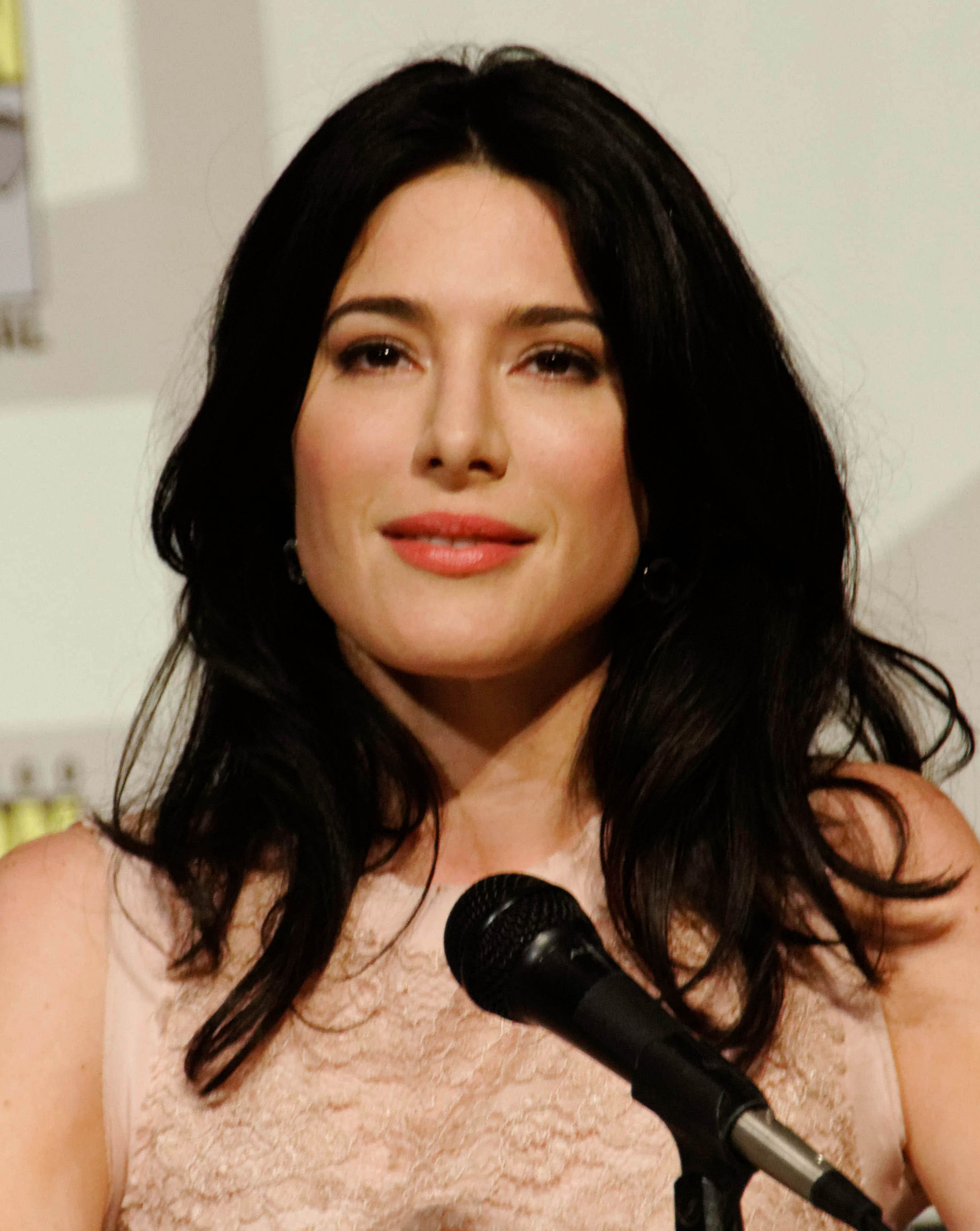
Jaime Murray interpreta Nyssa al Ghul/Theresa Walker

## Minori

### Prima stagione
- Thomas Wayne, interpretato da Grayson McCouch e doppiato Sergio Lucchetti.
È l'amministratore delegato della Wayne Enterprises, marito di Martha Wayne e padre di Bruce. Lui e la moglie vengono uccisi da un rapinatore all'inizio della serie, di fronte agli occhi del figlio il quale resterà traumatizzato.
- Martha Wayne interpretata da Brette Taylor e doppiata da Barbara De Bortoli.
Moglie di Thomas Wayne e madre di Bruce. La sua morte e quella del marito per mano di un rapinatore, di fronte agli occhi del figlio, darà inizio alle vicende della serie.
- Patrick "Matches" Malone interpretato da Danny Schoch (stagione 1) e da Michael Bowen (stagione 2), doppiato da Angelo Nicotra.
È un sicario dal carattere filosofico e uno degli assassini più letali di Gotham City; si tratta dell'uomo mascherato dalle scarpe lucide che, all'inizio della serie, ha ucciso Thomas e Martha Wayne di fronte agli occhi del figlio Bruce. Il suo nome viene rivelato da Silver poiché minacciata da un sicario assoldato da Bruce e Selina; il ragazzo, così, va alla sua ricerca per ucciderlo e vendicare i genitori. Quando Bruce lo affronta, Malone rivela di ricordarsi a malapena se ha ucciso di Wayne e accetta di morire perché stanco di fare cose cattive. Quando Bruce decide di risparmiarlo, però, l'uomo si suicida con la pistola del ragazzo. In seguito si scopre che Malone era stato assoldato da Strange per conto della Corte dei Gufi.
- Patti interpretata da Lili Taylor.
Tirapiedi del Fabbricante di Bambole che si occupa insieme a Doug di traffico di bambini di strada da mandare sull'isola del dottore. Il piano fallisce ad opera della polizia di Gotham.
- Doug interpretato da Frank Whaley.
Tirapiedi del Fabbricante di Bambole che si occupa insieme a Patti di traffico di bambini da mandare sull'isola del dottore. Il piano fallisce ad opera della polizia di Gotham.
- Mackey interpretato da Kyle Massey.
Un ragazzo di strada che conosce Selina. È l'informatore di Gordon e Bullock circa il traffico di bambini di strada per mano di Patti e Doug, ai quali lui stesso è scampato. Successivamente, Bullock e Alfred interrogheranno lui per sapere dove si trovano Selina e Bruce, in seguito alla loro fuga da Villa Wayne.
- Davis Lamond/Uomo dei palloncini interpretato da Dan Bakkedahl.
Agente del carcere minorile di Gotham, lavora sotto copertura come vigilante per vendicare la città contro i potenti attaccandoli a dei grossi palloni d'aria per poi ucciderli una volta usciti dall'atmosfera. Tra i suoi obiettivi vi sono un ricco uomo d'affari, un tenente di polizia e un cardinale. Verrà sconfitto da Gordon e Bullock.
- Richard Gladweel interpretato da Hakeem Kae-Kazim.
Un killer ingaggiato da Maroni e Falcone, utilizzato da entrambi durante la guerra per gli appalti di Arkham. È responsabile dell'assassinio dei consiglieri Ron Jenkins e Zeller ma, prima di poter uccidere il sindaco James per conto di Maroni, viene freddato da Gordon e Bullock.
- Lou interpretato da James Georgiades.
Proprietario del ristorante Bamonte covo della gang di Maroni, dove Oswald inizia a lavorare sotto falso nome, una volta tornato in città. Viene ucciso da alcuni rapinatori in realtà assolti da Cobblepot.
- Molly Mathis interpretata da Sharon Washington.
Lavoratrice alla Wayne Enterprises a conoscenza degli affari illegali all'interno dell'azienda, in particolare quello con l'azienda farmaceutica WellZyn.
- Stan Potolsky interpretato da Daniel London.
Biochimico della WellZyn che ha creato il prototipo di una droga sperimentale denominata Viper, che distribuisce per le strade, provocando la follia e morte di molte persone. Durante lo scontro con Gordon e Bullock al magazzino 39 si suicida gettandosi dal tetto.
- Dix interpretato da Dan Hedaya.
Ex-partner di Bullock. Lavorò con quest'ultimo sul caso dello Spirito del Capro, ma venne ferito gravemente e paralizzato. Durante gli eventi di Terra di Nessuno viene preso di mira da Jane Doe in quanto è tra i poliziotti responsabili dell'arresto di sua madre; viene preso in custodia al GCPD, ma Jane lo uccide strangolandolo dopo aver assunto l'aspetto di Bullock.
- Dr. Marks interpretata da Susan Misner.
Una ipnoterapista che cura pazienti per fargli commettere crimini sotto il nome de "Lo Spirito del Capro" che aveva come vittime i rampolli dei ricchi di Gotham. Viene sparata ad una gamba da Bullock e arrestata.
- Raymond Earl/Lo spirito del Capro interpretato da Christopher James Baker.
Uno dei pazienti della dottoressa Marks che diventa un serial killer chiamato "Lo spirito del Capro" che uccide i figli delle famiglie ricche di Gotham.
- Richard Sionis/La Maschera interpretato da Todd Stashwick.
Il corrotto dirigente della Sionis Investimenti che agisce come vigilante in un misterioso fight club. Viene trasferito ad Arkham e liberato da Galavan. Tuttavia si rifiuterà di unirsi a lui e verrà ucciso da Tabitha.
- Tommy Elliot interpretato da Cole Vallis (stagione 1) e Gordon Winarick (stagione 4).
Compagno di scuola di Bruce, lo bullizza parlando male di sua madre. In seguito Bruce, incitato da Alfred, lo affronta e picchia di fronte casa sua. Nella quarta stagione, quando Bruce inizia a comportarsi in modo sbandato, stringe amicizia con lui.
- Ian Hargrove interpretato da Leslie Odom Jr.
Un folle bombaker inizialmente incarcerato al Penitenziario di Blackgate. Mentre veniva trasferito in un ospedale psichiatrico, il furgone in cui veniva trasportato viene dirottato da Kasyanov e la mafia russa che lo utilizzano per fare bombe sotto la minaccia di far del male a suo fratello.
- Gregor Kasyanov interpretato da Steve Cirbus.
Un membro della mafia russa, successore di Nikolai. Rapisce Ian Hargrove per fargli costruire delle bombe da usare contro Falcone, ma morirà nell'esplosione del suo furgone innescata da Butch.
- Larissa Diaz interpretata da Lesley-Ann Brandt.
Un'assassina assolta da persone ancora sconosciute (probabilmente la Corte dei Gufi), ingaggiata per uccidere Selina, in quanto apparente testimone dell'omicidio dei Wayne.
- Jimmy Saviano interpretato da John Enos III.
Capitano della gang di Falcone e amico d'infanzia di Butch. Viene ucciso dallo stesso poiché non accettò di lavorare per Fish.
- Gerry Lang interpretato da Isiah Whitlock Jr..
Il rigoroso direttore dell'Arkham Asylum, alla sua riapertura. Supervisiona Gordon quando Aubrey James lo assegna come guardiano dell'ospedale. Viene ucciso da Aaron Danzing e Jack Buchinsky quando intralcia il loro piano di fuga.
- Jack Buchinsky/Elettroesecutore, interpretato da Christopher Heyerdahl, doppiato da Luciano Roffi.
Ex ladro mafioso, rapinò una banca con dei complici, tra cui Sal Maroni; venne catturato e arrestato, mentre i complici sparirono. Dopo essere evaso da' inizio ai suoi progetti di vendetta nei confronti del boss mafioso, venendo però fermato e arrestato da Gordon durante un assalto al GCPD.
- Aaron Danzig interpretato da Kevin McCormick.
Un detenuto dell'Arkham Asylum; L'Elettroesecutore ci compie degli esperimenti con l'elettroshock apparentemente riducendolo a uno stato vegetativo, mentre in realtà diventa un burattino nelle mani di Buchinsky. Quest'ultimo lo usa da allora per evadere da Arkham e fargli da scagnozzo. Gordon riesce a fermarlo e arrestarlo.
- Gerald Crane, interpretato da Julian Sands e doppiato da Fabrizio Temperini.
Un tempo era uno stimato professore, ma quando sua moglie morì in un incendio nella loro casa, lui divenne vittima del senso di colpa per non averla salvata. Ossessionato dall'idea di sconfiggere la paura, inizia a compiere una serie di delitti, uccidendo diverse persone con le loro peggiori paure, per poi estrarre le loro ghiandole surrenali per creare un siero. Dopo averlo iniettato a sé stesso e suo figlio Jonathan, viene ucciso in uno scontro con Gordon e Bullock.
- Scottie Mullen interpretata da Maria Thayer e doppiata da Laura Lenghi (st.1) e Francesca Fiorentini (st.2).
È la fidanzata di Bullock, lui la conobbe quando lavorò insieme a Gordon al caso del professor Gerald Crane, che voleva ucciderla facendola annegare in una piscina, sua peggiore paura, venendo però salvata da Bullock e Gordon. Nella seconda stagione inizierà un rapporto con Bullock, ma i due si lasciano quando lui torna nella polizia, poiché Scottie non lo approvava.
- Arnold John Flass interpretato da Dash Mihok, doppiato da Pasquale Anselmo.
Detective a capo della squadra antidroga, è un poliziotto corrotto che ruba la droga dai depositi degli spacciatori per poi rivenderla. Gordon lo arresta dopo che Flass uccide un testimone che poteva identificare Flass come l'assassino di uno spacciatore.
- Signori Kean interpretati da Richard Poe e Caroline Lagerfelt.
I freddi genitori di Barbara uccisi dalla figlia dopo che l'Orco la convince ad abbracciare il suo lato oscuro.
- Dr. Guerra interpretato da Philip Hernandez.
Medico legale della polizia di Gotham, pare essere corrotto. Edward ruba diversi pezzi di corpi morti nascondendoglieli nell'armadietto, facendolo così sospendere dall'incarico, che passa a Leslie Thompkins.
- John Grayson interpretato da Robert Gorrie.
Membro dei Flying Grason del circo Haly che inizia ad uscire con Mary Lloyd dopo aver chiuso una diatriba tra le loro due famiglie.
- Mary Lloyd interpretata da Abbi Snee.
Membro del circo Haly e rivale di John Grayson. I due inizieranno ad uscire insieme dopo che il conflitto tra le loro famiglie si è chiuso.
- Gus Floyd interpretato da Michael Goldsmith.
Uno dei membri della prima banda del Cappuccio Rosso. Al contrario dei compagni ha metodi teatrali, ed è il primo a indossare il cappuccio rosso. Dopo un colpo a una banca nel quale evita alcuni proiettili sparati da una guardia a una distanza ravvicinata, convince gli altri membri della squadra che il cappuccio rosso protegge dai pericoli, e chi lo indossa dovrebbe essere il capo della banda. Viene ucciso da Clyde Destro, per usurpargli il posto.
- Clyde Destro interpretato da Jonny Coyne.
Uno dei membri della prima banda del Cappuccio Rosso. Era un fornaio, che si unì al gruppo dopo che gli furono negati diversi prestiti da delle banche. Diventa il leader della banda dopo aver ucciso Gus Floyd, che possedeva il cappuccio rosso simbolo della banda stessa. Il copricapo gli viene rubato a sua volta da Trope, che gli spara al torace, poco prima dell'arrivo di Gordon e Bullock.
- Trope interpretato da Peter Brensinger.
Il terzo membro della prima banda del Cappuccio Rosso che ne diventa il leader. Per ottenere il ruolo ruba il cappuccio rosso a Clyde Destro, ferendolo gravemente. Durante il colpo alla banca da lui guidato, viene ucciso dalla polizia con i rimanenti membri della banda.
- Regan interpretato da Kevin T. Collins.
Membro della prima banda del Cappuccio Rosso. Ucciso durante uno scontro a fuoco con la polizia.
- Haskins interpretato da Peter Albrink.
Membro della prima banda del Cappuccio Rosso. Ucciso durante uno scontro a fuoco con la polizia.
- Dr. Francis Dulmacher interpretato da Colm Feore e doppiato da Antonio Sanna.
È a capo di un'organizzazione criminale che rapisce le persone, con l'intento di prelevare via i loro organi e le parti del loro corpo, per poi rivenderle a dei ricchi clienti. La sua clinica, che funge anche da prigione per le persone catturate, si trova in un'isola. Tra le persone da lui catturate si conta Fish Mooney che, dopo averlo ferito, riesce a sfuggirgli con diversi prigionieri.
- Thomas Schmidt interpretato da Elliot Villar.
Una guardia che lavora per il Fabbricante di Bambole. Viene tenuto in ostaggio dai suoi prigionieri.
- Miriam Loeb interpretata da Nicholle Potts.
La figlia del commissario Loeb, affetta da gravi turbe psichiche. Uccise sua madre, e Loeb fece passare la morte della donna per un incidente, nascondendo la ragazza in una casa sorvegliata dagli anziani Jude e Marge. Gordon e Bullock, con l'aiuto di Oswald, scoprono la cosa, e la usano per ricattare Loeb per arrestare Arnold Flass.
- Capoufficio interpretato da Jeffrey Combs.
Misterioso funzionario senza nome che lavora per il Fabbricante. Dopo il suo fallimento con Fish Mooney viene tagliato a pezzi e rimontato da Dulmacher con pezzi di corpi femminili.
- Sid Bunderslaw interpretato da Michael Potts.
Dirigente della Wayne Enterprises che cospira contro l'azienda insieme a Molly Mathis e Reggie Payne. Theo e Tabitha gli cavano un occhio per permettere ai fratelli Pike di accedere agli edifici a cui appiccare gli incendi.
- Jacob Skolimski interpretato da Daniel Davis.
Un maggiordomo di Costance van Groot, padre di Jason Lennon. Cerca di suicidarsi dopo che il figlio uccide Costance, ma viene fermato da Gordon e Bollock. Interrogato, racconta loro del passato di Jason.

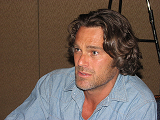
Grayson McCouch interpreta Thomas Wayne
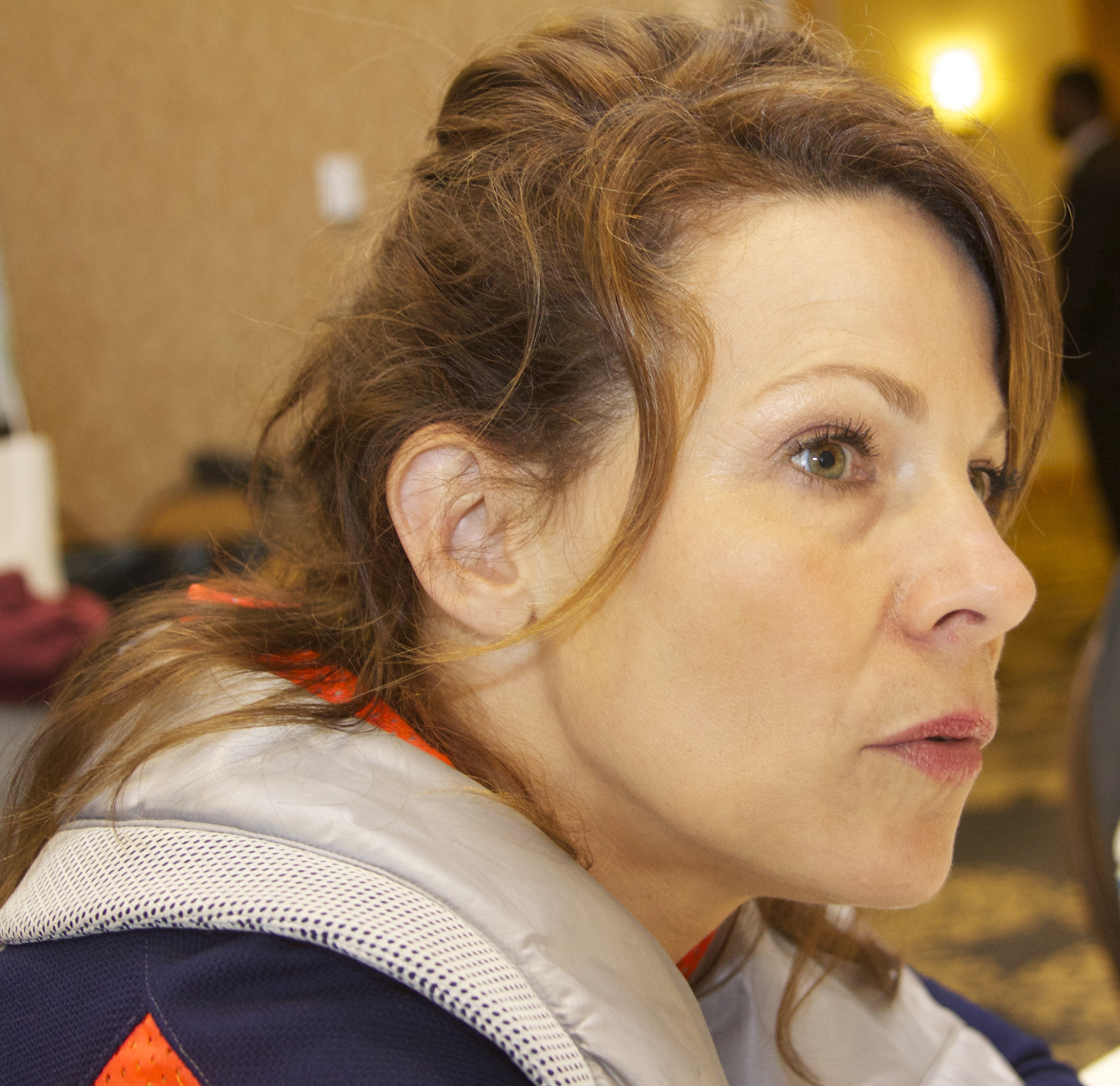
Lili Taylor interpreta Patti
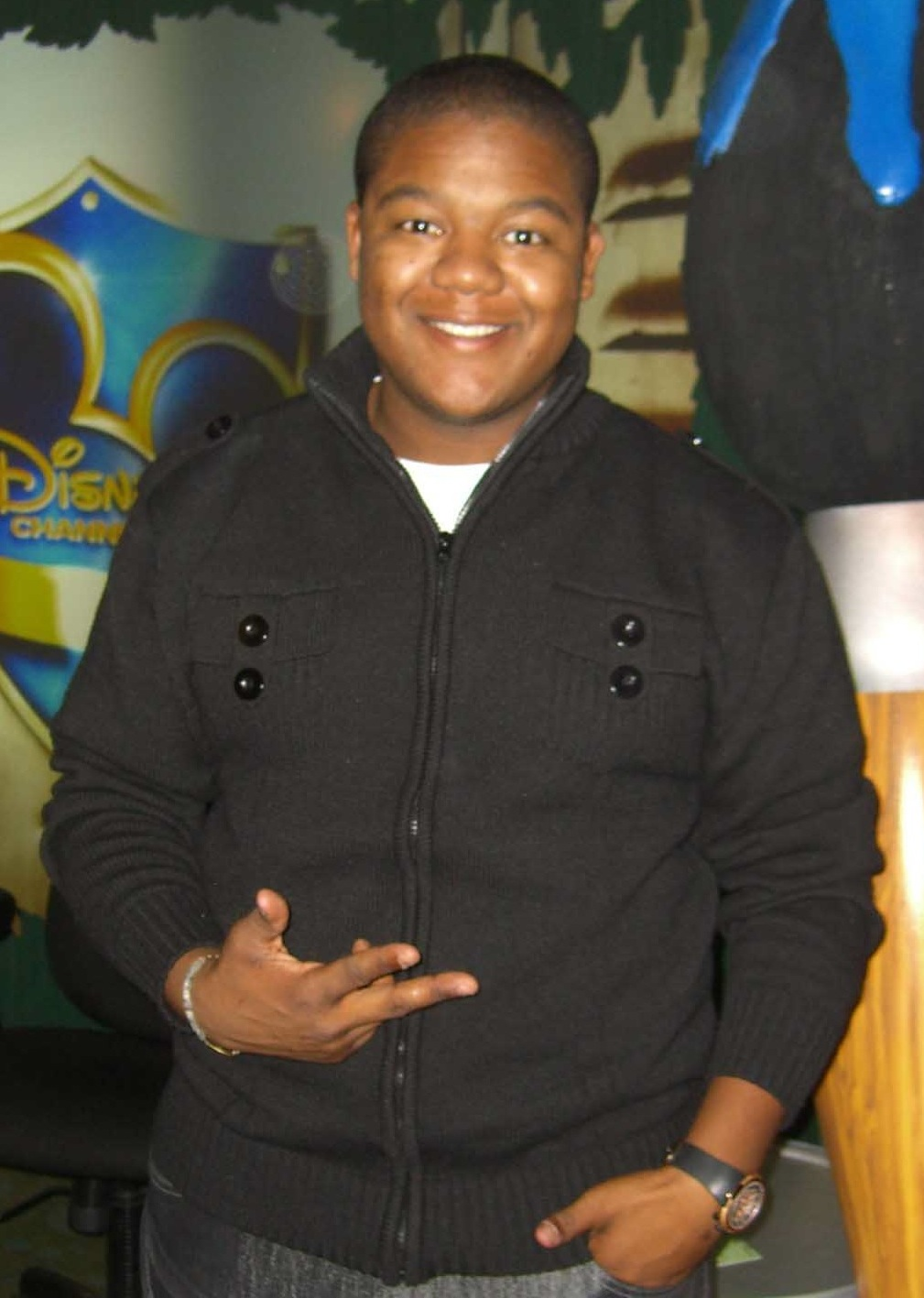
Kyle Massey interpreta Mackey
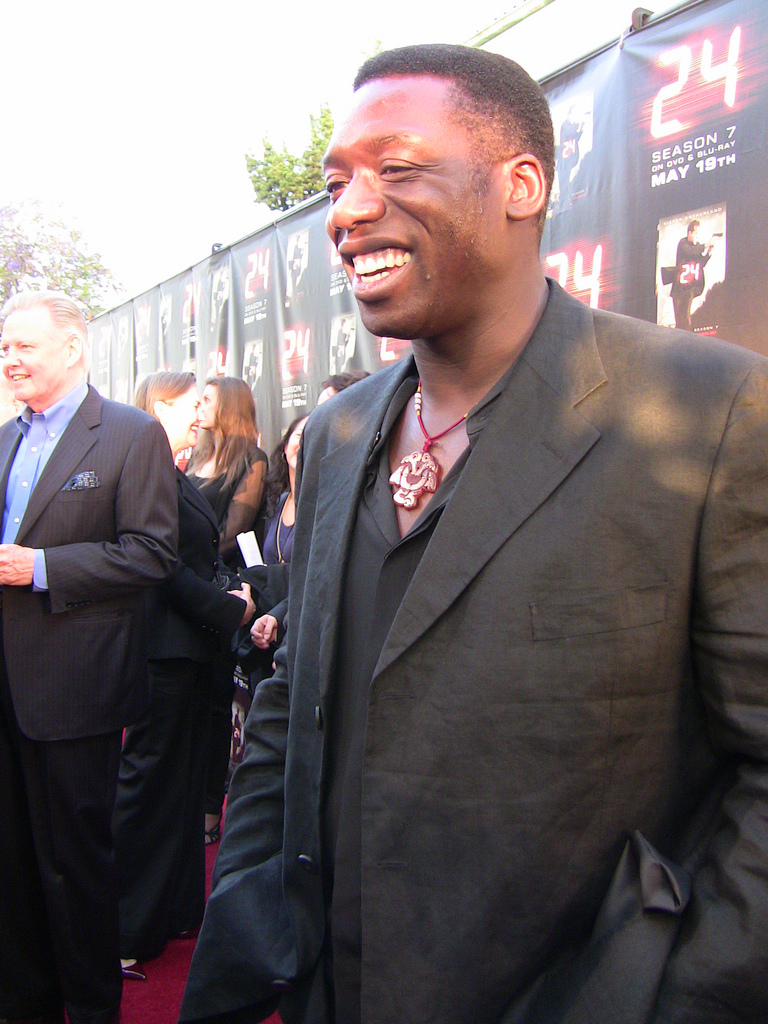
Hakeem Kae-Kazim interpreta Richard Gladweel
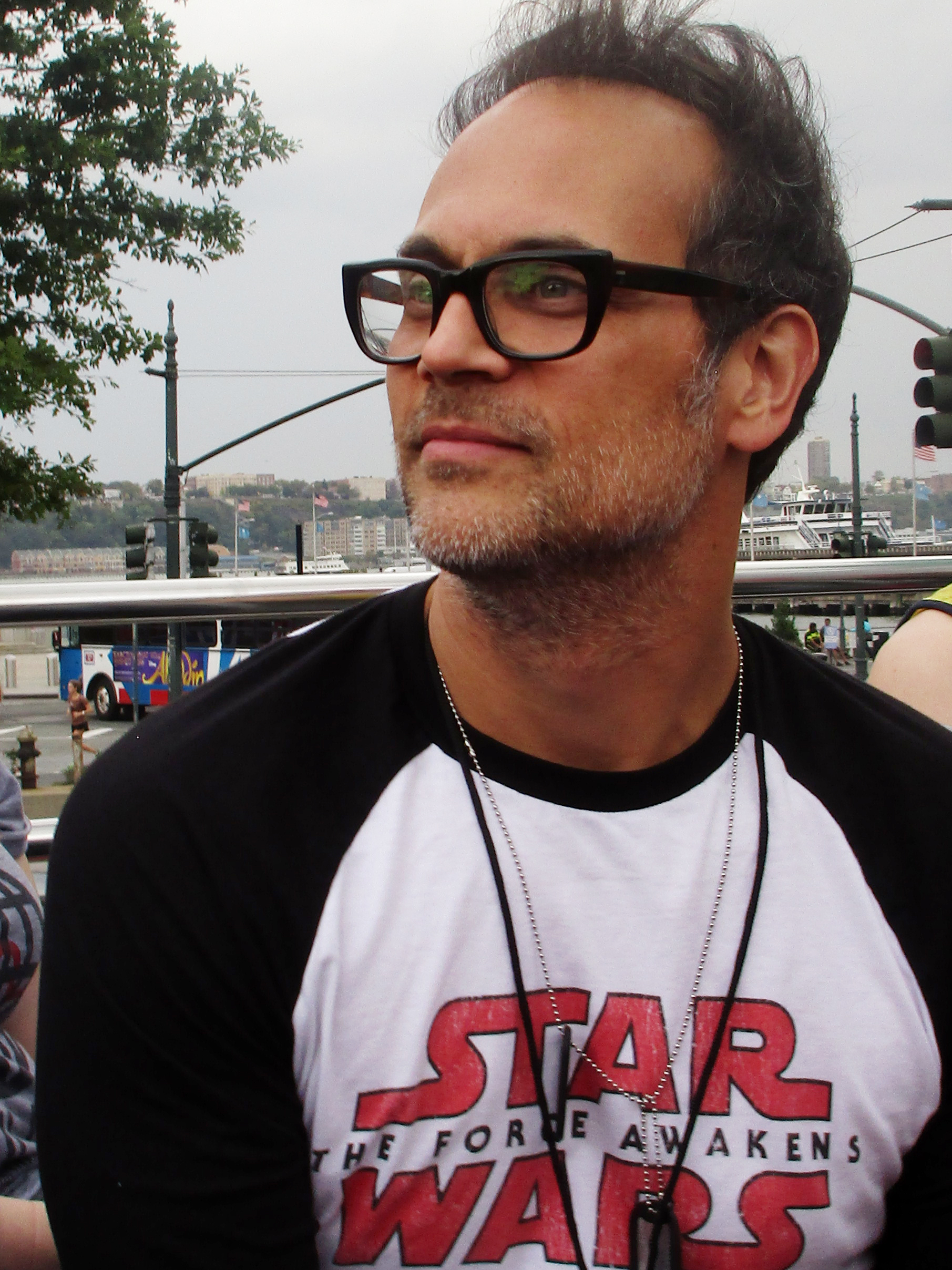
Todd Stashwick interpreta Richard Sionis
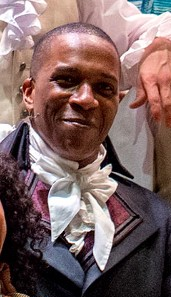
Leslie Odom Jr. interpreta Ian Hargrove
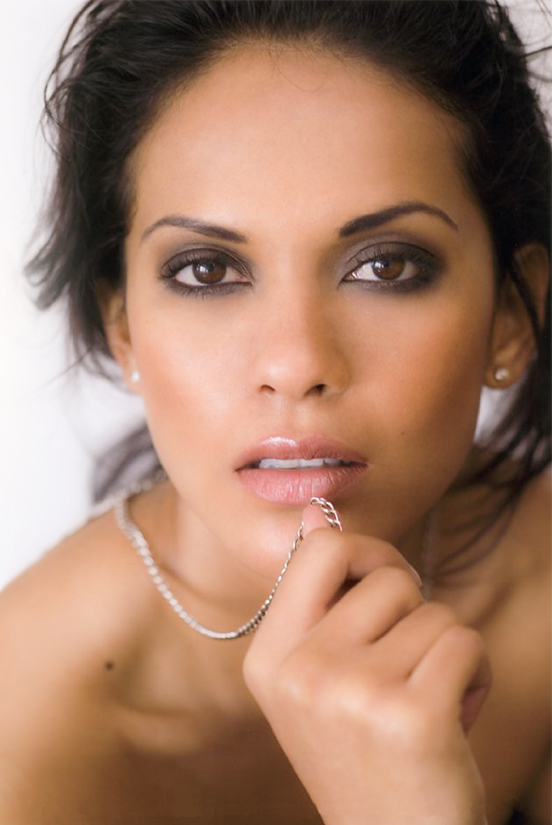
Lesley-Ann Brandt interpreta Larissa Diaz
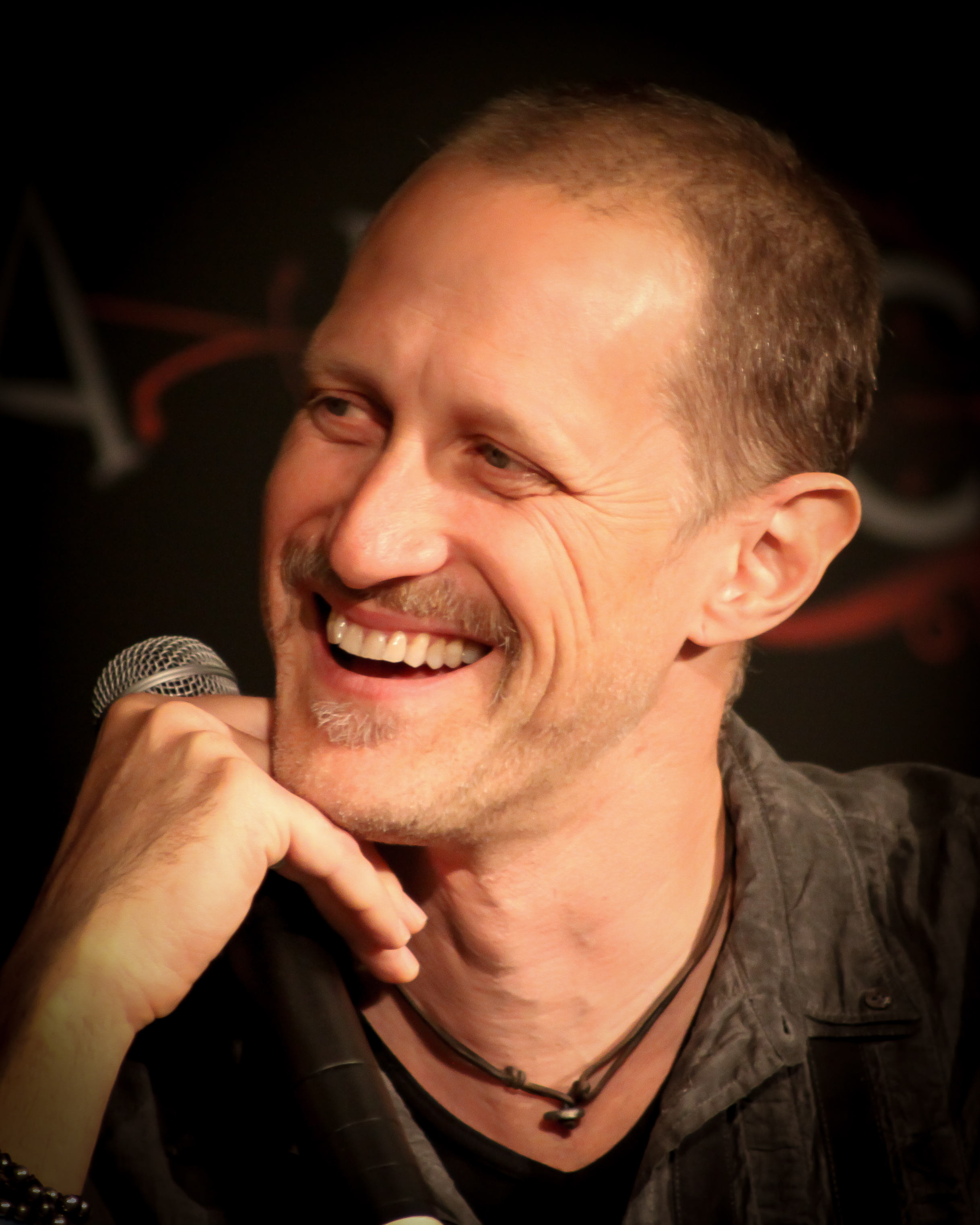
Christopher Heyerdahl interpreta Jack Buchinsky
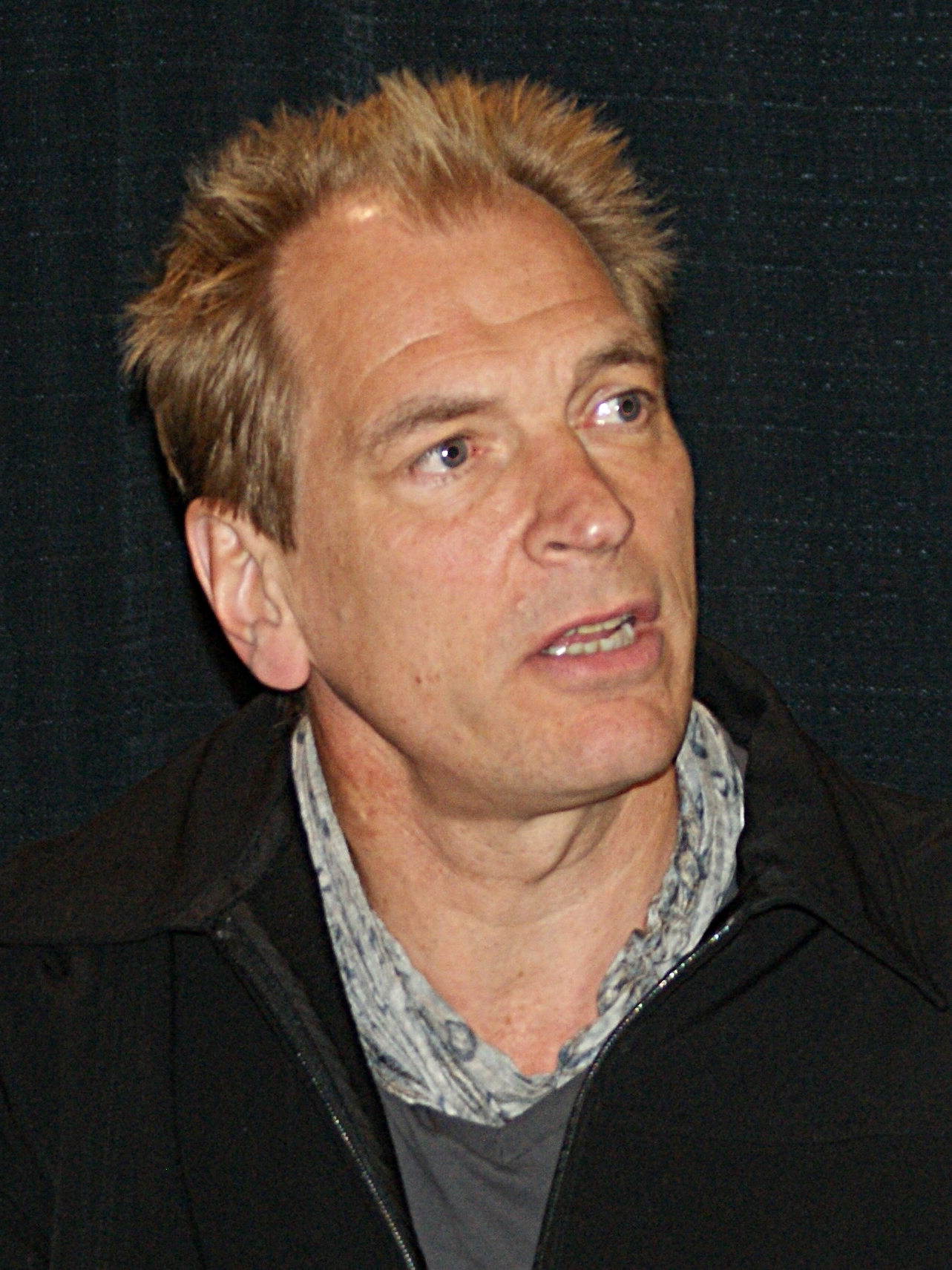
Julian Sands interpreta Gerald Crane
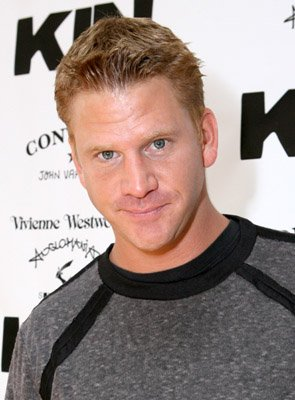
Dash Mihok interpreta Arnold John Flass
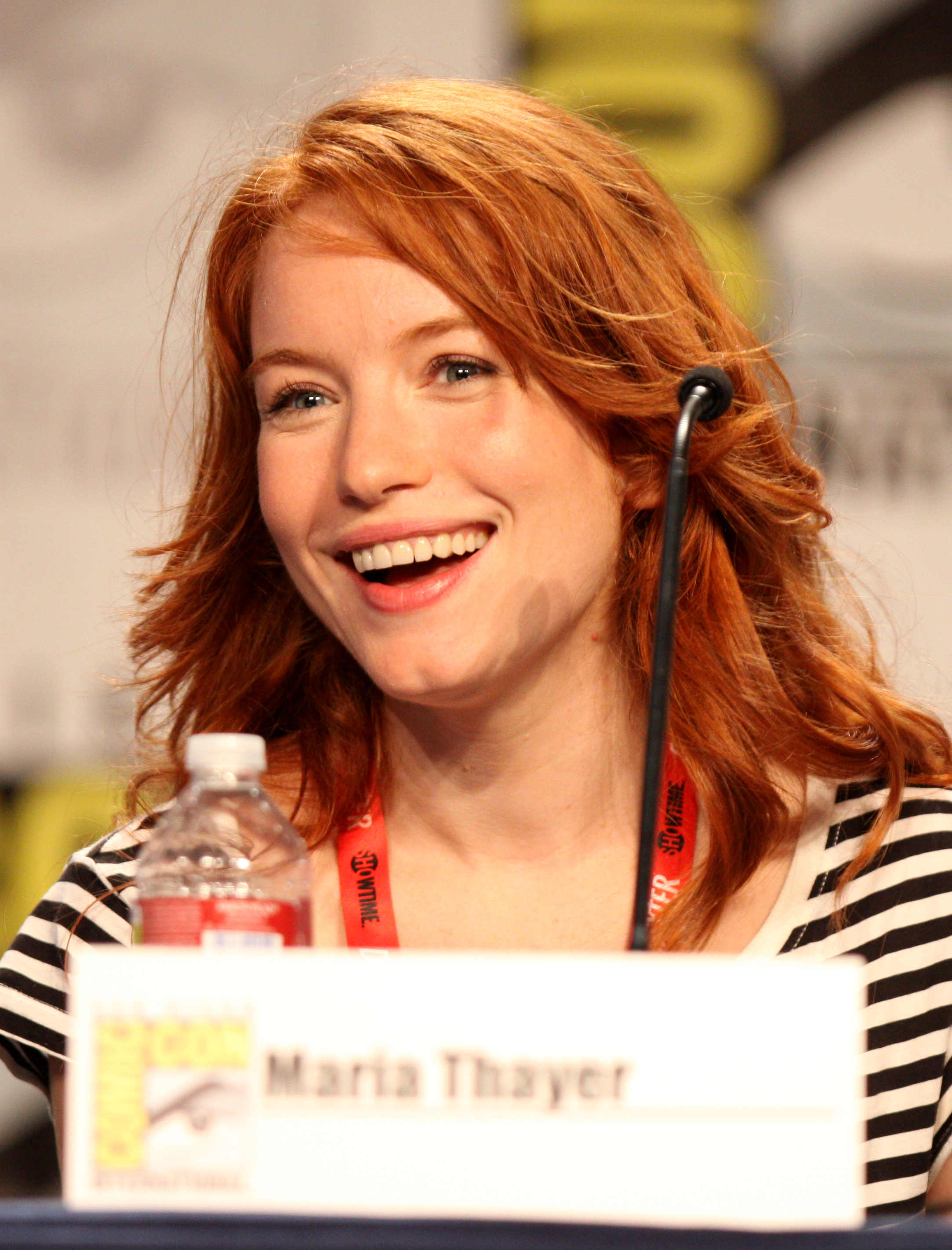
Maria Thayer interpreta Scottie Mullen
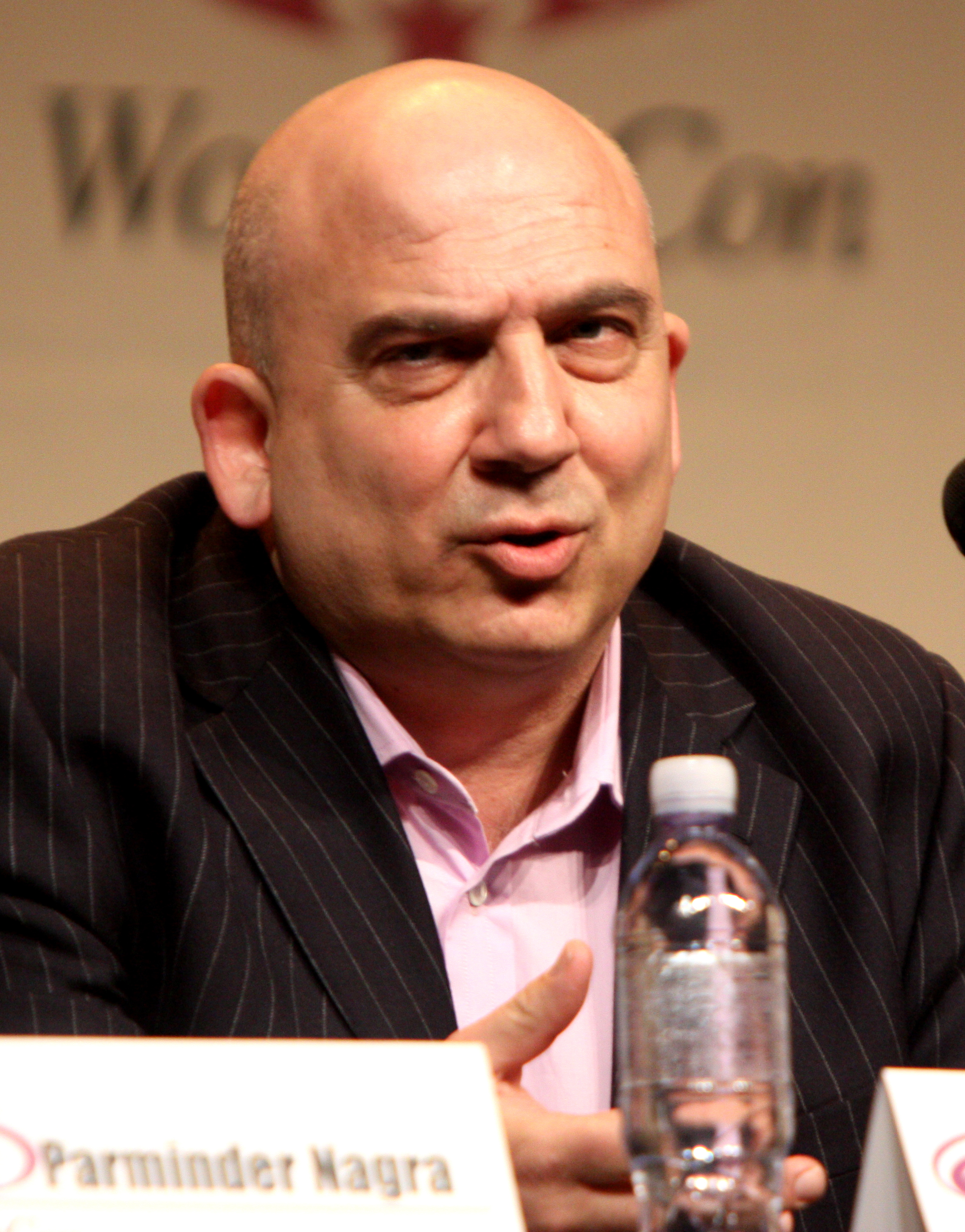
Jonny Coyne interpreta Clyde Destro
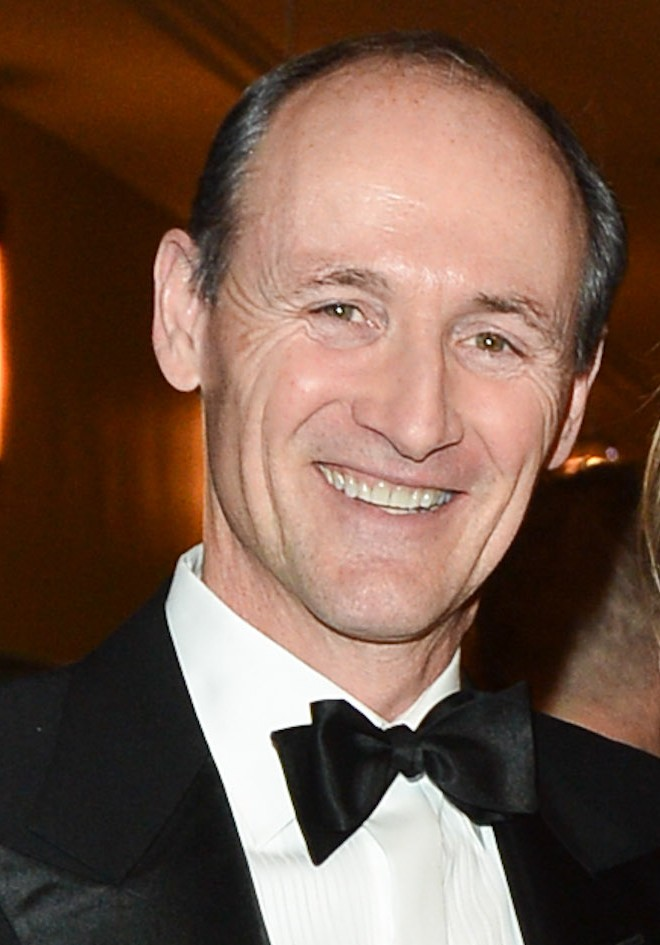
Colm Feore interpreta Francis Dulmacher
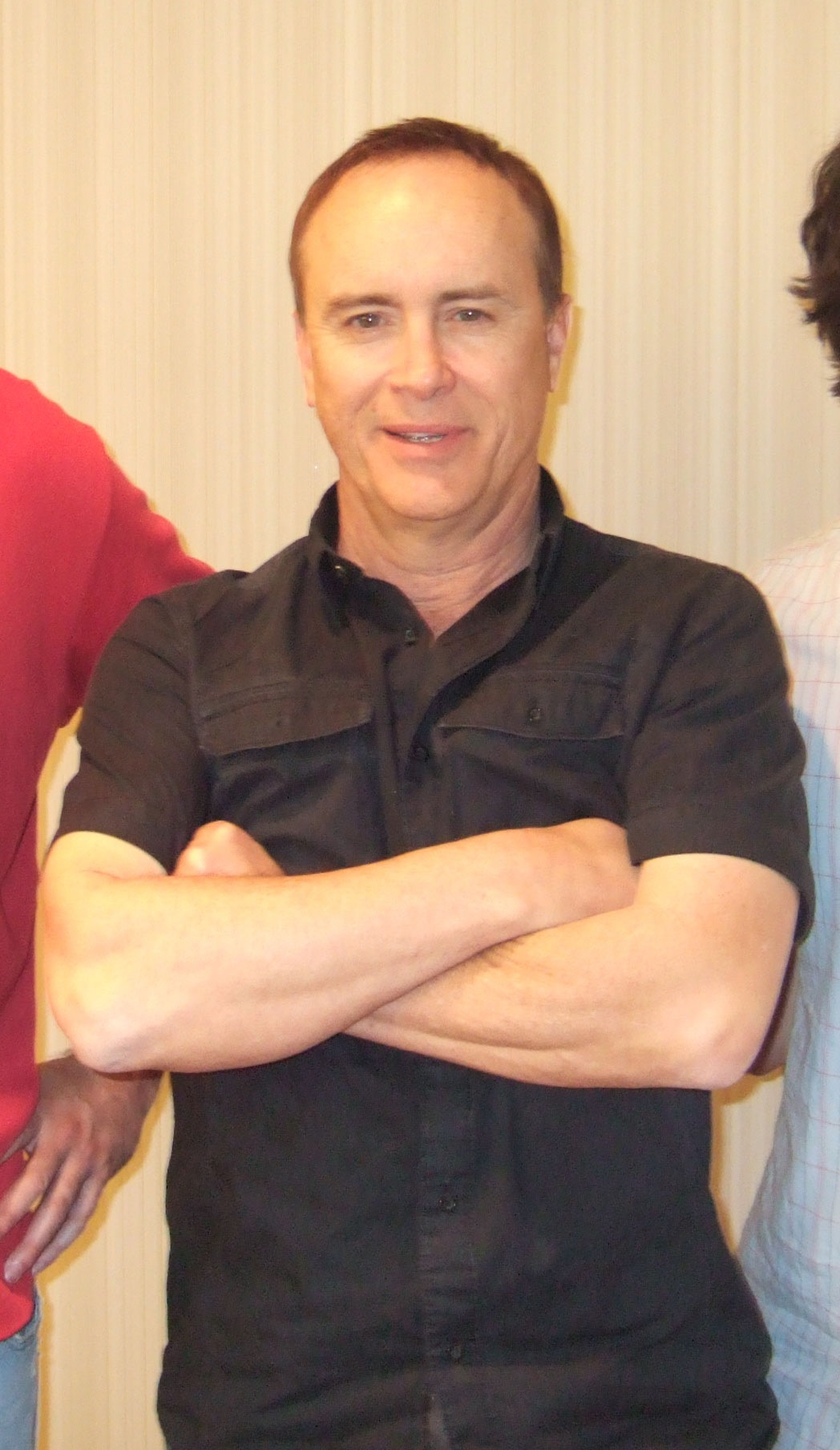
Jeffrey Combs interpreta il "Capoufficio"

### Seconda stagione
- Zaardon interpretato da David Fierro.
Supercriminale che si autoproclama come "vendicatore di anime" dopo aver bevuto una pozione di colore blu datagli da un uomo misterioso, in seguito scopertosi Theo Galavan. Sconfitto da Gordon, verrà portato ad Arkham dove muore dopo aver fatto uscire dal suo corpo un fumo blu soporifero.
- Aaron Helzinger interpretato da Stink Fisher, doppiato da Enrico Pallini.
Un uomo estremamente muscoloso e aggressivo ma con le funzioni cerebrali limitate. Viene fatto evadere dai Galavan e, durante l'attacco dei Maniax al GCPD, picchia brutalmente Gordon per conto di Barbara. Dopo la morte di Theo viene nuovamente riportato ad Arkham.
- Robert Greenwood interpretato da Dustin Ybarra.
Criminale di indole cannibale, fa parte del gruppo dei sei criminali fatti uscire da Galavan ad Arkham. Si contende con Jerome il ruolo di leader dei Maniax, poi vinto dal ragazzo per averlo battuto a una sfida alla Roulette Russa. Durante l'irruzione alla stazione di polizia di Gotham, viene ucciso da Jerome in quanto aveva completato una frase al suo posto facendolo innervosire.
- Arnold Dobkins interpretato da Will Brill.
Criminale con accuse di stupro uscito da Arkham grazie a Galavan. Durante un attacco ad uno scuolabus della Gotham High School viene catturato dalla polizia. Viene però ucciso da Tabitha Galavan per non fargli confessare il coinvolgimento del fratello Theo nell'operazione.
- Sal Martinez, interpretato da Lucas Salvagno, doppiato da Gabriele Tacchi.
Membro della Squadra D'Assalto ucciso da Tabitha Galavan durante l'irruzione della banda di Oswald a villa Galavan e lo scontro con la polizia di Gotham.
- Joe Pike interpretato da Leo Fitzpatrick.
Capo dei fratelli Pike, un gruppo di piromani. Viene ucciso dalla sorellastra Bridgit.
- Cale Pike interpretato da Ari McKay Wilford.
Fratello di Joe e Evan ucciso bruciato assieme a Joe da Bridgit.
- Evan Pike interpretato da Noah Robbins.
Fratello di Joe e Cale. Muore facendosi saltare in aria con del napalm mentre veniva inseguito da Gordon e da Barnes.
- Eduardo Flamingo interpretato da Raúl Castillo, doppiato da Diego Suarez.
È un pericoloso killer che lavora su commissione, pratica il cannibalismo. Viene assoldato da Tabitha per uccidere Gordon, Flamingo uccide alcuni agenti di polizia ma poi Gordon lo affronta e lo sconfigge, per poi arrestarlo.
- Nora Fries interpretata da Kristen Hager, doppiata da Elena Perino.
È la moglie gravemente malata di Victor Fries; non era a conoscenza dei metodi del marito per trovare una cura alla sua malattia, ma anche dopo averlo saputo non accetta di aiutare la polizia a catturarlo. Si suicida dopo aver scambiato le cartucce della formula criogenica del marito, preferendo questa soluzione ad un'attesa eterna fuori di prigione o di morte del marito.
- La Dama interpretata da Michelle Gomez.
Misteriosa donna a capo di un'organizzazione di criminali e serial killer in gran parte uccisi da Gordon e da Barnes. In seguito aiuta Barbara a scoprire la vera identità del Filosofo, il mandante dell'omicidio dei coniugi Wayne, venendo in seguito sconfitta dalla stessa.
- Tom "The Knife", interpretato da Tommy Flanagan, doppiato da Fabrizio Temperini.
Criminale che rapisce Bruce e Silver durante l'uscita dalla loro scuola. Si scoprirà in seguito essere stato assoldato da Bruce e Selina per incastrare Silver e farle rivelare il nome del serial killer che ha ucciso i genitori del ragazzo.
- Terrence "Cupcake" Shaw interpretato da Jamar Greene.
Ex-socio di Malone, viene affrontato da Alfred per farsi dire dove trovare lo stesso.
- Jeri interpretata da Lori Petty.
Cameriera e cantante di un malfamato locale, Bruce la incontra per farsi dire dove si trova Malone, dopo aver saputo il suo nome da Cupcake.
- Peter "Puck" Davies, interpretato da Peter Park Kendall.
Un giovane ragazzo che Gordon incontra al penitenziario di Gotham durante la sua prigionia. Difende spesso l'ex-poliziotto dagli altri carcerati. La sorella minore era stata prigioniera del Fabbricante di Bambole e salvato da Gordon dai suoi tirapiedi. Gordon lo aiuta a evadere con lui, ma muore poco dopo per delle ferite riportate nel carcere.
- Sonny Gilzean, interpretato da Paul Pilcz.
È il nipote di Butch. A differenza dello zio ha un carattere violento e impulsivo, tanto da non farsi scrupoli a cercare di picchiare Selina e a pestare brutalmente a sangue Bruce quando i due ragazzini si introducono nel suo covo a rubare. Nonostante ciò, Selina riesce ad aiutare Bruce a stendere il criminale, per poi scappare (Selina portando con sé i soldi di Sonny). Nella terza stagioni fa affari con Selina e cerca di derubare nuovamente Bruce quando quest'ultimo è in cerca della ragazza, ma viene sconfitto e picchiato dal ragazzo con i suoi complici.
- Carlson Gray, interpretato da Ned Bellamy.
Il corrotto direttore del penitenziario di Blackgate. Cerca di far uccidere Gordon dai prigionieri per conto di Loeb, di cui è amico.
- Basil Karlo/Clayface, interpretato da Brian McManamon, doppiato da Alessandro Rigotti.
È uno dei superumani creati da Strange, la sua pelle è modellabile come la plastica, ciò permette al suo volto di assumere le fattezze che vuole. Strange fa sì che la sua faccia diventi del tutto identica a quella di Gordon, per poi fargli prendere il suo posto, ma viene smascherato da Barbara. Successivamente Edward lo userà contro Oswald, facendogli assumere le fattezze di suo padre.

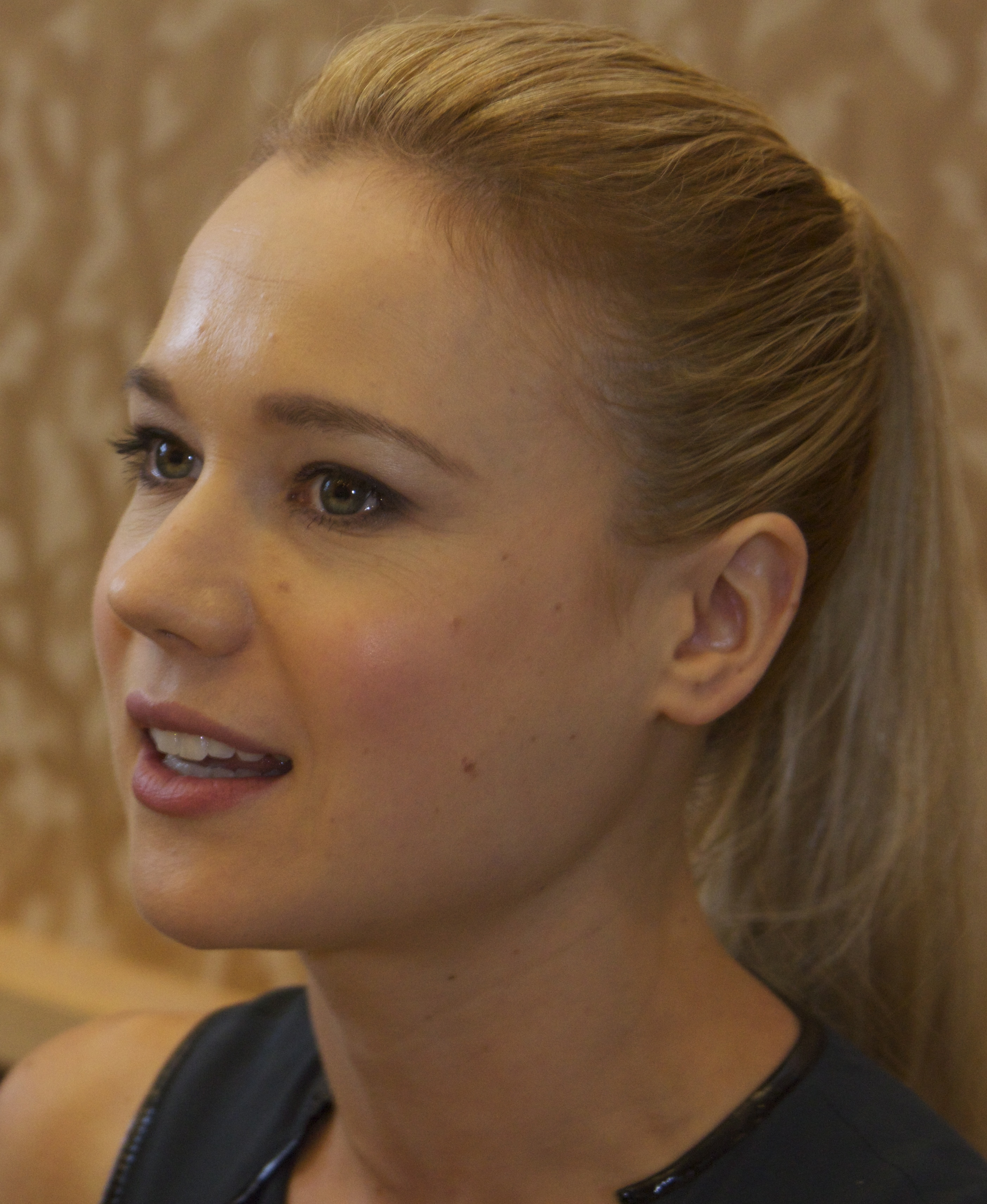
Kristen Hager interpreta Nora Fries
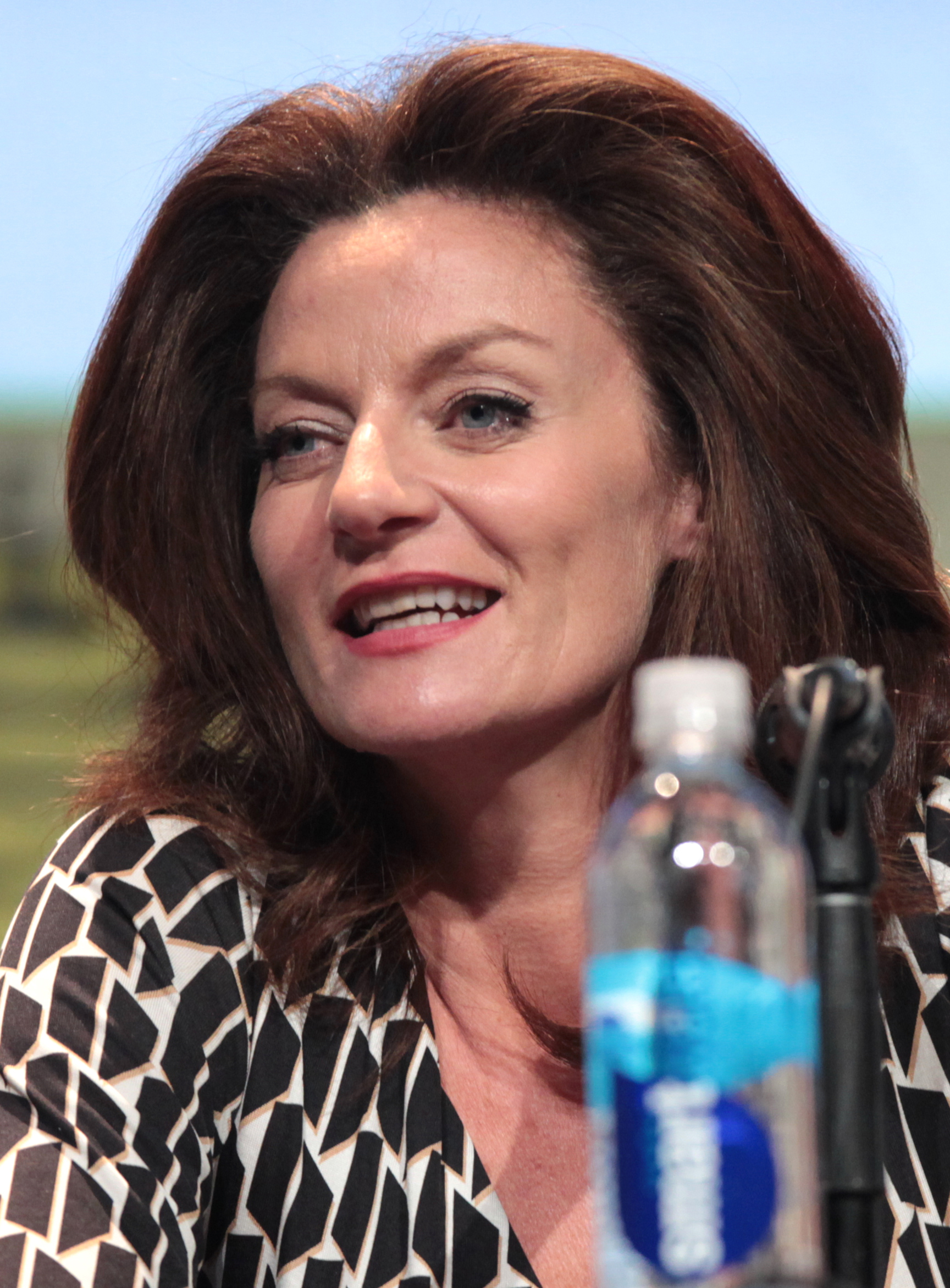
Michelle Gomez interpreta la Dama
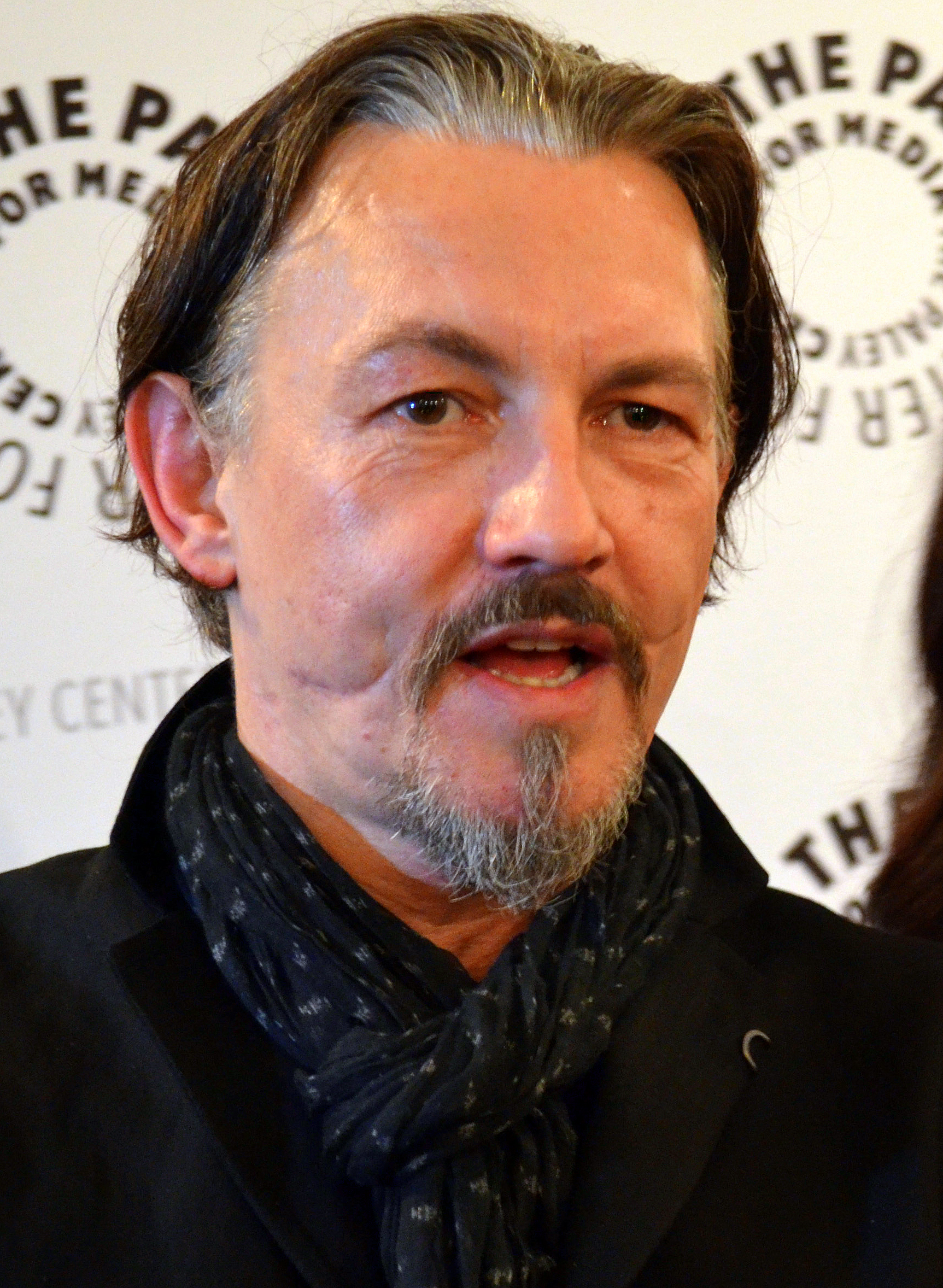
Tommy Flanagan interpreta Tom "The Knife"
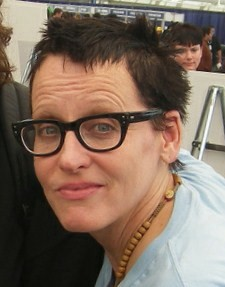
Lori Petty interpreta Jeri

### Terza stagione
- 514a, "Cinque", interpretato da David Mazouz.
Misterioso ragazzino uscito dal bus che guidava Fish Mooney identico a Bruce Wayne con i capelli più lunghi. Inizialmente ha un carattere buono e inoffensivo, poi viene rapito da Kathryn che gli fa il lavaggio del cervello per usarlo come sostituto di Bruce durante il suo addestramento con lo Sciamano. Dopo aver tentato di uccidere Selina, la quale cercava di svelare la verità, la ragazza tenta di ucciderlo a villa Wayne, riuscendo a ferirlo e facendolo fuggire.
- Ridgeback Monster, interpretato da Michael Montgomery.
Superumano creato ad Arham con fattezze simili a un alligatore. Rapina una farmacia per conto di Mooney all'inizio della terza stagione, ma viene fermato da Gordon; si mostra molto invulnerabile ai colpi fisici, e viene sconfitto restando investito da un camion.
- Marv, interpretato da Victor Pagan.
Superumano evaso da Arkham che entra nella schiera di Fish Mooney. Ha il poter di assorbire la giovinezza dalle persone. È il responsabile della morte di Ethel Peabody e del passaggio da bambina ad adolescente di Ivy Pepper.
- Sid, interpretato da Michael Lorz.
Superumano capace di andare a incredibile velocità. Viene ucciso dalla folla inferocita nel secondo episodio della terza stagione, e il suo corpo viene bruciato.
- Nancy, interpretata da Bianca Rutigliano.
Una dei superumani evasi, fa parte della più schiera stretta della banda di Mooney. Viene uccisa dalla folla inferocita insieme a Sid, e il suo corpo viene bruciato.
- Alice Tetch, interpretata da Naian Gonzalez Norvind.
Sorella di Jervis Tetch. Dotata di un potere che lei considera una maledizione, il fratello al contrario lo pensa come un dono che vuole sfruttare: per questo la donna si è rifugiata da diversi anni a Gotham, per nascondersi da lui che la sta cercando. Resta accidentalmente uccisa cadendo su un palo appuntito, cercando di sfuggire al fratello.
- Dumfree Tweed, interpretato da Adam Petchel.
Membro dei Terrible Tweeds, ossia un gruppo costituito da cinque fratelli luchadores, che aiutano Jervis Tetch a rapire la sorella. Mentre due fratelli vengono uccisi alla centrale di polizia di Gotham e un altro viene incarcerato, lui e il fratello superstite Deever aiutano Tetch a fuggire, dopo che questi perde la sorella. Lui e il fratello continueranno in seguito ad essere i suoi scagnozzi.
- Deever Tweed, interpretato da Happy Anderson.
Fratello di Dumfree e scagnozzo di Tetch. Fugge insieme al fratello dopo aver assistito al suicidio involontario della sorella di Jervis continuando ad essere il suo scagnozzo. Viene in seguito arrestato e deportato ad Arkham insieme al fratello e a Tetch dopo aver fallito nel drogare le personalità più influenti di Gotham col sangue della sorella di Jervis.
- Isabella, interpretata da Chelsea Spack.
Una donna molto simile alla defunta Kringle, anche lei con la passione per gli indovinelli, proverà un interesse amoroso per Edward. Nonostante il Pinguino le riveli il passato criminale dell'uomo, Isabella deciderà di rimanere con lui, capendo che solo lui ha fatto breccia nel suo cuore dopo anni dedicati solo alle pagine dei libri. Viene uccisa, per gelosia d'amore, da Oswald che taglia i freni della sua auto, venendo investita da un treno.
- Peter Gordon, interpretato da Michael Park.
Padre di Jim. Stimato procuratore distrettuale morto in un incidente stradale mentre era ubriaco. Comparirà come allucinazione indotta dalla Regina Rossa, discutendo con il figlio dei suoi problemi e inducendolo a fare pace con sé stesso.
- Luka Volk, interpretato da Costa Ronin.
Il capo di un gang segreta chiamata Banda dei Sussurri, composta da contrabbandieri ucraini, il quale scopo è eliminare la Corte dei Gufi. Viene ucciso da Talon.
- Jacob Volk, interpretato da Julien Seredowych.
Membro della Banda dei Sussurri e fratello di Luka. Viene ucciso da Talon.
- Dwight Pollard interpretato da David Dastmalchian.
Un ex scienziato della Indian Hill, che ora lavora all'obitorio di Gotham. Mentalmente instabile, compie esperimenti su dei cadaveri, poiché vuole resuscitare Jerome Valeska, diventato punto di riferimento morale suo e di molte altre persone. Jerome lo uccide in quanto non contento gli abbia tagliato via la faccia.
- Gus interpretato da Kaipo Schwab.
Un ex impiegato di un ufficio postale, assiste Pollard nel suo tentativo di rianimare Jerome. Viene ucciso da Pollard con un filo elettrico, dopo aver insistito nel raccontargli le sue preoccupazioni sull'essere scoperti dalla polizia.
- Cole Clemons interpretato da P.J. Marshall.
Criminale in affari con Maria Kyle.

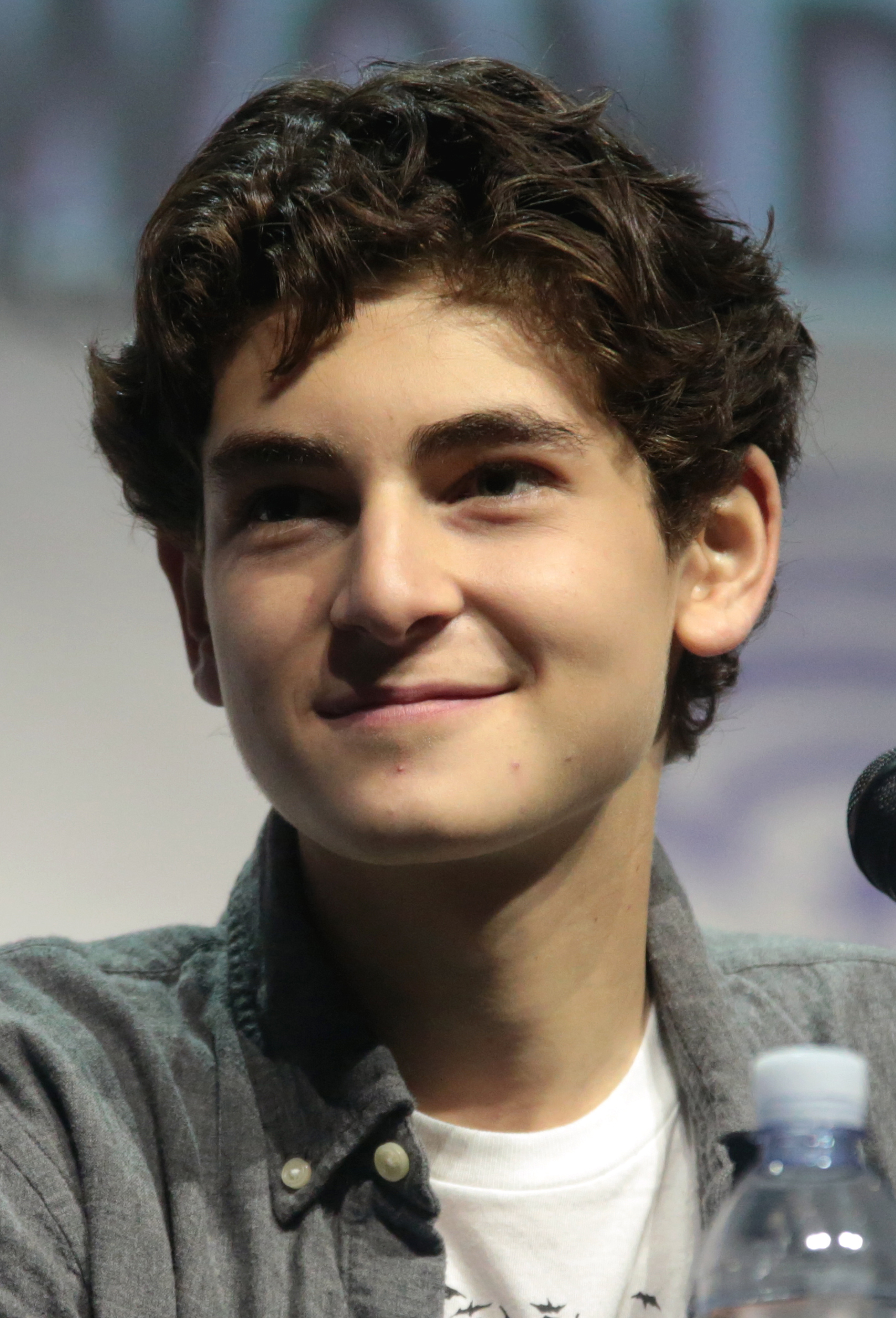
David Mazouz interpreta "Cinque"
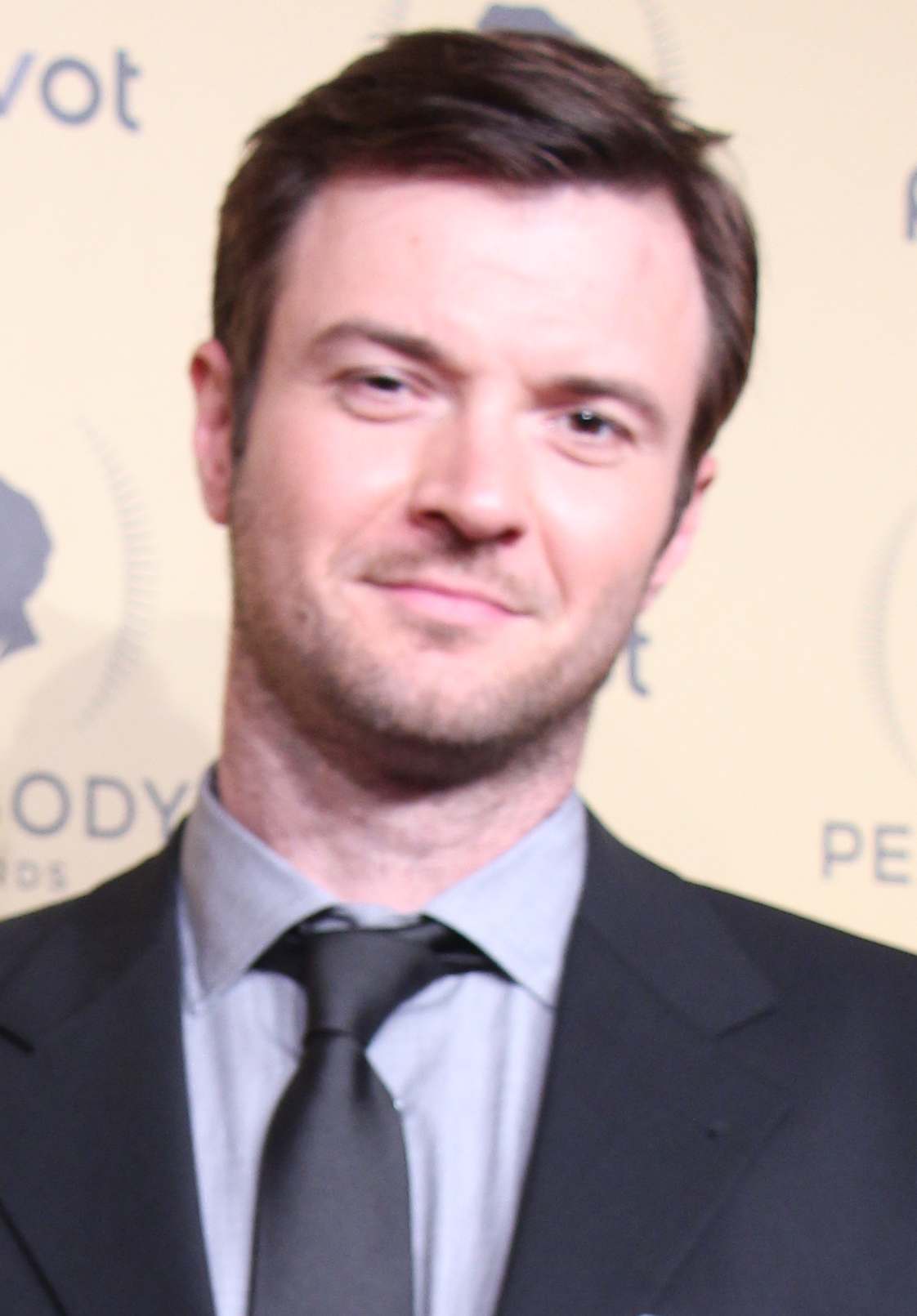
Costa Ronin interpreta Luka Volk

### Quarta stagione
- Burke, interpretato da Larry Pine.
Il nuovo sindaco di Gotham che ha preso il posto di Aubrey James. Viene corrotto (o minacciato) da Sofia per promuovere Gordon come capitano del GCPD. Viene ucciso da Ra's Al Ghul e Jeremiah Valeska, che fanno saltare in aria l'edificio in cui si trovava.
- Hunter, interpretato da Owen Harn.
Sicario della Legione delle Ombre che attacca Alex e Bruce al museo di Gotham. Viene ucciso da Gordon.
- Anubis, interpretato da Anthony Rodriguez.
Sicario della Legione delle Ombre che attacca Alex e Bruce al museo di Gotham. Viene ucciso da Gordon, scaraventato fuori dalla finestra.
- Niles Winthrop, interpretato da Dakin Matthews.
Il curatore del Museo di Gotham. Viene ucciso da Ra's Al Ghul poiché stava cercando il pugnale da lui esaminato.
- Alex Winthrop, interpretato da Benjamin Stockham.
Nipote del curatore, i quali genitori sono in viaggio. Si ritroverà in fuga dagli assassini di Ra's dopo l'omicidio del nonno, in quanto in possesso del pugnale. Durante il combattimento tra Gordon, Bruce e i membri della Setta delle Ombre, viene ucciso da Ra's Al Ghul.
- Wendell/Headhunter, interpretato da Kyle Vincent Terry.
 È un amico di Zsasz, che lo sostituisce durante la sua temporanea assenza da Gotham. Dopo la disastrosa missione per arrestare il professor Pyg, viene pugnalato due volte da Oswald dopo che commenta come Gordon avesse ragione sulla trappola ordita dal criminale. Riappare assieme all'amico lavorando per conto di Sofia, cercando di uccidere Oswald e recuperare Penn.
- Sampson, interpretato da Stu "Large" Riley.
Criminale alleato di Sofia Falcone, tortura assieme alla donna Lee per ottenere il 30% dei profitti delle Narrows, arrivando a rompere una mano alla dottoressa con un martello. Dopo aver mandato in coma Sofia, Lee si vendica su Sampson spaccandogli la mano con un martello.
- Dentista, interpretato da D. Baron Buddy Bolton.
Criminale specializzato a torturare le persone estraendogli i denti. Lavora prima per Oswald e poi per Sofia, che lo usa per torturare violentemente Edward nel tentativo di fargli tradire Oswald.
- Griffin Krank, interpretato da Thomas Lyons.
 Proprietario e costruttore di un negozio di giocattoli nei Narrows; l'Enigmista lo ingaggia per uccidere Leslie, affinché Edward, innamorato di lei, perda ogni debolezza. Viene ucciso da Gordon mentre si confronta con Edward, in quanto il detective pensava stesse minacciando il giovane.
- Cosmo Krank, interpretato da Chris Perfetti.
 Figlio di Griffin che lavora nella fabbrica di giocattoli del padre.
- Zachary Trumble, interpretato da John Treacy Egan.
 Fratello di Lila Valeska e zio di Jerome e Jeremiah, proprietario di un locale. In passato torturò Jerome parecchie volte e cercherà nuovamente di ucciderlo, ma viene ucciso dallo stesso Jerome dopo aver dato al nipote informazione sul fratello.
- Holden Pritchard, interpretato da Peter McRobbie.
 Il sindaco a interim di Gotham, durante la scomparsa di Burke. Viene rapito da Jerome Valeska che minaccia di fargli saltare la testa con un collare esplosivo, ma il GCPD riesce a fermare il criminale.
- Jongleur, interpretato da Christian Alexander Rozakis. 
 Uno dei membri del cult di Jerome Valeska. Dopo l'assalto al GCPD, viene catturato dalla polizia e torturato da Bullock con l'elettroshock per farsi dire chi c'è dietro l'idea dell'irruzione. In seguito viene rapito da Oswald e Butch, quest'ultimo lo tortura a sua volta per farsi svelare i piani di Jeremiah Valeska. Quando Oswald e Barbara cercano di trattare con Jeremiah, quest'ultimo uccide Jongleur facendolo saltare in aria con un bazooka.
- Rodney Harlan, interpretato da Malik Yoba. 
 Maggiore dell'Esercito che si rende protagonista dell'evacuazione di Gotham quando Jeremiah Valeska aziona la bomba che farà esplodere la città.
- Palden, interpretato da Jamal James. 
 Capo di una fazione nemica della Lega degli Assassini che prende il controllo del territorio dopo la morte di Ra's Al Ghul. Dopo la sua rinascita, il territorio torna nelle mani della mano del Diavolo. Dopo la sua seconda morte da parte di Barbara, la donna uccide anche Palden insieme alle sue sorelle della Lega.

### Quinta stagione
- Sykes, interpretato da Alex Morf.
Il capo degli "Indovini" a Granton, che sfruttava gli orfani per scavare un tunnel sotto il fiume per la terra ferma. Gran parte della sua squadra viene uccisa da Barbara Kean e successivamente, alle riprese dello scavo, viene ucciso da Jeremiah che prende il controllo dell'operazione.
- Leader dei Mutanti, interpretato da Sid O'Connell.
Il leader di una banda della Zona Oscura di Gotham dopo il crollo dei ponti; affronta Bruce e Selina quando entrano nel suo territorio e la ragazza lo ferisce gravemente per farsi rivelare dove si trovi Jeremiah Valeska. Successivamente viene ingaggiato da Ivy Pepper per tenere impegnata Selina mentre lei porta via Bruce controllato mentalmente, ma viene nuovamente sopraffatto.
- Magpie, interpretata da Sarah Schenkkan.
Abilissima acrobata e ladra ossessionata da oggetti luccicanti. Dopo essersi intrufolata nel covo di Pinguino, riesce a rubargli un diamante, costringendo Oswald a stringere un'alleanza con Selina per rintracciarla. Magpie però riesce ad intrappolarli nella sua stanza esplosiva, in modo da poter svaligiare tutto il covo di Pinguino. Inseguito, Selina riesce a sfondare la porta della stanza e i due trovano Magpie intrappolata in una delle trappole di Pinguino e, nonostante gli chieda di lasciarla andare, Oswald decide di ucciderla sparandole.
- Jane Doe, interpretata da Sarah Pigdeon.
Una donna ex paziente dell'Arkham Asylum che ha acquisito poteri da mutaforma dopo aver subito esperimenti da parte di Hugo Strange nella struttura di Indian Hill. Cerca vendetta contro gli agenti di polizia che hanno arrestato a sua madre Veronica dopo che ha ucciso il marito violento. Il suo obiettivo finale è Harvey Bullock, che è costretto a ucciderla per impedirle di attaccarlo.
- Generale Wade, interpretato da John Bedford Lloyd.
Un generale inviato a sovrintendere la riunificazione di Gotham City. Insieme a Jim Gordon e Bruce Wayne viene catturato da Bane e dalla Delta Force e posto sotto il controllo di Nyssa al Ghul da Strange affinché dia il comando di distruggere Gotham. Dopo che Nyssa viene sconfitta da Gordon, ordina a Wade di suicidarsi in modo che l'ordine non possa essere rievocato.
- Barbara Lee Gordon, interpretata da Jeté Laurence.
La figlia di Jim Gordon e Barbara Kean, nata durante gli eventi della Terra di Nessuno. Dieci anni dopo frequenta sia sua madre che suo padre. Viene rapita da Jeremiah che la minaccia di morte per attirare Gordon in una trappola, ma entrambi vengono salvati da Batman.